# Liste der Biografien/Fin
Liste der Biografien |
Portal Biografien |
Personensuche
# |
A |
B |
C |
D |
E |
F |
G |
H |
I |
J |
K |
L |
M |
N |
O |
P |
Q |
R |
S |
T |
U |
V |
W |
X |
Y |
Z |
?
 
Fa |
Fe |
Ff |
Fh |
Fi |
Fj |
Fk |
Fl |
Fm |
Fn |
Fo |
Fr |
Ft |
Fu |
Fy
 
Fia |
Fib |
Fic |
Fid |
Fie |
Fif |
Fig |
Fih |
Fii |
Fij |
Fik |
Fil |
Fim |
Fin |
Fio |
Fip |
Fiq |
Fir |
Fis |
Fit |
Fiu |
Fiv |
Fix |
Fiz
Die Liste der Biografien führt alle Personen auf, die in der deutschsprachigen Wikipedia einen Artikel haben. Dieses ist eine Teilliste mit 1011 Einträgen von Personen, deren Namen mit den Buchstaben „Fin“ beginnt.

## Fin
- Fin, Henri-Paul (* 1950), französischer Radrennfahrer
- Fin, Jorge (* 1963), spanischer Maler, Grafiker und Bildhauer
- Fin-tim-lin-bin-whin-bim-lim-bus-stop-F’tang-F’tang-Olé-Biscuitbarrel, Tarquin (* 1959), britischer Politiker

### Fina
- Fina (1238–1253), Heilige der römisch-katholischen KircheFina (1238–1253)

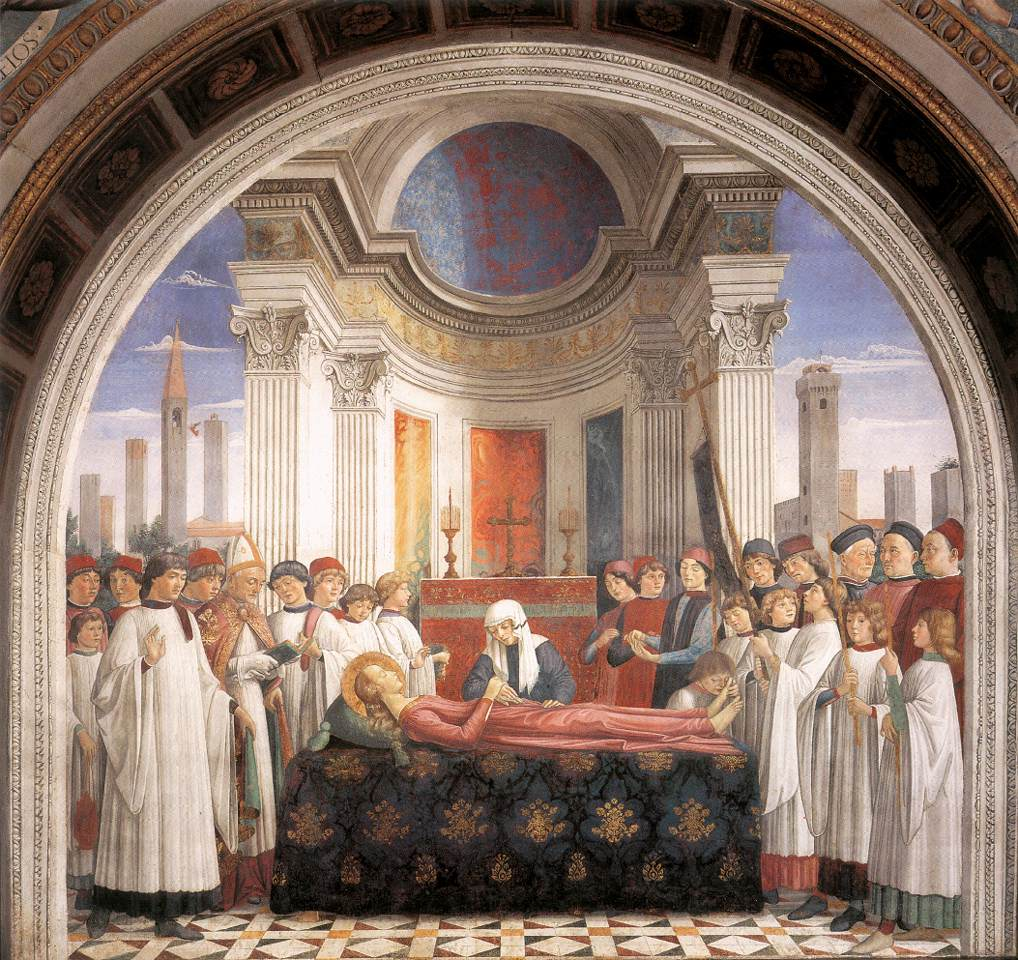
Fina (1238–1253)

- Fina, Christian (* 1974), deutscher Handballspieler, -trainer und -funktionär
- Fina, Giuseppe (1924–1998), italienischer Drehbuchautor und Fernsehregisseur
- Fina, Jack (1913–1970), US-amerikanischer Pianist, Komponist und Bandleader
- Fina, Kurt (1924–1983), deutscher Historiker und Geschichtsdidaktiker
- Fina, Mario (* 1999), österreichischer Fußballspieler
- Fina, Rosario (* 1969), italienischer Radrennfahrer, Weltmeister im Radsport
- Finaldi, Gabriele (* 1965), britischer Kunsthistoriker und Museumsleiter
- Finale, Sera (* 1976), deutscher Rapper
- Finaly, Caroline (1849–1934), österreich-ungarische Sängerin und Schauspielerin
- Finály, Gábor (1871–1951), ungarischer Lehrer, Klassischer Philologe und Archäologe
- Finaly, Robert (* 1941), Überlebender des Holocaust, Hauptfigur der Finaly-Affäre
- Finamore, Floriano (* 1954), italienischer Radrennfahrer
- Finamore, John F. (* 1951), US-amerikanischer Philosophiehistoriker
- Finan von Lindisfarne († 661), irischer Mönch, Bischof von Lindisfarne
- Finan, Bobby (1912–1983), schottischer Fußballspieler
- Finance, Joseph Karl Johann de (1784–1851), preußischer Generalleutnant
- Finarsih (* 1972), indonesische Badmintonspielerin
- Finau, Patelisio Punou-Ki-Hihifo (1934–1993), tongaischer römisch-katholischer Geistlicher und der zweite Bischof von Tonga
- Finazzi, Alexandre Silveira (* 1973), brasilianischer Fußballspieler
- Finazzi, Filippo (1705–1776), italienischer Opernsänger (Kastrat, Sopran), Komponist und Kapellmeister

### Finb
- Finbarr († 623), Bischof von Cork
- Finbergs, Markus (1908–2005), lettisch-israelischer Fußball- und Tischtennisspieler
- Finbow, Dave (* 1968), englischer Snookerspieler

### Finc
- Fincancı, Şebnem Korur (* 1959), türkische Rechtsmedizinerin, Hochschullehrerin, Menschenrechtlerin und Expertin zur Folterdokumentation
- Fincelius, Jobus, deutscher Humanist und Arzt
- Finch (* 1990), deutscher RapperFinch (* 1990)

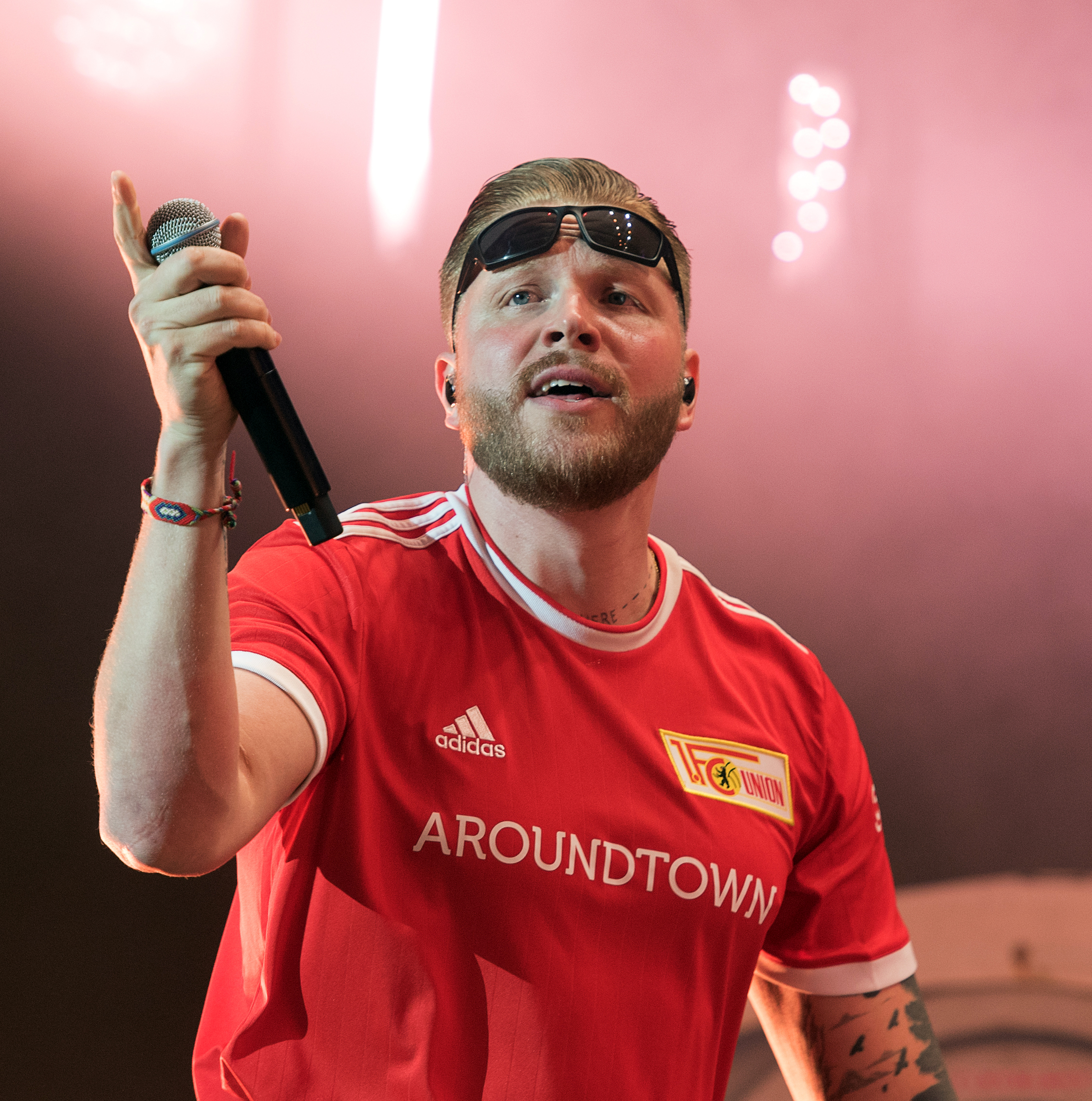
Finch (* 1990)

- Finch, Aaron (* 1986), australischer Cricketspieler
- Finch, Albert (1926–2003), britischer Boxer
- Finch, Andy (* 1981), US-amerikanischer Snowboarder
- Finch, Anne, Countess of Winchilsea (1661–1720), englische Dichterin
- Finch, Annie (* 1956), US-amerikanische Lyrikerin, Herausgeberin und Übersetzerin
- Finch, Caleb (* 1939), US-amerikanischer Gerontologe
- Finch, Catrin (* 1980), britische Harfenistin
- Finch, Charlie († 2022), US-amerikanischer Kunstkritiker
- Finch, Charlotte (1725–1813), britische Adlige und Gouvernante der Kinder von Georg III. (Vereinigtes Königreich)
- Finch, Chris (* 1969), US-amerikanischer Basketballtrainer
- Finch, Christopher (* 1939), britischer Kunstsachverständiger und Sachbuchautor
- Finch, Cliff (1927–1986), US-amerikanischer Politiker und Gouverneur des Bundesstaates Mississippi (1976–1980)
- Finch, Flora (1867–1940), britische Schauspielerin
- Finch, George (1930–2013), britischer Architekt
- Finch, George A. (1884–1957), amerikanischer Jurist
- Finch, George Ingle (1888–1970), australischer Chemiker und Bergsteiger
- Finch, George, 9. Earl of Winchilsea (1752–1826), britischer Adliger und Politiker, sowie englischer Cricketspieler und -funktionär
- Finch, Heneage (1580–1631), englischer Jurist und Politiker
- Finch, Heneage, 1. Earl of Aylesford († 1719), englischer Politiker und Chancellor of the Duchy of Lancaster
- Finch, Heneage, 5. Earl of Winchilsea (1657–1726), britischer Adliger und Politiker
- Finch, Isaac (1783–1845), US-amerikanischer Politiker
- Finch, Jessica Garretson (1871–1949), US-amerikanische Lehrerin, Autorin, Frauenrechtsaktivistin und Schulgründerin
- Finch, John (1548–1584), britischer katholischer Märtyrer
- Finch, Jon (1942–2012), britischer Schauspieler
- Finch, Otis (1933–1982), US-amerikanischer Jazzschlagzeuger
- Finch, Paul (* 1964), britischer Schriftsteller
- Finch, Peter (1916–1977), britischer Theater- und FilmschauspielerPeter Finch (1916–1977)

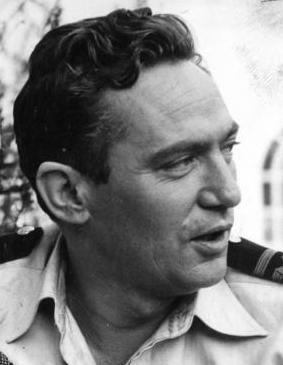
Peter Finch (1916–1977)

- Finch, Peter (* 1947), walisischer Schriftsteller
- Finch, Ray (* 1963), britischer Politiker (UKIP), MdEP
- Finch, Robert (1925–1995), US-amerikanischer Politiker
- Finch, Rod (* 1967), britischer Mittelstreckenläufer
- Finch, Sheila (* 1935), US-amerikanische Science-Fiction-Autorin
- Finch, Stanley (1872–1951), US-amerikanischer Regierungsbeamter
- Finch, Susan Landau (* 1960), US-amerikanische Filmproduzentin
- Finch, William R. (1847–1913), US-amerikanischer Zeitungsverleger, Journalist, Diplomat, Gesandter in Paraguay und Uruguay
- Finch-Hatton, Daniel, 17. Earl of Winchilsea (* 1967), britischer Adliger
- Fincham, Greteli (* 2001), südafrikanische Schauspielerin
- Fincham, Max (* 2004), britischer Schauspieler
- Fincham-Dukes, Jacob (* 1997), britischer Weitspringer
- Finchelstein, Federico (* 1975), argentinischer Historiker
- Finchem, Mark, US-amerikanischer Politiker
- Fincher, David (* 1962), US-amerikanischer RegisseurDavid Fincher (* 1962)

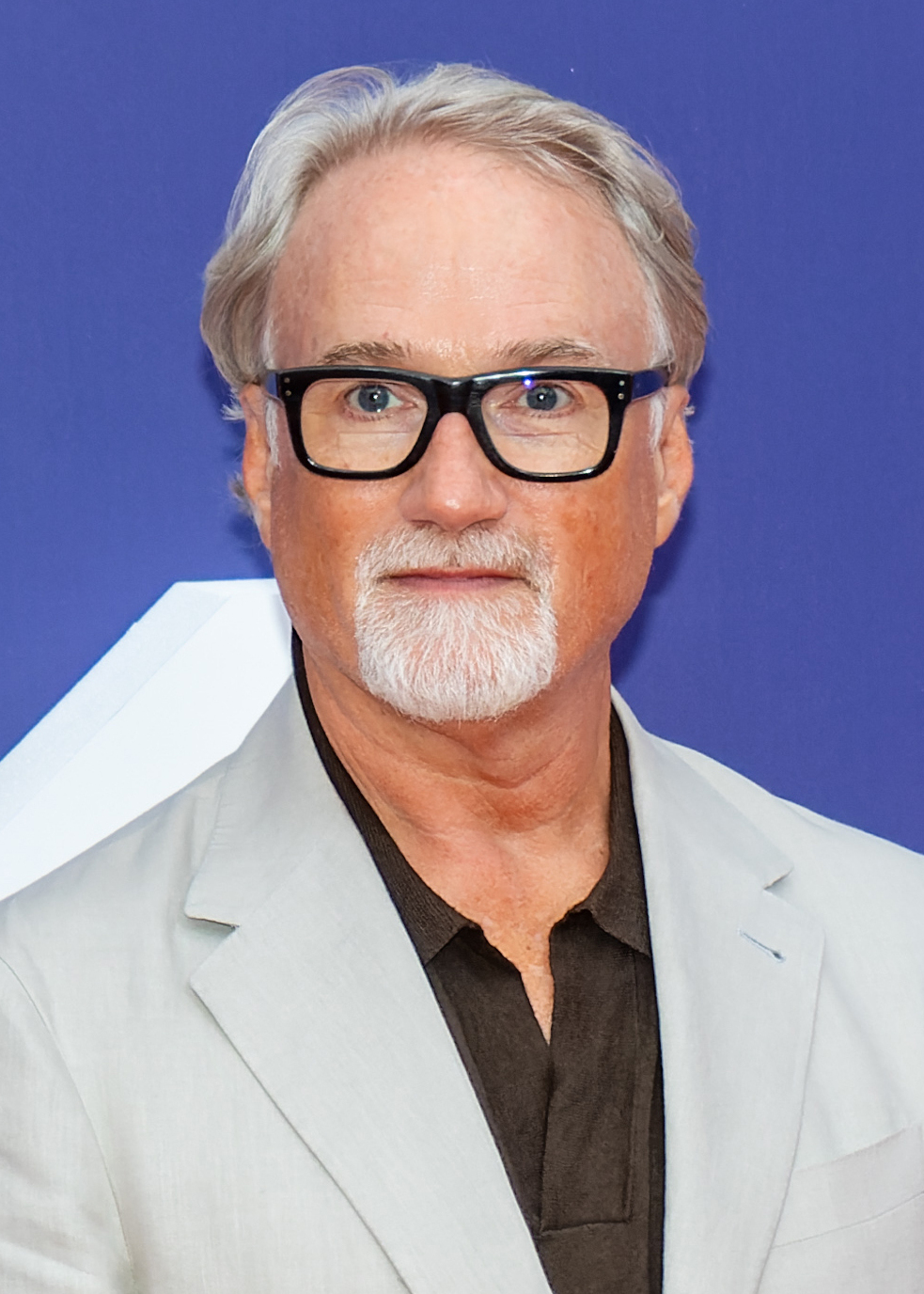
David Fincher (* 1962)

- Fincher, Jack (1930–2003), US-amerikanischer Reporter, Journalist, Essayist, Schriftsteller und Drehbuchautor
- Fincher, Shorty (1899–1958), US-amerikanischer Country-Musiker
- Fincher, Stephen (* 1973), US-amerikanischer Politiker
- Finchum, Thomas (* 1989), US-amerikanischer Wasserspringer
- Finci, Jakob (* 1943), bosnischer BotschafterJakob Finci (* 1943)

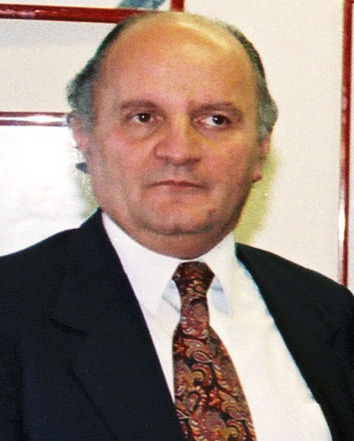
Jakob Finci (* 1943)

- Finck senior, August von (1898–1980), deutscher Bankier
- Finck von Finckenstein, Albrecht Konrad (1660–1735), preußischer Generalfeldmarschall
- Finck von Finckenstein, Bernhard (1863–1945), deutscher General der Infanterie
- Finck von Finckenstein, Carl (1794–1865), deutscher Gutsbesitzer und Politiker
- Finck von Finckenstein, Ernst Friedrich (1698–1753), preußischer Minister
- Finck von Finckenstein, Eva Gräfin (1903–1994), deutsche Politikerin (GB/BHE, CDU), MdB
- Finck von Finckenstein, Friedrich Ludwig (1709–1785), preußischer Generalleutnant, Chef des Dragonerregiments Nr. 10, Ritter des Johanniterordens
- Finck von Finckenstein, Friedrich Ludwig Karl (1745–1818), preußischer Regierungspräsident
- Finck von Finckenstein, Georg Christoph (1632–1697), brandenburgisch-preußischer Staatsmann
- Finck von Finckenstein, Günther Reichsgraf (1852–1923), deutscher Adliger, Deichhauptmann im Oderbruch (1888–1918)
- Finck von Finckenstein, Hans-Werner Graf (1926–2012), deutscher Diplomat
- Finck von Finckenstein, Heinrich (1855–1939), schlesischer Rittergutsbesitzer und Politiker
- Finck von Finckenstein, Heinrich Georg Wilhelm Graf (1894–1984), deutscher Politiker (NSDAP), MdR
- Finck von Finckenstein, Hermann Christoph (1693–1758), Kanzler in Kurland
- Finck von Finckenstein, Karl (1835–1915), preußischer General der Infanterie
- Finck von Finckenstein, Karl Bonaventura (1872–1950), deutscher Verwaltungsbeamter und Rittergutsbesitzer
- Finck von Finckenstein, Karl Friedrich Albrecht (1772–1811), preußischer Diplomat
- Finck von Finckenstein, Karl Konrad (1820–1900), deutscher Rittergutsbesitzer, Hofbeamter und Parlamentarier
- Finck von Finckenstein, Konrad (1860–1916), deutscher Adliger, Majoratsbesitzer und Politiker, MdR
- Finck von Finckenstein, Kunz (1889–1932), deutscher Rittergutsbesitzer und Parlamentarier
- Finck von Finckenstein, Ludwig (1743–1803), deutscher Richter und Minister in Preußen
- Finck von Finckenstein, Reinhold (1858–1922), deutscher Verwaltungsbeamter
- Finck von Finckenstein, Wilhelm (1792–1877), preußischer Generalleutnant
- Finck von Finckenstein, Wilhelm Ernst (1680–1727), preußischer Oberst und erster Chef des Kadettenkorps
- Finck, Adele von (1879–1943), deutsche Malerin
- Finck, Adrien (1930–2008), elsässischer Schriftsteller und Hochschullehrer
- Finck, Albert (1895–1956), deutscher Politiker (CDU), MdL
- Finck, Arnold (1925–2016), deutscher Agrarwissenschaftler
- Finck, August François von (* 1968), Schweizer Investor
- Finck, August von junior (1930–2021), deutscher Bankier und Unternehmer
- Finck, Carl Eduard von (1799–1867), Rittergutsbesitzer
- Finck, David (* 1958), US-amerikanischer Jazzbassist (Kontrabass, Bassgitarre)
- Finck, David (* 1978), deutscher Autor
- Finck, Emil (1856–1922), deutscher Lehrer und Heimatforscher
- Finck, Franz Nikolaus (1867–1910), deutscher Sprachwissenschaftler
- Finck, Friedrich August von (1718–1766), preußischer Generalleutnant
- Finck, Heinrich († 1527), deutscher Kapellmeister und Komponist der Renaissance
- Finck, Helmut von (* 1959), deutscher Unternehmer, Pferdezüchter und Gestütsbesitzer
- Finck, Henning (* 1975), deutscher Politiker (CDU), MdHB
- Finck, Hermann (1527–1558), deutscher Musiktheoretiker, Komponist und Organist
- Finck, Hermann (* 1893), deutscher Landrat
- Finck, Hermine (1868–1932), deutsche Sängerin (Sopran)
- Finck, Jockel (1962–2006), deutscher Fotojournalist und Pressefotograf
- Finck, Jonathan Friedrich von (1687–1757), preußischer Generalmajor und Kommandant der Festung Peitz
- Finck, Klaus (1928–2021), deutscher Buchautor, Veterinär
- Finck, Ludwig (* 1857), deutscher Landschaftsmaler
- Finck, Marie-Louise (* 1989), deutsche Juristin und Quizspielerin
- Finck, Max (1899–1977), deutscher Rechtsanwalt und Politiker (SPD), MdHB
- Finck, Robin (* 1971), US-amerikanischer Gitarrist
- Finck, Rudolf Karl von (1837–1901), deutscher Rittergutsbesitzer und Politiker, MdL (Königreich Sachsen)
- Finck, Sonja (* 1978), literarische Übersetzerin, Dozentin für literarisches Übersetzen und gelernte Artistin
- Finck, Thomas (1561–1656), deutscher Mathematiker und Mediziner
- Finck, Thomas (* 1969), deutscher Fußballspieler und -trainer
- Finck, Ulrike (* 1976), deutsche Fernsehjournalistin und Moderatorin
- Finck, Werner (1902–1978), deutscher Schriftsteller, Schauspieler und KabarettistWerner Finck (1902–1978)

Werner Finck (1902–1978)

- Finck, Wilhelm von (1848–1924), deutscher Bankier
- Finck, William E. (1822–1901), US-amerikanischer Politiker
- Finck, Wolfgang (* 1953), deutscher Schauspieler
- Fincke, Andreas (* 1959), deutscher Hochschulpfarrer und Leiter der Evangelischen Stadtakademie in Erfurt
- Fincke, Andree (* 1968), deutscher Fußballspieler
- Fincke, Annette (* 1963), deutsche Marathonläuferin
- Fincke, Daniel (1705–1756), deutscher Theologe
- Fincke, Elise (1872–1948), deutsche Politikerin (DDP)
- Fincke, Heinrich (1879–1965), deutscher Lebensmittelchemiker
- Fincke, Jeanette C. (* 1964), deutsche Altorientalistin
- Fincke, Johann Georg, deutscher Orgelbauer des thüringischen Barock
- Fincke, Martin (* 1937), deutscher Rechtswissenschaftler
- Fincke, Michael (* 1967), US-amerikanischer AstronautMichael Fincke (* 1967)

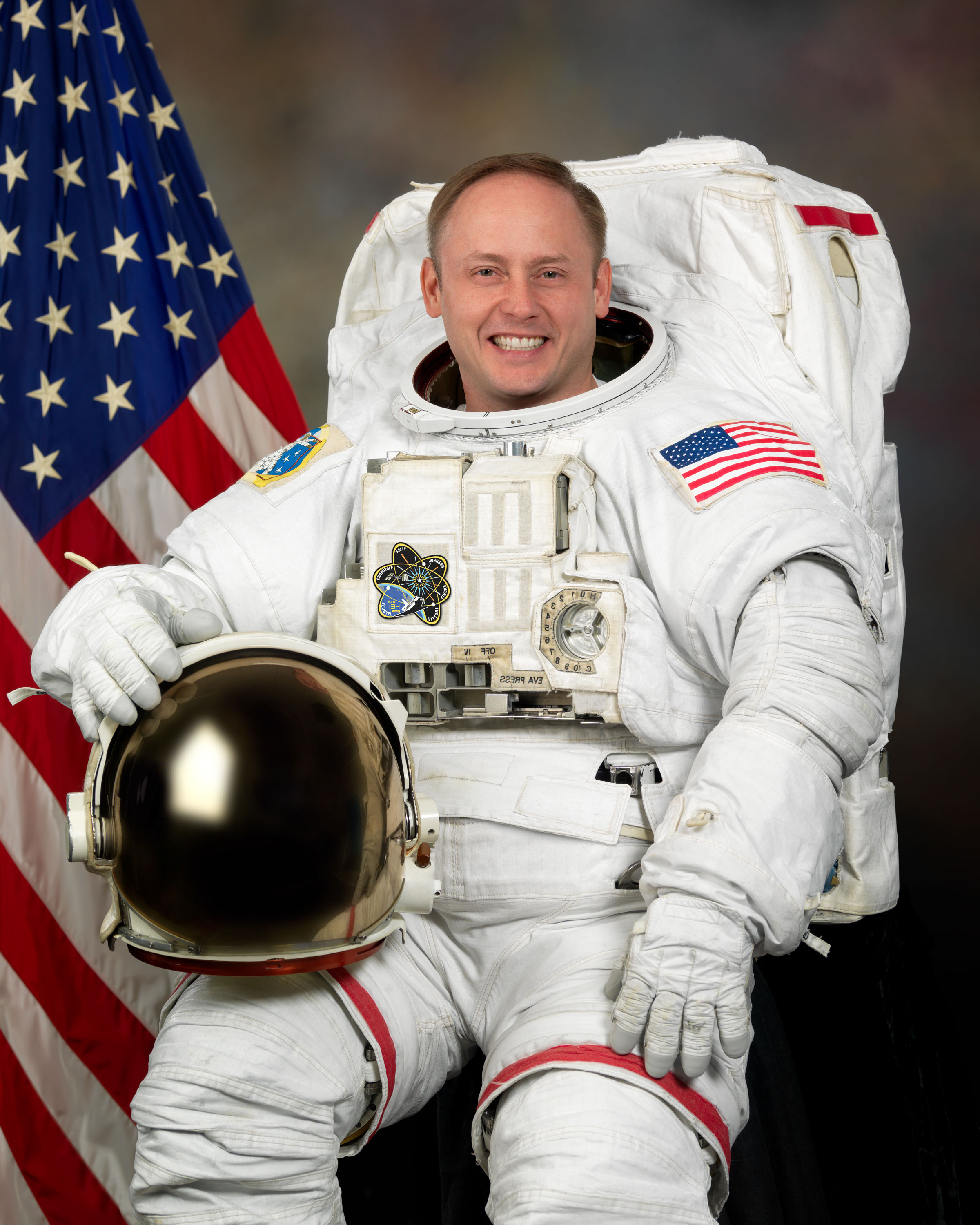
Michael Fincke (* 1967)

- Finckel, Edwin (1917–2001), US-amerikanischer Pianist, Arrangeur und Komponist
- Finckelthaus, Gottfried (1614–1648), deutscher Lyriker und Liederdichter des Barock
- Finckelthaus, Laurentius (1555–1606), deutscher Dichterjurist und Syndicus der Hansestadt Lübeck
- Finckelthaus, Sigismund (1579–1644), deutscher Universitätsprofessor und Bürgermeister
- Fincken, Carl (1876–1936), deutscher Maschinenbauingenieur und Verleger
- Finckenstein, Björn von (1958–2021), deutschnamibischer Arzt und Politiker (SWAPO) in Namibia
- Finckenstein, Joachim Finck von (* 1954), deutscher Facharzt für Plastisch-Ästhetische Chirurgie
- Finckenstein, Karl Wilhelm von (1714–1800), preußischer Minister
- Finckenstein, Ottfried Graf von (1901–1987), deutscher Schriftsteller und Übersetzer
- Fincker, Robin (* 1980), französischer Jazzmusiker (Tenorsaxophon, Klarinette, Komposition)
- Finckh, Alexander von (1806–1888), oldenburgischer Regierungsbeamter
- Finckh, Beate (* 1960), deutsche Schauspielerin
- Finckh, Christian Daniel von (1766–1813), deutscher Tribunalrichter des Arrondissements Oldenburg
- Finckh, Christoph Eberhard (1802–1869), deutscher klassischer Philologe und Gymnasiallehrer
- Finckh, Eberhard (1899–1944), deutscher Offizier und WiderstandskämpferEberhard Finckh (1899–1944)

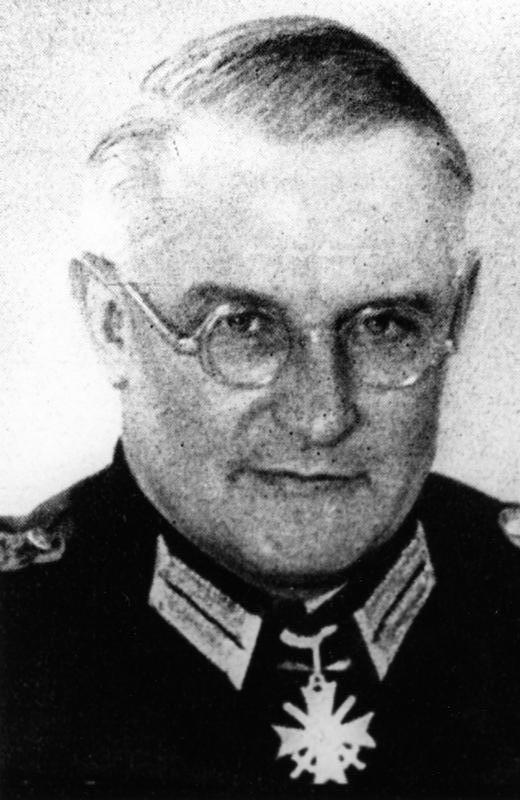
Eberhard Finckh (1899–1944)

- Finckh, Eugen von (1860–1930), deutscher Politiker, Ministerpräsident des Freistaates Oldenburg
- Finckh, Franziska (* 1971), deutsche Gambistin und Barockcellistin
- Finckh, Georg Clemens von (1687–1756), deutscher evangelischer Theologe
- Finckh, Georg Philipp († 1679), deutscher Kartograf
- Finckh, Gerhard (* 1952), deutscher Kunsthistoriker
- Finckh, Hermann (1910–1962), deutscher Politiker (CDU), MdL, MdB
- Finckh, Johann (1807–1867), oldenburgischer Obergerichtspräsident und Landtagspräsident
- Finckh, Ludwig (1876–1964), deutscher Schriftsteller und ArztLudwig Finckh (1876–1964)

Ludwig Finckh (1876–1964)

- Finckh, Luise von (* 1994), deutsche Schauspielerin
- Finckh, Manfred (* 1963), deutscher Geoökologe und Wissenschaftler
- Finckh, Sixt Jakob (1761–1852), Kaufmann, und Landtagsabgeordneter
- Finckh, Ulrich (1927–2019), deutscher evangelischer Pfarrer
- Finckh-Bucher, Susann, deutsche Sopranistin und Gesangspädagogin
- Finckh-Krämer, Ute (* 1956), deutsche Politikerin (SPD), MdB
- Fincks, Eric (* 1964), deutscher Basketballspieler

### Find
- Findeis, Hans-Jürgen (1945–2023), deutscher katholischer Neutestamentler
- Findeis, Hermann (* 1950), österreichischer Politiker (SPÖ), Landtagsabgeordneter
- Findeis, Milena (* 1957), österreichische Fotografin und Lyrikerin
- Findeis, Patrick (* 1975), deutscher Schriftsteller
- Findeis, Robert (1877–1949), österreichischer Eisenbahnbauer und Hochschullehrer
- Findeisen, Adolf (1859–1942), deutscher Politiker (DVP), MdR
- Findeisen, Christian Gottfried (1738–1796), deutscher Philologe und Philosoph
- Findeisen, Diether Gotthold Roland (1922–2003), deutscher Arzt und AutorDiether Gotthold Roland Findeisen (1922–2003)

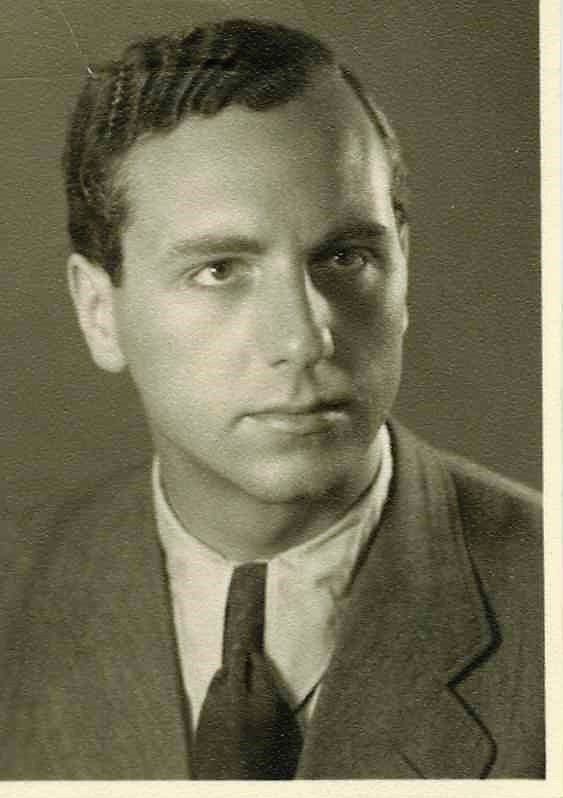
Diether Gotthold Roland Findeisen (1922–2003)

- Findeisen, Dietmar (1935–2024), deutscher Maschinenbau-Ingenieur und Hochschullehrer
- Findeisen, Franz (1892–1962), deutscher Ökonom, Hochschullehrer in Nürnberg und Leipzig
- Findeisen, Friedrich Gotthilf (1742–1796), deutscher Pädagoge und Literat
- Findeisen, Hans (1903–1968), deutscher Völkerkundler, Theologe und Sprachforscher
- Findeisen, Heinz (* 1919), deutscher Fußballspieler und -trainer
- Findeisen, Johann Gottfried (1692–1759), deutscher Baumeister
- Findeisen, Jörg-Peter (* 1943), deutscher Historiker
- Findeisen, Julius (1809–1879), deutsch-österreichischer Dramatiker und Schauspieler
- Findeisen, Karl (1821–1891), deutscher Jurist, Landrat und Politiker, MdR
- Findeisen, Kurt, deutscher Fußballtrainer
- Findeisen, Kurt Arnold (1883–1963), deutscher Schriftsteller
- Findeisen, Marco (* 1984), deutscher Roman-Schriftsteller und freier Journalist
- Findeisen, Nikolai Fjodorowitsch (1868–1928), russischer Musikwissenschaftler, Gründer, Herausgeber und Redakteur der "Russischen Musikzeitung"
- Findeisen, Otto (1860–1937), deutscher Oberlehrer und Heimatforscher
- Findeisen, Otto (1862–1947), deutscher Komponist sowie Dirigent
- Findeisen, Peter (1941–2012), deutscher Kunstgeschichtler
- Findeisen, Sven (1930–2023), deutscher evangelischer Theologe
- Findeisen, Theodor Albin (1881–1936), deutscher Kontrabassist, Komponist und Autor
- Findeisen, Ulf (* 1962), deutscher Skispringer
- Findeisen, Ulrich (1939–2020), deutscher Architekt, Stadtplaner, Stifter und Hochschullehrer
- Findeisen, Walter (1903–1986), deutscher Heimatschriftsteller und Mundartdichter des Erzgebirges, sowie Verleger
- Findeisen, Walter (1909–1945), deutscher Meteorologe
- Findeiß, Albert (1885–1917), deutscher Alpinist
- Findeiß, Frank (* 1971), deutscher LyrikerFrank Findeiß (* 1971)

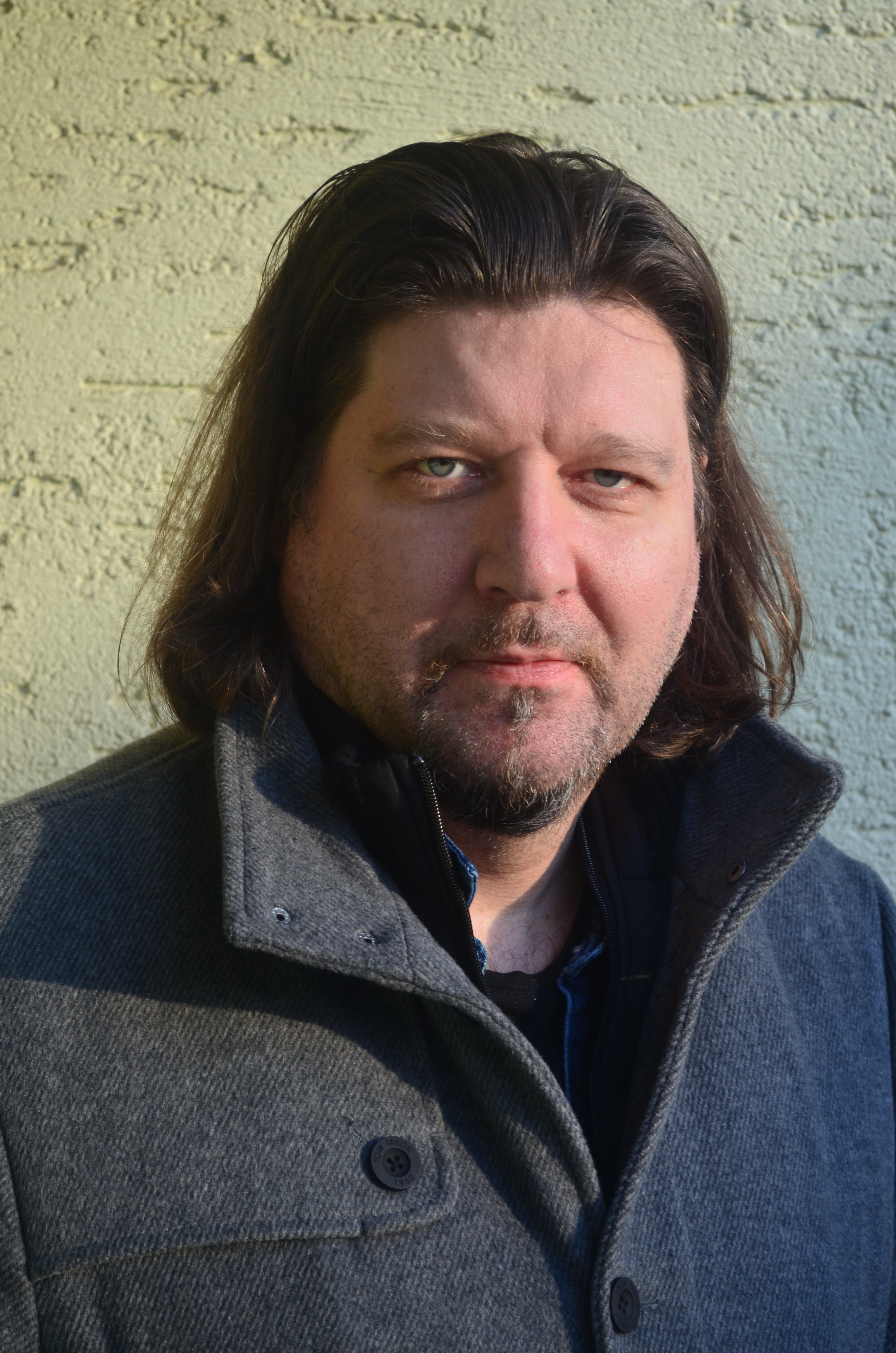
Frank Findeiß (* 1971)

- Findeiß, Pia (* 1956), deutsche Politikerin (SPD)
- Findeiß, Thomas (1958–2024), deutscher Schriftsteller
- Findel, Hermann (1843–1922), deutscher Kaufmann, Senator und Politiker (NLP), MdR
- Findel, Joseph (1828–1905), deutscher freimaurerischer Schriftsteller und Verleger
- Findelkind, Heinrich, deutsches Findelkind
- Findenegg, Hermann (1850–1901), österreichischer Alpinist und Alpenvereinsfunktionär
- Findenegg, Ingo (1896–1974), österreichischer Limnologe
- Findenig, Manfred (* 1960), österreichischer Boxer
- Findenigg, Ferdinand von (1798–1864), österreichischer Ständischer Beamter und Politiker, Landtagsabgeordneter
- Findenigg, Franz Paul (1726–1771), österreichischer Genre- und Schlachtenmaler
- Finder, Alexandra (* 1977), deutsche Schauspielerin
- Finder, Ernst (1865–1940), deutscher Autor und Heimatforscher
- Finder, Heinrich (1886–1958), österreichischer Politiker (ÖVP), Landtagsabgeordneter
- Finder, Joseph (* 1958), US-amerikanischer Schriftsteller
- Finder, Paweł (1904–1944), polnischer Politiker
- Findewirth, Heinz (1928–2016), deutscher Politiker (SED)
- Findhammer, Andrea (* 1969), deutsche Badmintonspielerin
- Findi, Karim (* 1946), kurdischer Autor und Schriftsteller
- Findig, Andreas (1961–2018), österreichischer Schriftsteller
- Fındıklı, Volkan (* 1990), türkischer Fußballspieler
- Fındıkoğlu, Arda (* 1980), türkischer Backgammonspieler und -funktionär
- Fındıkoğlu, Emin (* 1940), türkischer Jazzmusiker (Piano, Synthesizer, Komposition)
- Findláech von Moray, König oder Mormaer von Moray
- Findlater, Jane (1866–1946), britische Schriftstellerin
- Findlater, Mary (1865–1963), britische Schriftstellerin
- Findlater, Rick, australischer Maskenbildner und Friseur
- Findlay, Adrian (* 1982), jamaikanischer Sprinter
- Findlay, Alexander († 1851), britischer Offizier und Leutnantgouverneur der Kolonie Gambia
- Findlay, Arthur (1883–1964), britischer Makler und Börsenfachmann sowie Spiritualist
- Findlay, Brett (* 1992), kanadischer Eishockeyspieler
- Findlay, Conn (1930–2021), US-amerikanischer Ruderer und Segler
- Findlay, Deborah (* 1947), britische SchauspielerinDeborah Findlay (* 1947)

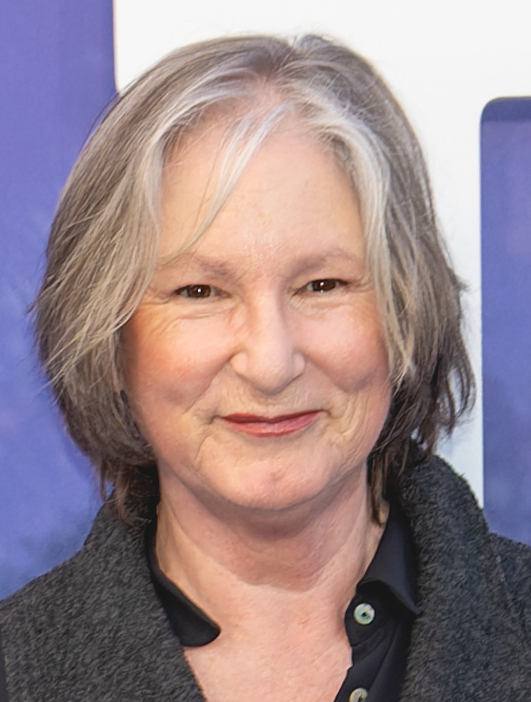
Deborah Findlay (* 1947)

- Findlay, Freddie (* 1983), britischer Schauspieler
- Findlay, Hazel (* 1989), britische Sportkletterin
- Findlay, Hugh, englischer Badmintonspieler
- Findlay, Jack (1935–2007), australischer Motorradrennfahrer
- Findlay, James (1770–1835), US-amerikanischer Politiker der Demokratischen Partei
- Findlay, Jeremy (* 1971), kanadischer Cellist
- Findlay, John (1766–1838), US-amerikanischer Politiker
- Findlay, John Niemeyer (1903–1987), südafrikanischer Philosoph
- Findlay, John Van Lear (1839–1907), US-amerikanischer Politiker
- Findlay, Kathryn (1953–2014), schottische Architektin
- Findlay, Katie (* 1990), kanadische SchauspielerinKatie Findlay (* 1990)

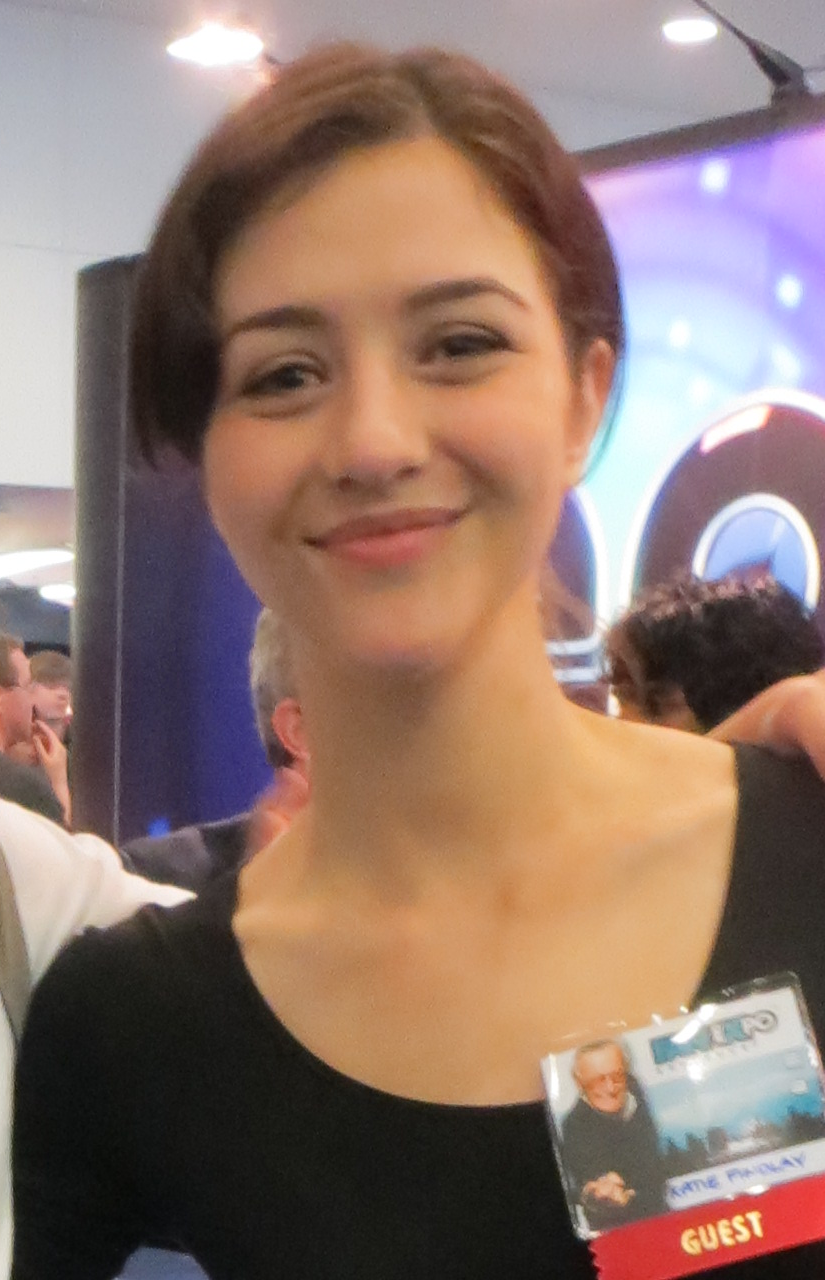
Katie Findlay (* 1990)

- Findlay, Neil (* 1969), schottischer Politiker
- Findlay, Paula (* 1989), kanadische Triathletin
- Findlay, Polly (* 1982), britische Theaterregisseurin
- Findlay, Rebekka (* 1994), schottische Badmintonspielerin
- Findlay, Stuart (* 1995), schottischer Fußballspieler
- Findlay, William (1768–1846), US-amerikanischer Politiker
- Findler, Lars (* 1970), deutscher Fußballspieler und -manager
- Findley, Chuck (* 1947), US-amerikanischer Jazztrompeter
- Findley, James S. (1926–2018), US-amerikanischer Mammaloge
- Findley, Paul (1921–2019), US-amerikanischer Politiker
- Findley, Robbie (* 1985), US-amerikanischer Fußballspieler
- Findley, Russ, US-amerikanischer Skeletonfahrer
- Findley, Timothy (1930–2002), kanadischer Schriftsteller
- Findley, Troy (* 1964), US-amerikanischer Politiker
- Findley, William († 1821), US-amerikanischer Politiker
- Findorff, Johann Dietrich (1722–1772), Hofmaler und Grafiker der mecklenburgischen Herzöge
- Findorff, Jürgen Christian (1720–1792), MoorkolonisatorJürgen Christian Findorff (1720–1792)

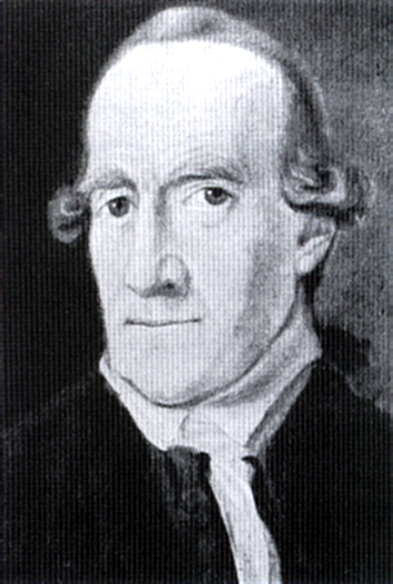
Jürgen Christian Findorff (1720–1792)

- Findsen, Lars (* 1964), dänischer Jurist und Chef des Forsvarets Efterretningstjeneste

### Fine
- Fine, Andrea Nix, US-amerikanische Dokumentarfilmerin
- Fine, Anne (* 1947), britische Schriftstellerin
- Fine, Charles H., Ökonom
- Fine, Cordelia (* 1975), australische Wissenschaftsautorin, Forscherin und Journalistin
- Fine, David (1929–2005), südafrikanischer Musikmanager
- Fine, David (* 1960), kanadischer Animator und Filmregisseur
- Finé, Eddy (* 1997), französischer Radrennfahrer
- Fine, Elaine (* 1959), US-amerikanische Komponistin und Flötistin
- Fine, Gail (* 1949), US-amerikanische Philosophiehistorikerin
- Fine, Gary Alan (* 1950), amerikanischer Sozialpsychologe und Soziologe
- Fine, Henry (1858–1928), US-amerikanischer Mathematiker
- Fine, Irving (1914–1962), US-amerikanischer Komponist
- Fine, Jack (1928–2021), US-amerikanischer Jazzmusiker (Trompete, Kornett, auch Gesang)
- Fine, Jeanna (* 1964), US-amerikanische Pornodarstellerin und StripperinJeanna Fine (* 1964)

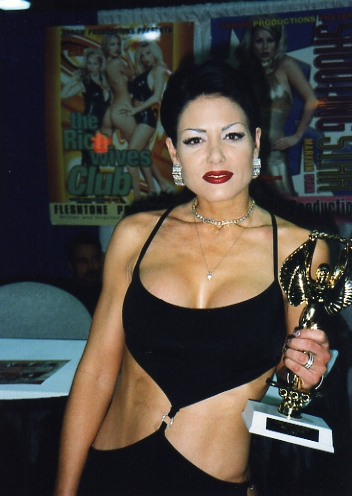
Jeanna Fine (* 1964)

- Fine, John (1794–1867), US-amerikanischer Jurist und Politiker
- Fine, John Sydney (1893–1978), US-amerikanischer Politiker
- Fine, Jonathan (* 1969), US-amerikanischer Kunst- und Kulturhistoriker und Museumsleiter
- Fine, Jud (* 1944), US-amerikanischer Objektkünstler und Bildhauer
- Fine, Kit (* 1946), US-amerikanischer Mathematiker, Philosoph und Hochschullehrer
- Fine, Larry (1902–1975), US-amerikanischer Komiker und Schauspieler
- Fine, Lou (1914–1971), US-amerikanischer Comiczeichner und Illustrator
- Fine, Oronce (1494–1555), französischer Mathematiker
- Fine, Randy (* 1974), US-amerikanischer PolitikerRandy Fine (* 1974)

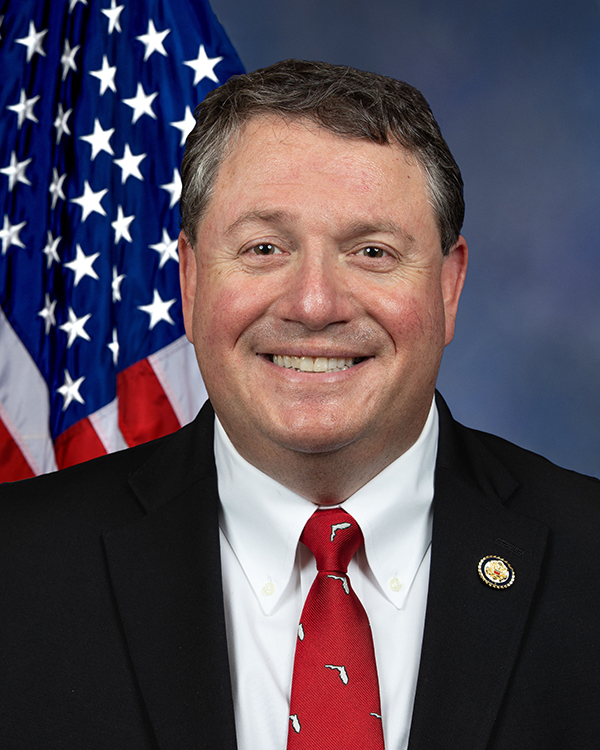
Randy Fine (* 1974)

- Fine, Reuben (1914–1993), US-amerikanischer Schachmeister und Psychoanalytiker
- Fine, Sean, US-amerikanischer Dokumentarfilmer
- Fine, Sidney A. (1903–1982), US-amerikanischer Jurist und Politiker
- Fine, Sylvia (1913–1991), US-amerikanische Komponistin und Filmproduzentin
- Fineberg, Jean (* 1946), US-amerikanische Musikerin
- Finegan, Bill (1917–2008), US-amerikanischer Arrangeur, Bandleader und Pianist
- Finegan, Joseph (1814–1885), US-amerikanischer Unternehmer und Brigadegeneral
- Finegold, Ben (* 1969), US-amerikanischer Schachgroßmeister
- Finegold, Sydney M. (1921–2018), US-amerikanischer Internist, Mikrobiologe und Immunologe
- Finehouse, Constantine, amerikanischer Pianist
- Fineisen, Luka (* 1974), deutsche Bildende Künstlerin
- Finek, Karel (1920–1998), tschechischer Fußballspieler
- Finěk, Václav (* 2010), tschechischer Schachspieler
- Finelius, Hermann (1819–1849), deutscher Dichterarzt
- Finelius, Johann Christian Friedrich (1787–1846), deutscher lutherischer Theologe
- Finèlli, Antonio (* 1985), italienischer Künstler
- Finello, Jeremy (* 1992), Schweizer Biathlet
- Fineman, Chloe (* 1988), US-amerikanische Schauspielerin, Synchronsprecherin und Comedienne
- Fineman, Howard (1948–2024), US-amerikanischer Journalist
- Fineman, Martha (* 1943), US-amerikanische Rechtsgelehrte und Philosophin
- Finen, Eberhard (1668–1726), deutscher evangelischer Theologe, Abt und Braunschweiger Hofprediger
- Finer, Jem (* 1955), britischer Musiker und SongwriterJem Finer (* 1955)

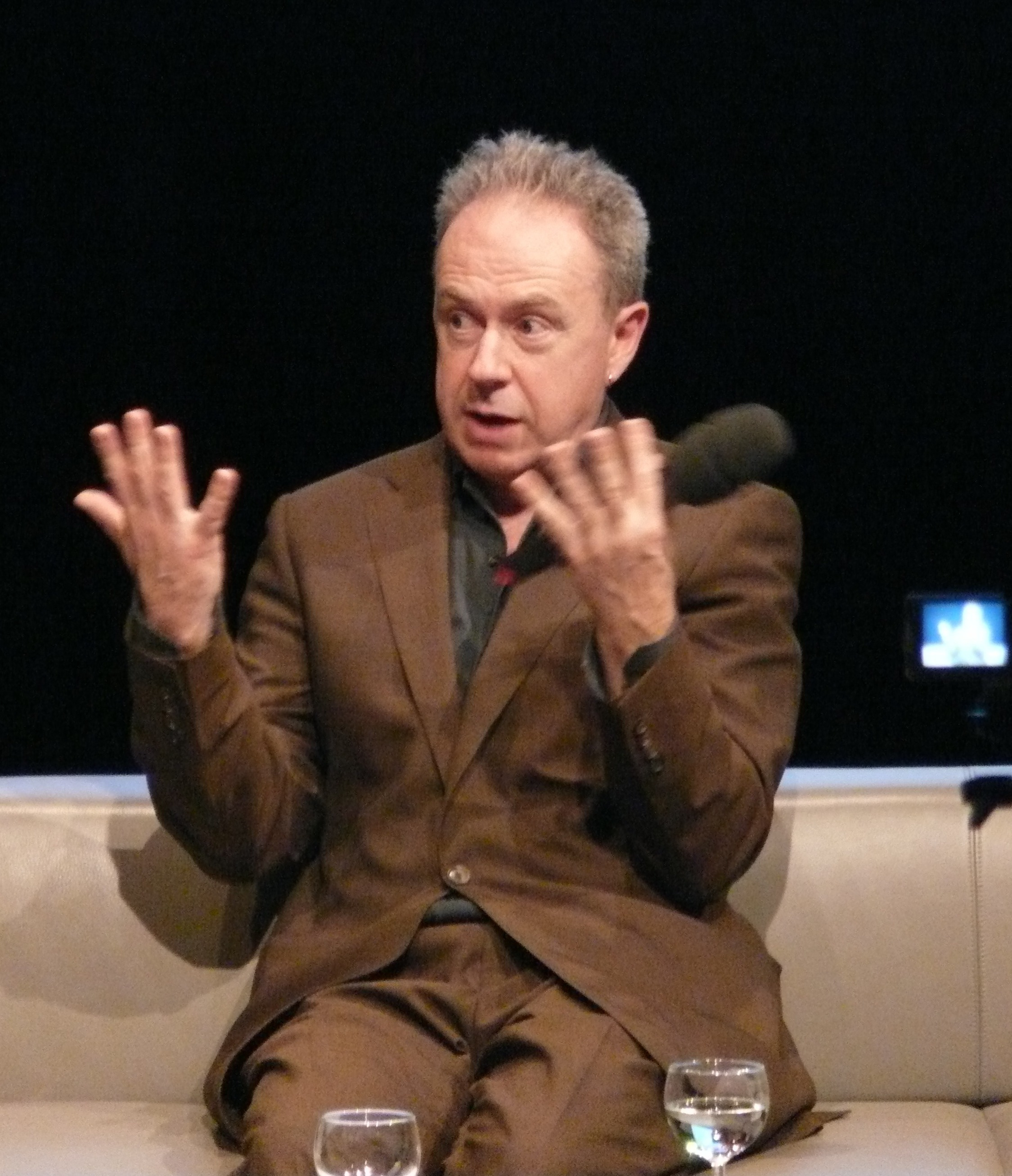
Jem Finer (* 1955)

- Finer, Sarah Dawn (* 1981), schwedische Sängerin, Songwriterin und Schauspielerin
- Finerman, Wendy (* 1960), US-amerikanische Filmproduzentin
- Finerty, John F. (1846–1908), US-amerikanischer Politiker
- Fines, Eugène François (1826–1901), französischer Historien- und Genremaler
- Fineschi, Roberto (* 1973), italienischer Philosoph
- Finestra, Carmen (* 1947), US-amerikanischer Film- und Fernsehproduzent und Schauspieler
- Finet, Georges (1898–1990), französischer römisch-katholischer Geistlicher, Vertrauter von Marthe Robin und Mitgründer der Foyers de Charité
- Finet, Paul (1897–1965), belgischer Politiker und Gewerkschafter
- Finetti, Bruno de (1906–1985), italienischer Mathematiker
- Finetti, Giacomo († 1631), italienischer Komponist des Frühbarock
- Finetti, Gino von (1877–1955), deutscher Gebrauchsgrafiker
- Finetti, Marco (* 1965), deutscher Pressesprecher
- Finetto, Mauro (* 1985), italienischer Straßenradrennfahrer
- Finey, Jack (1920–2000), niederländischer Sänger und UnterhaltungskünstlerJack Finey (1920–2000)

Jack Finey (1920–2000)

### Finf
- Finfer, David (1942–2023), US-amerikanischer Filmeditor
- Finfera, Joe (* 1968), US-amerikanischer Schauspieler, Synchronsprecher, Kurzfilmproduzent, Bodybuilder und Model

### Fing
- Fingar, Thomas, US-amerikanischer Hochschullehrer
- Fingarette, Herbert (1921–2018), amerikanischer Philosoph
- Finger, Agnes, deutsche Pilgerin und Stifterin
- Finger, Alfred (1855–1936), österreichischer Violinist
- Finger, Annett (* 1981), deutsche Triathletin
- Finger, Anton (* 1998), deutscher Ruderer
- Finger, Artur (* 1878), preußischer Verwaltungsjurist und Landrat
- Finger, August (1858–1935), österreichisch-deutscher Rechtswissenschaftler
- Finger, August (1880–1963), Färbermeister und Landtagsabgeordneter
- Finger, Bill (1914–1974), US-amerikanischer Comic-Autor
- Finger, Christian (* 1964), deutscher Jazzschlagzeuger
- Finger, Christina (* 1970), deutsche Schauspielerin
- Finger, Edi (1924–1989), österreichischer Sportjournalist, Fußball- und Sportkommentator
- Finger, Edi junior (1949–2021), österreichischer SportjournalistEdi Finger junior (1949–2021)

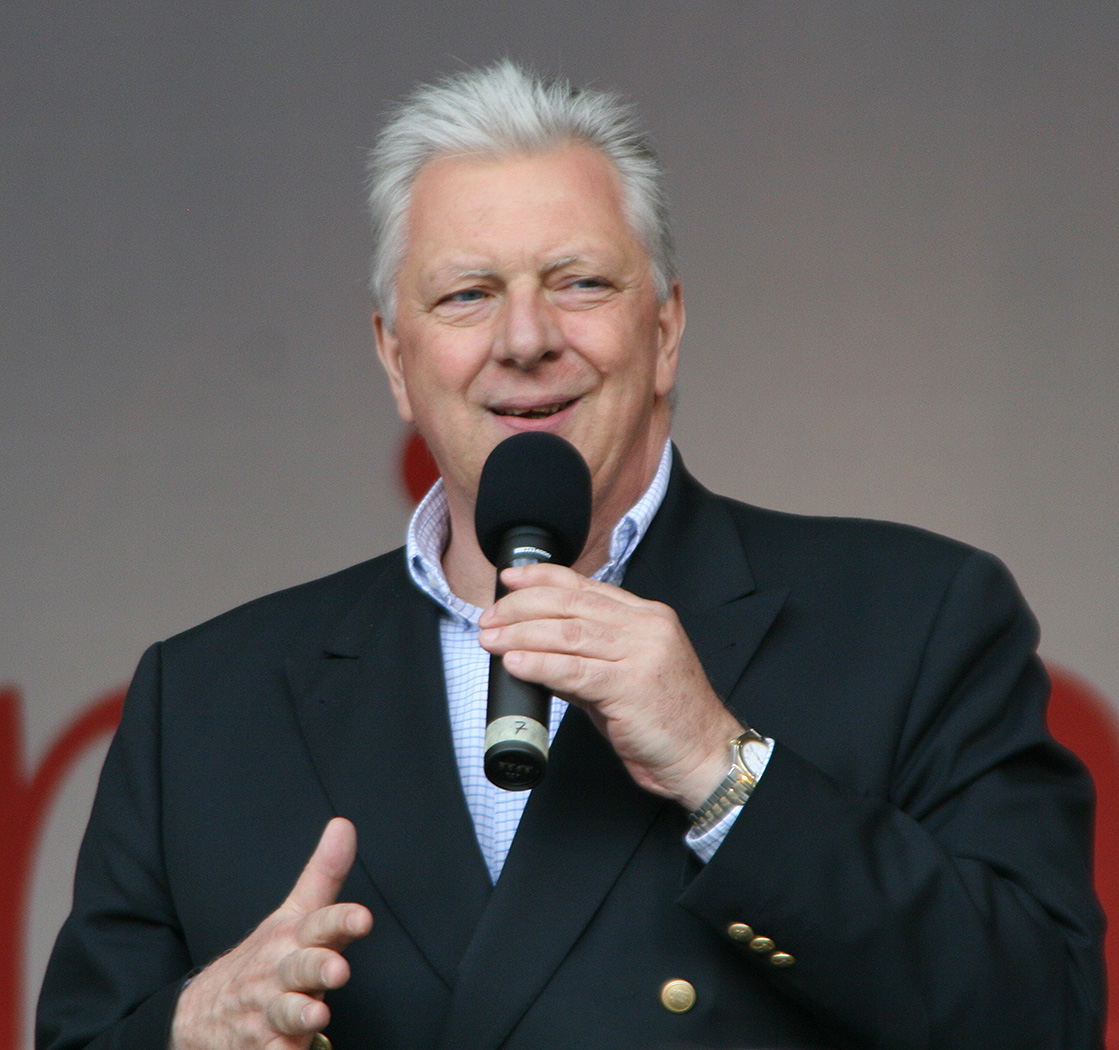
Edi Finger junior (1949–2021)

- Finger, Ernest (1856–1939), österreichischer Dermatologe
- Finger, Ernst Christian (1857–1945), Landtagsabgeordneter Großherzogtum Hessen
- Finger, Evelyn (* 1971), deutsche Journalistin
- Finger, Franz Jakob Damian Friedrich (1756–1808), katholischer Geistlicher
- Finger, Friedrich August (1885–1961), deutscher Bauingenieur und Baustoffkundler
- Finger, Georg (1787–1874), Politiker Freie Stadt Frankfurt
- Finger, Gottfried, mährisch-deutscher KomponistGottfried Finger

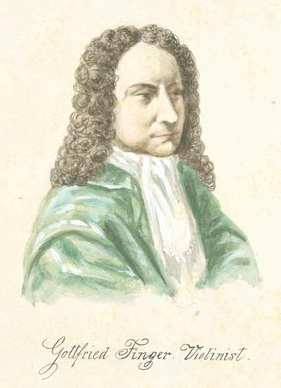
Gottfried Finger

- Finger, Hauke (* 1968), deutscher Politiker (AfD)
- Finger, Hedwig (1899–1974), deutsche Politikerin (Zentrum, CDU, DFU), MdL
- Finger, Heinz (1923–2005), deutscher Dirigent
- Finger, Heinz (1948–2022), deutscher Bibliothekar und Historiker
- Finger, Hermann (1864–1940), deutscher Chemiker
- Finger, Jakob (1825–1904), Ministerpräsident im Großherzogtum Hessen
- Finger, Jean (1854–1944), Schweizer Uhrenschalenfabrikant
- Finger, Jeff (* 1979), US-amerikanischer Eishockeyspieler
- Finger, Johannes Albertus († 1721), Postmeister und Gerichtsschöffe
- Finger, Johannes Jacobus († 1802), Amtmann in Wehrheim
- Finger, Josef (1841–1925), österreichischer Physiker und Mathematiker
- Finger, Julius (1826–1894), österreichischer Ornithologe
- Finger, Karl (1910–1975), deutscher SS-Hauptsturmführer und Teilkommandoführer des Einsatzkommandos 10b der Einsatzgruppe D
- Finger, Karsten (* 1970), deutscher Ruderer
- Finger, Manfred (1952–2010), deutscher Fußballspieler
- Finger, Martin (* 1990), deutscher Pokerspieler
- Finger, Michal (* 1993), tschechischer Volleyballspieler
- Finger, Peter (* 1941), deutscher Politiker (AL), MdA
- Finger, Peter (* 1954), deutscher Gitarrist
- Finger, Reto (* 1972), Schweizer Dramatiker
- Finger, Robert (* 1981), deutscher Wissenschaftler
- Finger, Samuel Gottlieb (1777–1827), deutscher Handelsmann, Schriftsteller und Politiker
- Finger, Taj (* 1986), US-amerikanischer Basketballspieler
- Finger, Ursula (1929–2015), deutsche Leichtathletin
- Finger, Wilhelm (1905–1971), deutscher Politiker (CDU)
- Finger-Erben, Angela (* 1980), deutsche Fernsehmoderatorin und JournalistinAngela Finger-Erben (* 1980)

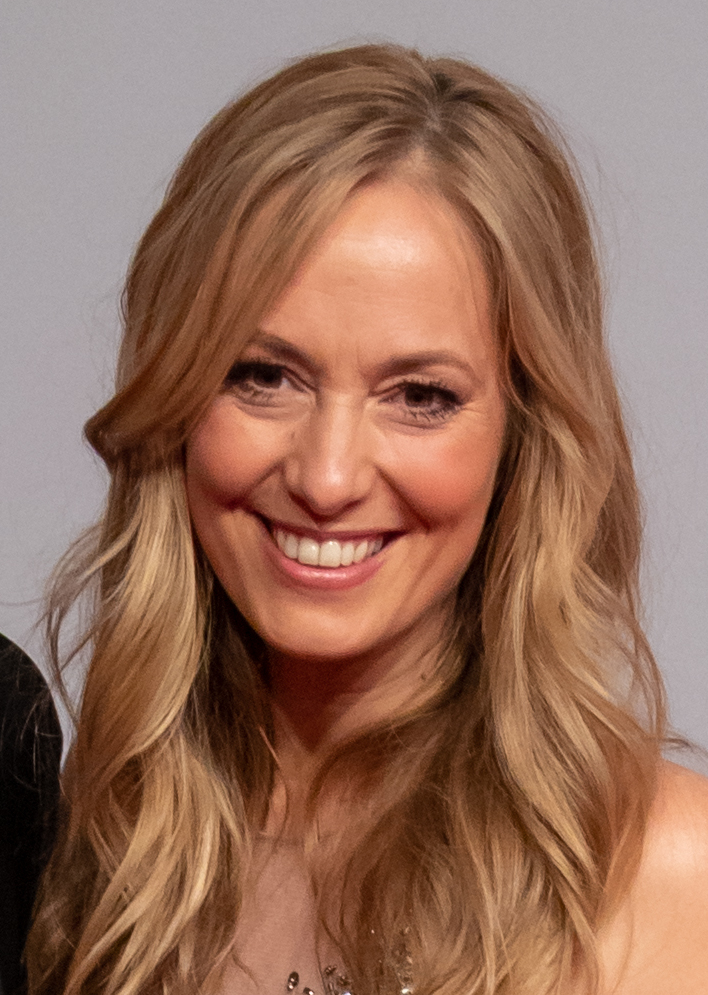
Angela Finger-Erben (* 1980)

- Finger-Erben, Claudia (* 1978), deutsche Radio- und Fernsehmoderatorin
- Finger-Hain, Willi (1895–1970), deutscher Schriftsteller und Forscher
- Fingercwajg, Maurice († 1944), polnischer Widerstandskämpfer und Kämpfer der Resistance
- Fingerhut, Eric (* 1959), US-amerikanischer Politiker (Demokratische Partei)
- Fingerhut, Helmut (1921–2016), deutscher Verwaltungsbeamter
- Fingerhut, Josh, US-amerikanischer Schauspieler, Synchronsprecher, Fotograf und Therapeut
- Fingerhut, Ulrich, deutscher Taekwondo Meister
- Fingerhuth, Carl (1936–2021), Schweizer Architekt, Stadtplaner und Publizist
- Fingerhuth, Carl Anton (1798–1876), deutscher Mediziner und Botaniker
- Fingerhuth, Dieter (1920–1993), deutscher Brigadegeneral der Bundeswehr
- Fingerle, Anton (1912–1976), deutscher Stadtschulrat (CSU)
- Fingerle, Hans-Klaus (1908–1988), deutscher Flottenadmiral der Bundesmarine
- Fingerle, Jan Niklas (* 1974), deutscher Politiker (Piratenpartei)
- Fingerle, Maddalena (* 1993), italienische Germanistin, Romanistin und Schriftstellerin
- Fingerlin, Gerhard (1937–2016), deutscher Prähistoriker, Provinzialrömischer Archäologe und Bodendenkmalpfleger
- Fingerling, Anne (1964–2022), deutsche Kunsthistorikerin, Autorin und Journalistin
- Fingerling, Gustav (1876–1944), deutscher Agrikulturchemiker
- Fingerloos, Frank (* 1961), deutscher Bauingenieur
- Fingerlos, Matthäus (1748–1817), österreichisch-deutscher katholischer Theologe
- Fingerlos, Rafael (* 1986), österreichischer Opernsänger (Bariton)
- Fingerlos, Ursula (* 1976), österreichische Snowboarderin
- Fingers, Rollie (* 1946), US-amerikanischer Baseballspieler
- Fingerschnecke, altägyptischer König
- Fingert, Boris Alexandrowitsch (1890–1960), sowjetischer Psychologe, Ökonom und Philosoph
- Fingesten, Michel (1884–1943), Weltenbummler, Maler und Graphiker
- Fingland, Stanley (1919–2003), britischer Diplomat
- Fingleton, Neil (1980–2017), britischer Schauspieler und Basketballspieler
- Fingola, irisch-schottische Adlige
- Fingow, Dimitar (1906–1983), bulgarisch-deutscher Architekt
- Fingow, Georgi (1874–1944), bulgarisch-österreichischer Architekt
- Fings, Karola (* 1962), deutsche Historikerin
- Fingscheidt, Nora (* 1983), deutsche Filmregisseurin und DrehbuchautorinNora Fingscheidt (* 1983)

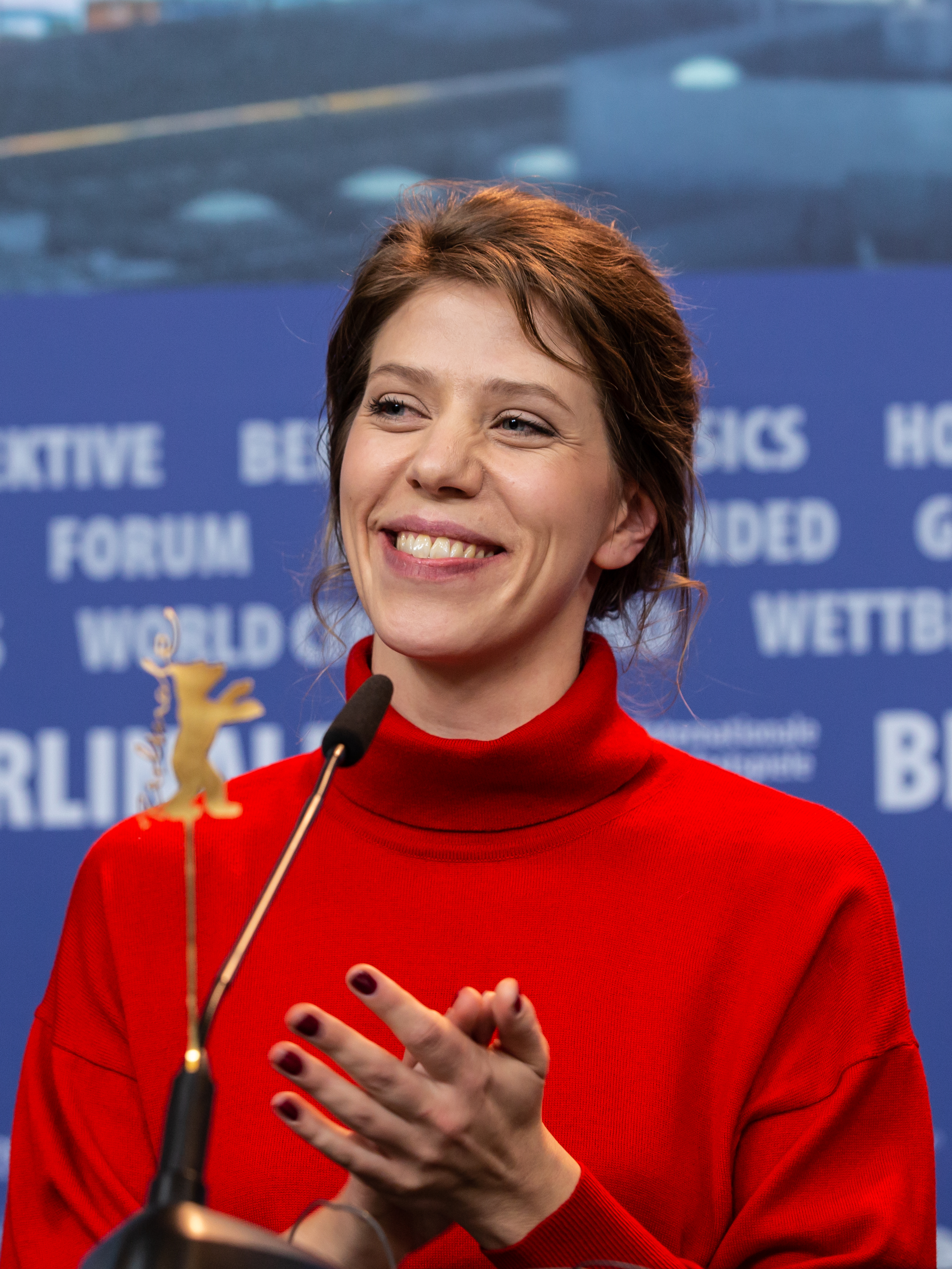
Nora Fingscheidt (* 1983)

### Fini
- Fini, Gianfranco (* 1952), italienischer Politiker, Mitglied der Camera dei deputati, MdEP
- Fini, Leonor (1907–1996), argentinisch-französische Malerin des Surrealismus
- Fini, Michele (* 1974), italienischer Fußballspieler
- Fini, Sebastian (* 1995), dänischer Mountainbiker
- Fini, Vincenzo (1606–1660), italienischer Jurist, Prokurator von San Marco di Citra
- Finiguerra, Maso (1426–1464), italienischer Goldschmied
- Finikow, Sergei Pawlowitsch (1883–1964), russischer Mathematiker
- Finimento, Gideon (* 1998), deutscher Schauspieler
- Finisterre, Alejandro (1919–2007), spanischer Dichter, Schriftsteller und Erfinder
- Finitsis, Steven (* 1983), australischer Squashspieler

### Finj
- Finjord, Roger (* 1972), norwegischer Fußballspieler und -trainer

### Fink
- Fink (* 1972), englischer Singer-Songwriter, DJ und Musikproduzent
- Fink, Achim (* 1954), deutscher Jazzmusiker
- Fink, Agnes (1919–1994), deutsch-schweizerische Schauspielerin
- Fink, Albert (1827–1897), US-amerikanischer Bauingenieur
- Fink, Albert Hermann (* 1881), Bürgermeister und Abgeordneter
- Fink, Alexander (* 1967), deutscher Zukunftsforscher und Strategieberater
- Fink, Alfred (* 1934), deutscher Rechtsanwalt und Kommunalpolitiker (CSU)
- Fink, Alois (1920–2012), deutscher Journalist und Schriftsteller
- Fink, Alwin (* 1949), deutscher Fußballspieler
- Fink, Angelika (* 1963), österreichische Schauspielerin
- Fink, Anton (* 1987), deutscher FußballspielerAnton Fink (* 1987)

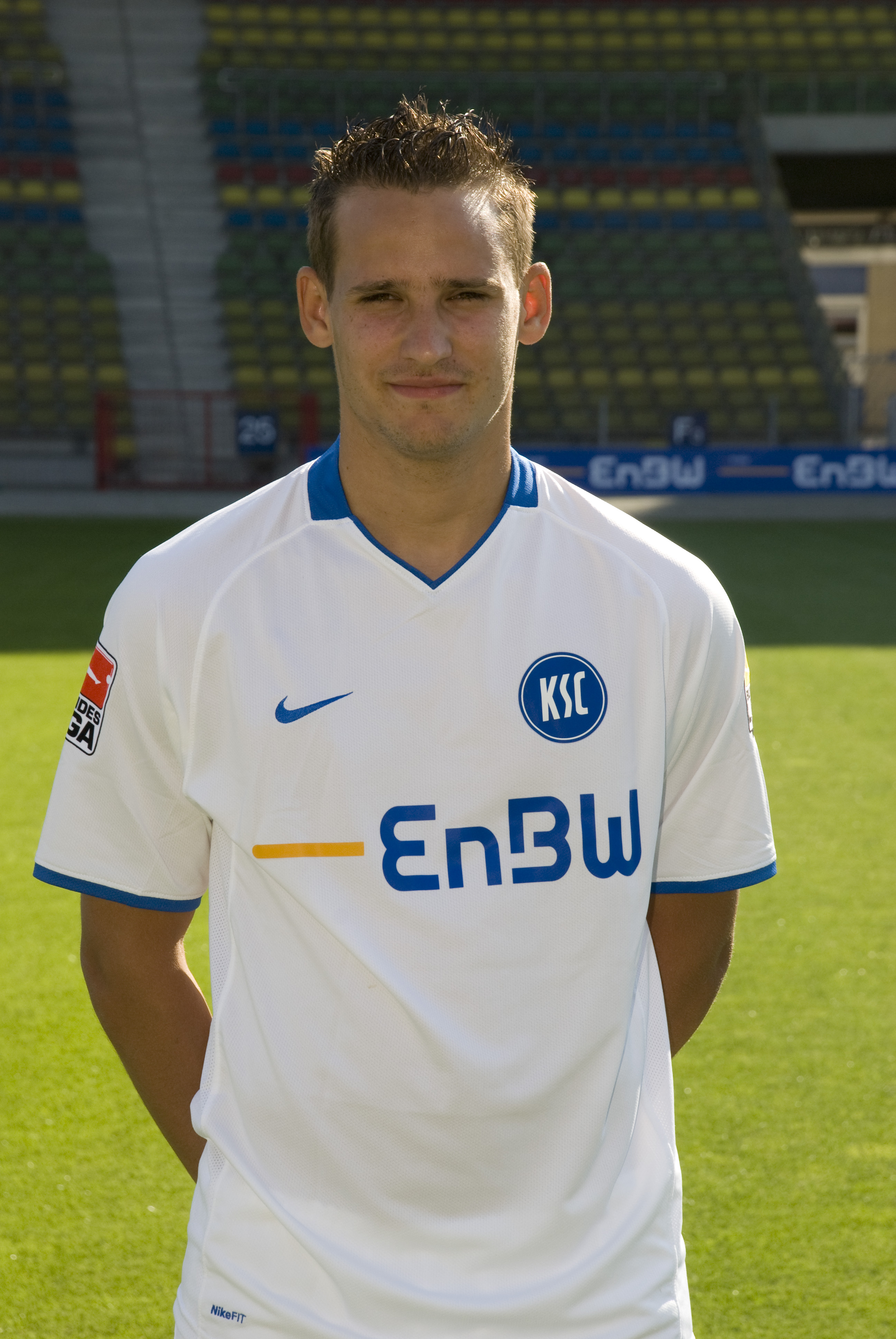
Anton Fink (* 1987)

- Fink, Anton Wilhelm Christian (1770–1794), deutscher Schriftsteller
- Fink, Ashley (* 1986), US-amerikanische Schauspielerin
- Fink, August (1846–1916), deutscher Landschaftsmaler und Kunstpädagoge
- Fink, August (1890–1963), deutscher Kunsthistoriker
- Fink, Augustinus (1651–1720), deutscher Geistlicher und Abt des Klosters St. Blasien (1695 bis 1720)
- Fink, Barnabas (1867–1947), österreichischer Geistlicher und Politiker (CS), Landtagsabgeordneter
- Fink, Benedikt (* 1969), österreichischer Geistlicher
- Fink, Bernarda (* 1955), argentinische klassische Sängerin
- Fink, Bernhard (* 1973), österreichischer Humanbiologe
- Fink, Bradley (* 2003), Schweizer Fussballspieler
- Fink, Brigitte (1940–2024), italienische Rennrodlerin und Rennrodelfunktionärin
- Fink, Carl (* 1810), deutscher Rechtsanwalt und Landtagsabgeordneter
- Fink, Carl (1814–1890), deutscher Maler, Zeichner, Zeichenlehrer, Lyriker sowie Fabel- und Sachbuchautor
- Fink, Carl (1861–1943), deutscher Zeitungsverleger sowie Journalist
- Fink, Carl (1886–1969), deutscher Generalmajor der Luftwaffe
- Fink, Carl Ludwig (1821–1888), deutscher Maschinenbauingenieur und Hochschullehrer
- Fink, Carole (* 1940), US-amerikanische Historikerin
- Fink, Carolin (* 1966), deutsch-österreichische SchauspielerinCarolin Fink (* 1966)

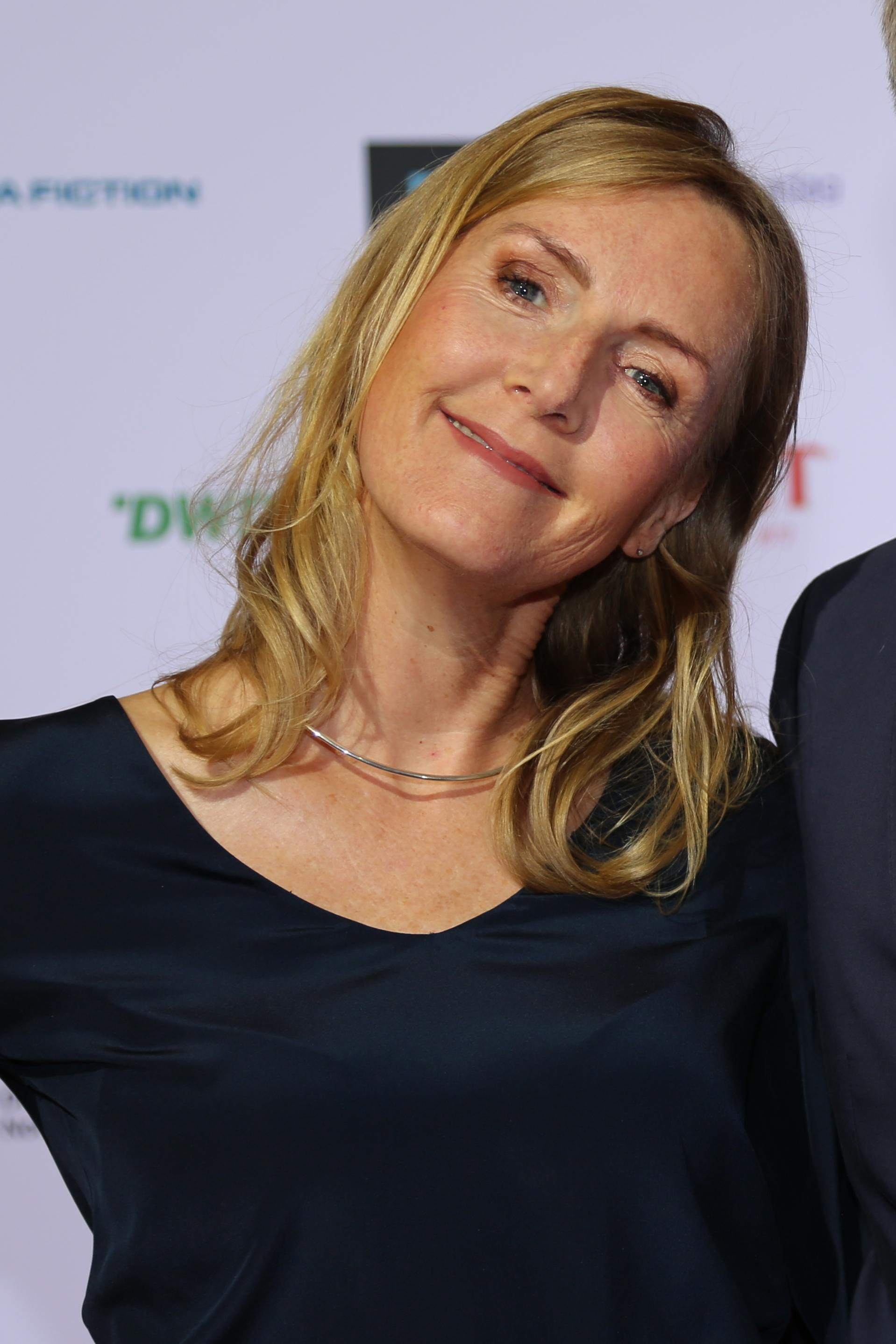
Carolin Fink (* 1966)

- Fink, Caroline (* 1977), Schweizer Autorin, Alpinjournalistin, Bergsteigerin und Fotografin
- Fink, Christian (1831–1911), deutscher Organist, Chorleiter und Komponist
- Fink, Claudia, deutsche Filmregisseurin und Drehbuchautorin
- Fink, Conrad (1900–1981), deutscher Bibliothekar und Politiker (BP, CSU), MdB
- Fink, Danny (* 1963), US-amerikanischer Sommerbiathlet
- Fink, David (* 1991), österreichischer Fußballspieler
- Fink, David Andrew (1936–2022), US-amerikanischer Manager im Schienenverkehr
- Fink, David Armstrong (* 1961), US-amerikanischer Manager im Schienenverkehr
- Fink, Dietrich (* 1958), deutscher Architekt, Stadtplaner und Universitätsprofessor
- Fink, Donald G. (1911–1996), US-amerikanischer Elektroingenieur
- Fink, Edy (1953–2017), Schweizer Maler und Zeichenlehrer
- Fink, Elena, deutsche Opern- und Konzertsängerin (Sopran)
- Fink, Elisabeth (* 1962), deutsche Juristin und ehemalige Richterin am Bundespatentgericht
- Fink, Elise (1863–1939), plattdeutsche Dichterin und Schriftstellerin
- Fink, Emma (1913–2004), deutsche Richterin am Bundespatentgericht
- Fink, Erich (1866–1950), deutscher Historiker und Archivdirektor
- Fink, Ernst (1896–1945), deutscher Kammermusiker und ein Opfer des Nationalsozialismus
- Fink, Ernst (1933–2011), österreichischer Politiker (ÖVP), Landtagsabgeordneter zum Vorarlberger Landtag
- Fink, Ernst (1942–2024), österreichischer Finanzbeamter und Politiker (ÖVP), Abgeordneter zum Nationalrat
- Fink, Ernst Friedrich (1806–1863), deutscher evangelischer Geistlicher
- Fink, Eugen (1905–1975), deutscher PhilosophEugen Fink (1905–1975)

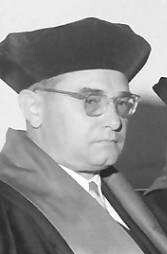
Eugen Fink (1905–1975)

- Fink, Eugenie (1891–1942), österreichische Schriftstellerin
- Fink, Franz (1824–1894), hessischer Kommerzienrat und Politiker
- Fink, Franziska, deutsche Bauchtänzerin, Tanzpädagogin und mehrfache deutsche Meisterin in Orientalischem Tanz
- Fink, Friedrich (1841–1896), deutscher Organist und Komponist
- Fink, Friedrich (1887–1923), bayerischer Polizist
- Fink, Fritz (1893–1945), deutscher Schriftsteller, Buchhändler, Antiquar und Heimatforscher von regionaler Bedeutung
- Fink, Fritz (1897–1988), deutscher Lehrer, Stadtschulrat in Nürnberg und Stürmer-Autor
- Fink, Georg (1884–1966), deutscher Archivar
- Fink, Georg (1915–1994), deutscher Ringer im Leicht- und Weltergewicht in beiden Stilarten (griechisch-römisch und Freistil)
- Fink, Gerald R. (* 1940), US-amerikanischer Genetiker
- Fink, Gerd (* 1955), deutscher Fußballspieler
- Fink, Gereon R. (* 1964), deutscher Neurologe
- Fink, Gerhard (1934–2013), deutscher Altphilologe und Fachdidaktiker
- Fink, Gottfried Wilhelm (1783–1846), deutscher Komponist, Musiktheoretiker, evangelischer Geistlicher und Dichter
- Fink, Günter (1913–2000), deutscher bildender Künstler
- Fink, Günter (* 1954), deutscher Journalist, Autor und Moderator
- Fink, Gustav (1854–1933), deutscher nationalliberaler Politiker und Bürgermeister von Hannover
- Fink, Gustav (1903–1934), deutscher SS-Mann
- Fink, Hannes (* 1989), italienischer Fußballspieler (Südtirol)
- Fink, Hanni, deutsch-tschechische Rennrodlerin
- Fink, Hans (1898–1945), deutscher Politiker (NSDAP)
- Fink, Hans (1912–2003), italienischer Volkskundler, Schriftsteller und Gastwirt
- Fink, Hans (* 1942), deutscher Schriftsteller und Publizist
- Fink, Hans Jürgen (* 1942), deutscher Journalist
- Fink, Hans-Peter (* 1949), deutscher Physiker und Hochschullehrer
- Fink, Hansjörg (* 1969), deutscher Posaunist und Komponist
- Fink, Heike (* 1968), deutsche Drehbuchautorin und Filmregisseurin
- Fink, Heinrich (1902–1981), deutscher Politiker (KPD), MdHB
- Fink, Heinrich (1935–2020), deutscher Theologe, Hochschullehrer und Politiker (Die Linke), MdB, Stasi-IMHeinrich Fink (1935–2020)
- Fink, Heinz, deutscher Attentäter

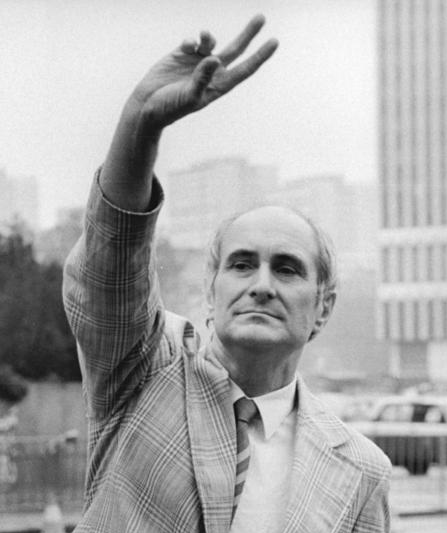
Heinrich Fink (1935–2020)

- Fink, Helmut (1928–1990), deutscher Politiker (SPD), MdL
- Fink, Hermann (1929–2002), deutscher Anglist (Schwerpunkt: Amerikanistik) und Hochschullehrer
- Fink, Holly (* 1964), deutscher Kameramann
- Fink, Hugo (1910–1986), deutscher Volkswirt und Politiker (CSU)
- Fink, Humbert (1933–1992), österreichischer Schriftsteller und Journalist
- Fink, Ida (1921–2011), polnisch-israelische Autorin
- Fink, Iris (* 1966), österreichische Autorin
- Fink, Jodok (1853–1929), österreichischer Landwirt und Politiker (CS), Landtagsabgeordneter
- Fink, Johann, Mediziner und Leibarzt
- Fink, Johann (1628–1675), Porträt- und Historienmaler
- Fink, Johannes (1895–1981), deutscher General der Flieger im Zweiten Weltkrieg
- Fink, Johannes (* 1964), deutscher Jazzcellist
- Fink, Josef (1840–1914), österreichischer Pfarrer und Politiker (CS), Landtagsabgeordneter
- Fink, Josef (1894–1973), österreichischer Politiker (ÖVP), Landtagsabgeordneter, Abgeordneter zum Nationalrat
- Fink, Josef (1909–1983), österreichischer Politiker (ÖVP), Landtagsabgeordneter zum Vorarlberger Landtag
- Fink, Josef (1912–1984), deutscher Klassischer und Christlicher Archäologe
- Fink, Josef (1941–1999), österreichischer Theologe und Künstler
- Fink, Josef (* 1947), deutscher Verleger
- Fink, Joseph (* 1868), deutscher Politiker (Zentrum), MdL
- Fink, Joseph Alois (1796–1845), österreichischer Buchbinder, Mechaniker und Erfinder
- Fink, Julius, deutscher Fußballspieler
- Fink, Karl (1851–1898), deutscher Mathematiker und Turner
- Fink, Karl, US-amerikanischer Filmproduzent, Drehbuchautor und Filmregisseur
- Fink, Karl August (1904–1983), deutscher katholischer Theologe und Kirchenhistoriker
- Fink, Karl Friederich (* 1826), Jurist und Abgeordneter
- Fink, Katharina (* 2002), italienische Badmintonspielerin
- Fink, Korinna (* 1981), deutsche Leichtathletin
- Fink, Laurence Douglas (* 1952), US-amerikanischer UnternehmerLaurence Douglas Fink (* 1952)

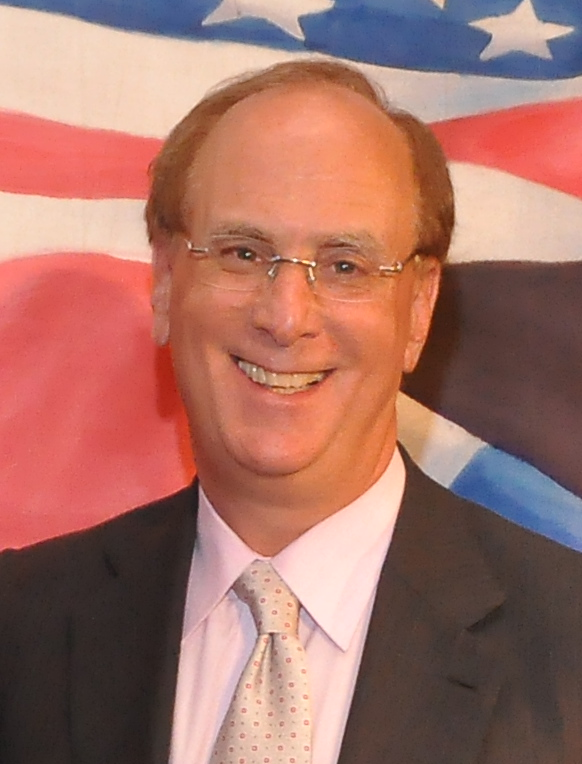
Laurence Douglas Fink (* 1952)

- Fink, Leonhard (* 1982), österreichischer Künstler
- Fink, Lieselotte (1935–2001), deutsche Modistin und Unternehmerin
- Fink, Louis Mary (1834–1904), Bischof von Leavenworth
- Fink, Ludwig (1902–1988), deutscher Rechtsanwalt und Kommunalpolitiker
- Fink, Manfred (1937–2023), deutscher Physiker
- Fink, Manfred (* 1958), deutscher Opernsänger (Tenor)
- Fink, Maria (* 1905), deutsche Politikerin (Sozialistische Einheitspartei Deutschlands), Landtagsabgeordnete und Landrätin
- Fink, Martin (* 1950), deutscher Politiker (CSU), MdL Bayern
- Fink, Martin (* 1970), Schweizer Fußballspieler
- Fink, Matic (* 1990), slowenischer Fußballspieler
- Fink, Matthias (* 1948), deutscher Journalist
- Fink, Max (1899–1985), deutscher Ingenieur und Hochschullehrer
- Fink, Melwin (* 2002), deutscher Segelsportler und Einhandsegler
- Fink, Michael (* 1967), deutscher Buchautor
- Fink, Michael (* 1982), deutscher Fußballspieler
- Fink, Michael (* 1996), deutscher Eishockeyspieler
- Fink, Michael L., Spezialeffektkünstler
- Fink, Monika (* 1952), deutsche Politikerin (SPD), MdL
- Fink, Nic (* 1993), US-amerikanischer Schwimmer
- Fink, Nicolas (* 1976), deutscher Politiker (SPD), MdL (Baden-Württemberg)
- Fink, Nikola (1894–1968), jugoslawischer Zoologe
- Fink, Oliver (* 1982), deutscher FußballspielerOliver Fink (* 1982)

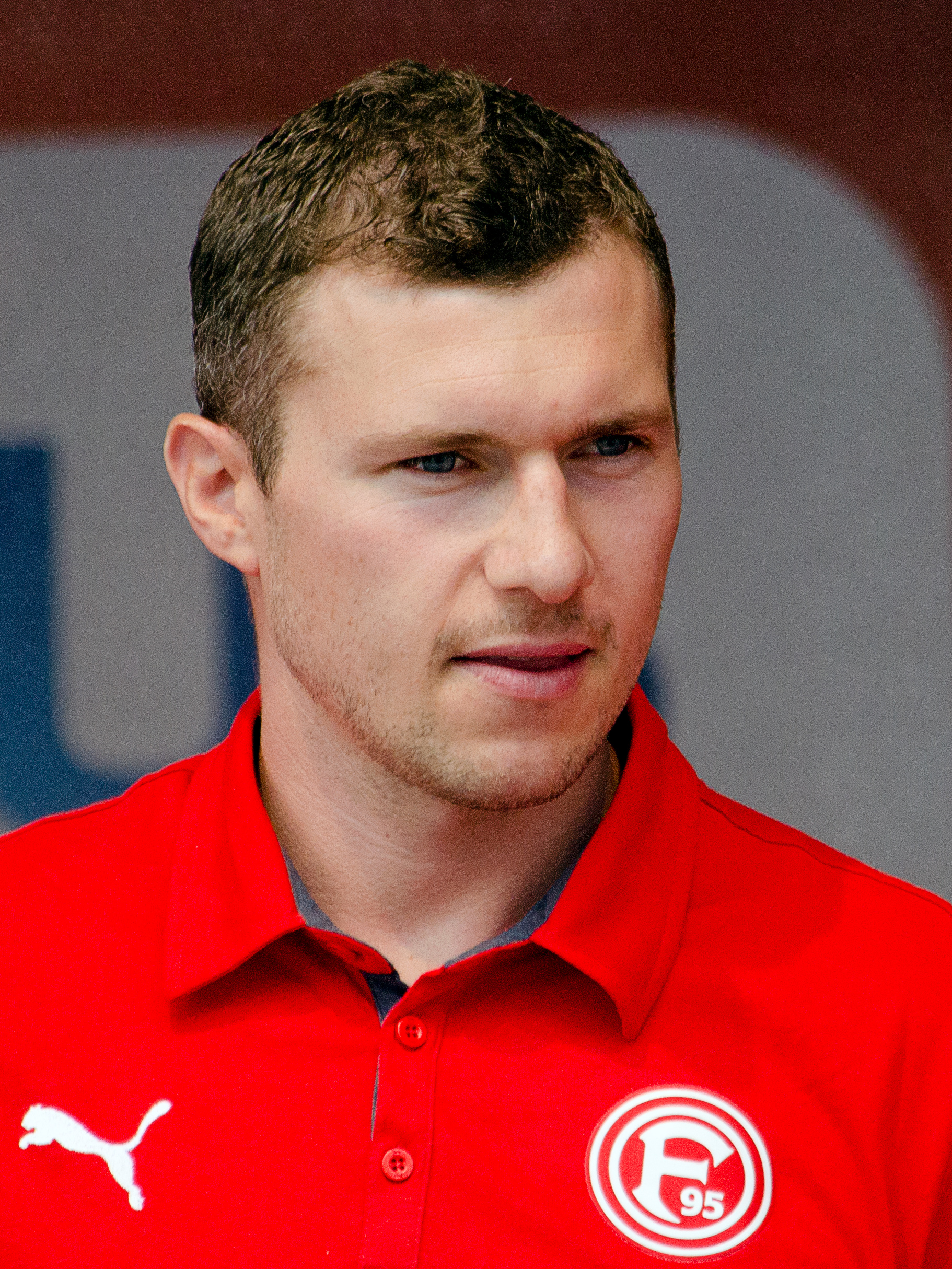
Oliver Fink (* 1982)

- Fink, Orenda (* 1975), US-amerikanische Musikerin
- Fink, Otto (1887–1973), deutscher Kommunalpolitiker
- Fink, Otto (1917–1981), deutscher Politiker (SPD), MdL Bayern
- Fink, Otto (1920–2000), deutscher Politiker (SPD), MdL Bayern
- Fink, Otto (1930–2012), deutscher Fußballspieler
- Fink, Peter, Bürgermeister und Mitglied des Provinziallandtages der Provinz Hessen-Nassau
- Fink, Peter (1923–1989), deutscher Kommunalpolitiker (SPD)
- Fink, Philipp (1773–1849), nassauischer Politiker
- Fink, Philipp (1831–1913), deutscher Landwirt und Politiker (NLP), MdR
- Fink, Pia (* 1995), deutsche Skilangläuferin
- Fink, Pius (1832–1874), österreichischer Lokomotivkonstrukteur
- Fink, Pius (1903–1983), österreichischer Bauer und Politiker (CS, VF, ÖVP), Abgeordneter zum Nationalrat
- Fink, Regina (* 1989), deutsche Schauspielerin
- Fink, Reinhard (1896–1968), deutscher Bibliothekar und Germanist
- Fink, Roland (* 1937), schweizerischer Chorleiter und Musiker (Gitarrist) und Musiklehrer
- Fink, Rudi (* 1958), deutscher Boxer, Olympiasieger und Boxtrainer
- Fink, Rudolf (1913–1980), deutscher Fußballspieler
- Fink, Sebastian (1933–2010), deutscher Bildhauer und Restaurator
- Fink, Siegfried (1928–2006), deutscher Schlagzeuger und Komponist
- Fink, Sigi (* 1984), österreichischer Radio- und FernsehmoderatorSigi Fink (* 1984)

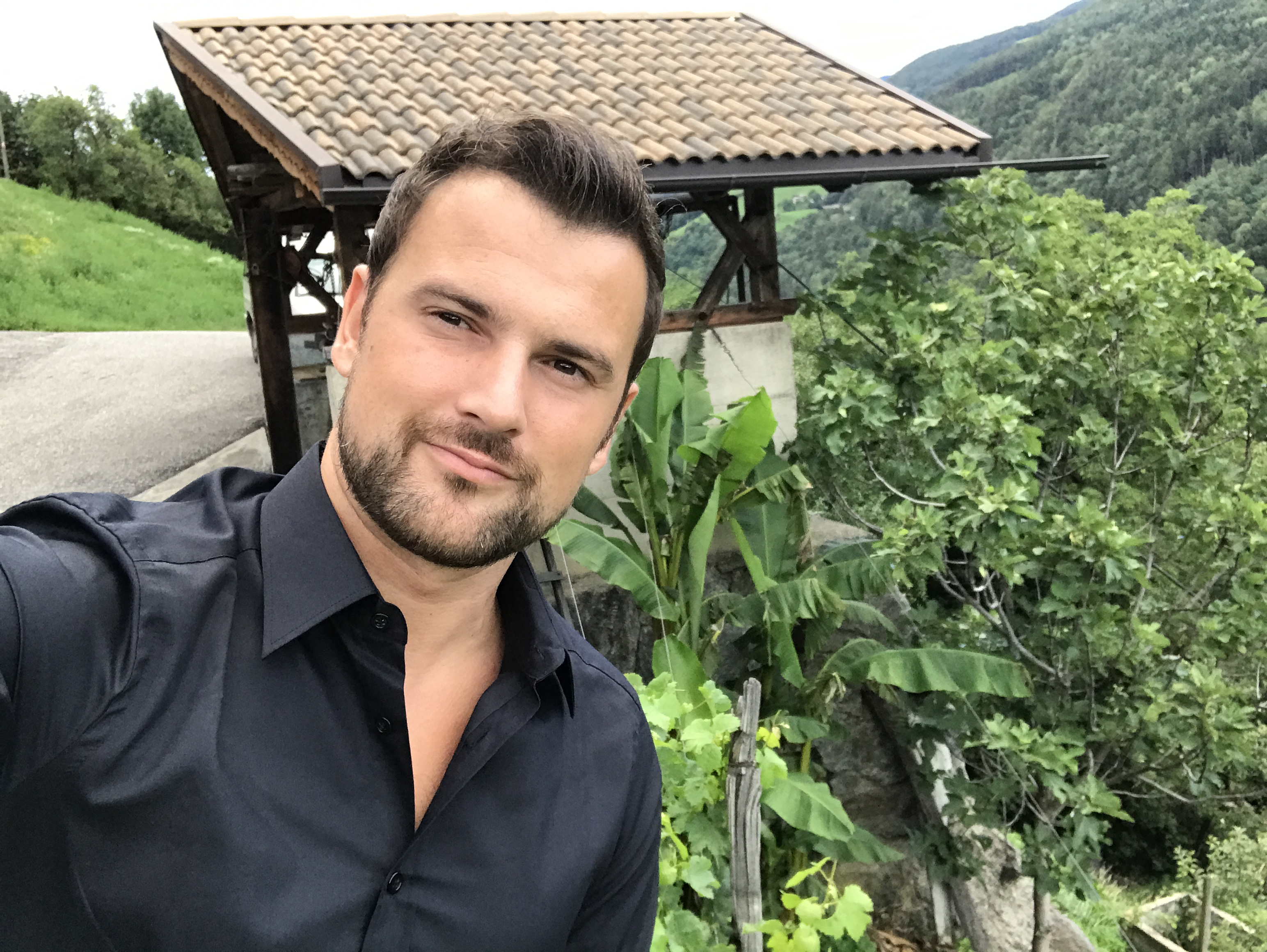
Sigi Fink (* 1984)

- Fink, Simon (* 1977), deutscher Politikwissenschaftler
- Fink, Stanley, Baron Fink (* 1957), britischer Hedgefonds-Manager
- Fink, Stefan (1908–2000), deutscher Bürgermeister und Kommunalpolitiker
- Fink, Thomas (1935–2023), deutscher Jazzpianist
- Fink, Thomas (* 1954), deutscher Gasballonfahrer und Weltmeister
- Fink, Thomas (* 1999), österreichischer Fußballspieler
- Fink, Thorsten (* 1967), deutscher Fußballspieler und TrainerThorsten Fink (* 1967)

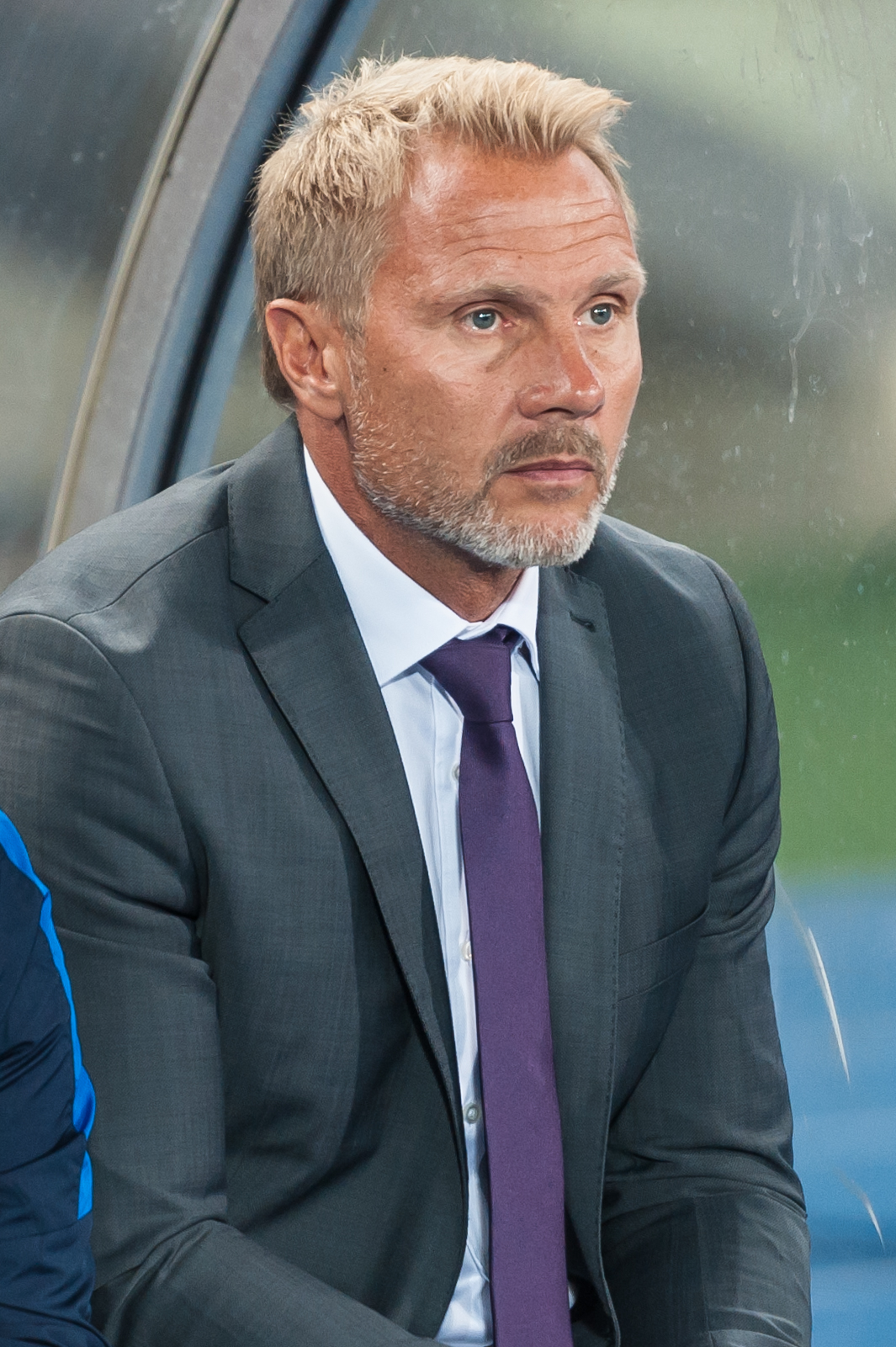
Thorsten Fink (* 1967)

- Fink, Tobias (* 1983), deutscher Fußballspieler
- Fink, Tone (* 1944), österreichischer Künstler
- Fink, Torsten (* 1965), deutscher Autor
- Fink, Troels (1912–1999), dänischer Historiker und Diplomat
- Fink, Udo (1936–2024), Schweizer Jazzmusiker und Lehrer
- Fink, Udo (* 1957), deutscher Jurist und Hochschullehrer
- Fink, Ulf (* 1942), deutscher Politiker (CDU), MdA, MdB
- Fink, Vinzenz (1807–1877), österreichischer Politiker, Bürgermeister von Linz
- Fink, Volker (* 1943), deutscher Diplomat
- Fink, Waldemar (1883–1948), Schweizer Maler
- Fink, Walter (1930–2018), deutscher Unternehmer und Mäzen
- Fink, Walter (* 1949), österreichischer Opernsänger (Bass)
- Fink, Wilhelm (1833–1890), deutscher Buchhändler, Politiker (SPD)
- Fink, Wilhelm (1889–1965), deutscher Benediktinermönch, Historiker und Heimatforscher
- Fink, William L. (* 1946), US-amerikanischer Ichthyologe
- Fink-Hooijer, Florika (* 1962), deutsche EU-Beamtin
- Fink-Jensen, Jens (* 1956), dänischer Autor
- Fink-Koch, Susanne (* 1957), deutsche Curlerin
- Fink-Mennel, Evelyn (* 1972), österreichische Musikerin, Autorin, Kuratorin, Musikethnologin und Pädagogin
- Fink-Sautter, Helma (1924–2017), deutsche Mäzenatin und Stiftungsgeberin
- Fink-Trauschel, Alena (* 1999), deutsche Politikerin (FDP)

#### Finkb
- Finkbeiner, Alfred (1923–1992), deutscher Pädagoge und Sportfunktionär
- Finkbeiner, Carl (* 1964), deutscher Kameramann
- Finkbeiner, Felix (* 1997), deutscher Gründer der Kinder- und Jugendinitiative Plant-for-the-PlanetFelix Finkbeiner (* 1997)

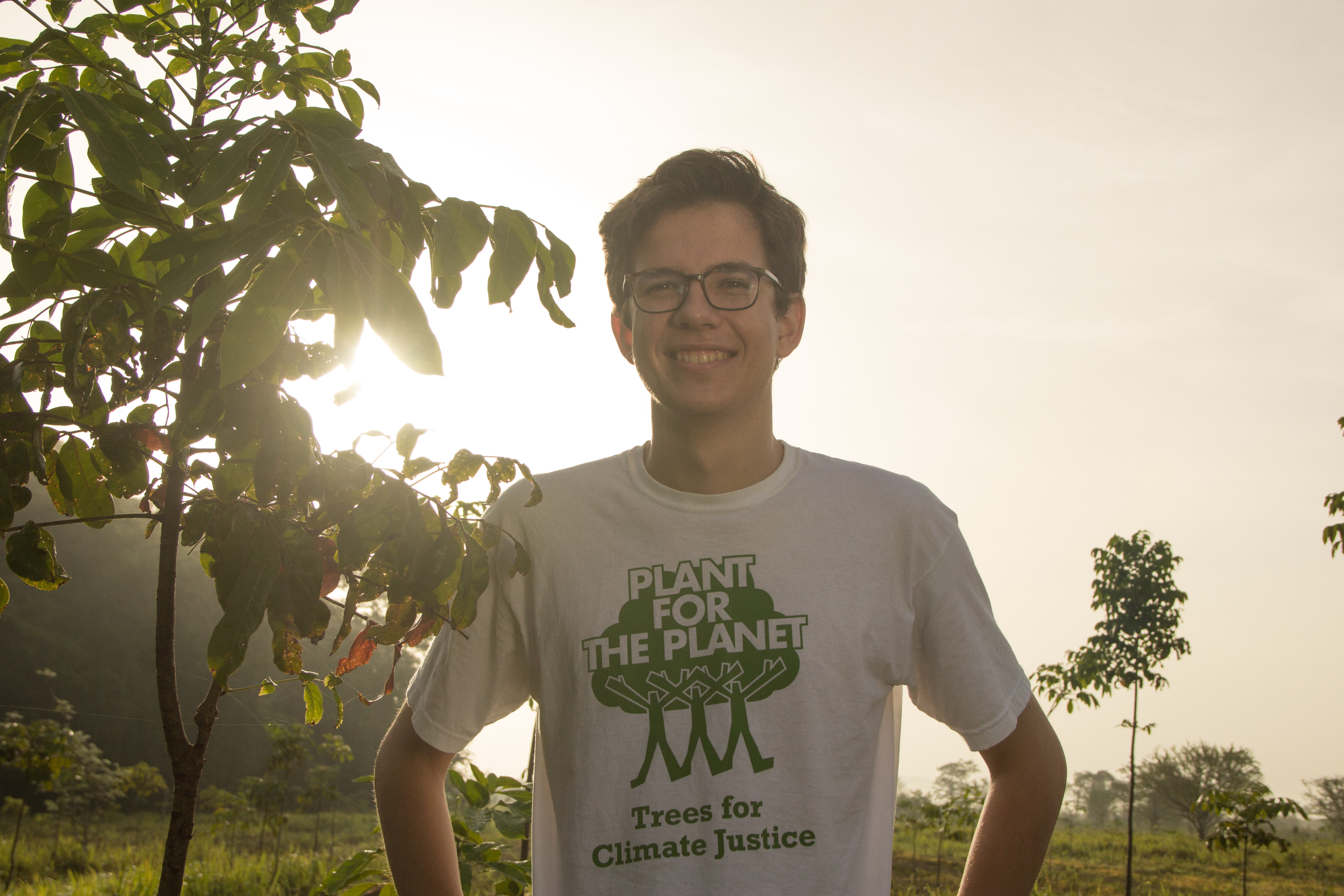
Felix Finkbeiner (* 1997)

- Finkbeiner, Hannes (* 1977), deutscher Autor, Journalist und Kolumnist
- Finkbeiner, Heiner (* 1949), deutscher Hotelier und Gastronom
- Finkbeiner, Matthias (* 1966), deutscher Umweltwissenschaftler
- Finkbeiner, Peter (* 1942), deutscher Schauspieler, Autor, Journalist und Herausgeber
- Finkbeiner, Reinhold (1929–2010), deutscher Komponist und Organist
- Finkbeiner, Rita (* 1975), deutsche Germanistin
- Finkbeiner, Uwe (* 1942), deutscher Vorderasiatischer Archäologe

#### Finke
- Finke, Alfred (1888–1971), deutscher Kommunalpolitiker, Oberbürgermeister von Grünberg in Schlesien und Hagen (Westfalen)
- Finke, August (1906–1995), deutscher Politiker (SRP), MdL
- Finke, Bernd (* 1963), deutscher Diplomat
- Finke, Christian (* 1958), deutscher Kirchenmusiker
- Finke, Christine (* 1966), deutsche Anglistin, Bloggerin, Journalistin und Kinderbuchautorin
- Finke, Dieter (1939–2011), deutscher Bildhauer
- Finke, Dieter (* 1960), deutscher Fußballspieler
- Finke, Eberhard (1920–2016), deutscher Cellist
- Finke, Erich (1905–1945), deutscher Internist
- Finke, Ferdinand (1891–1945), deutscher Polizeibeamter
- Finke, Fidelio F. (1891–1968), böhmisch-deutscher Komponist
- Finke, Franz (1907–1942), deutscher römisch-katholischer Geistlicher und Märtyrer
- Finke, Gerhard (1917–2020), deutscher Maler, Grafiker und Bildhauer
- Finke, Heinrich (1855–1938), deutscher Historiker
- Finke, Heinz (1915–2007), deutscher Fotograf
- Finke, Helmut (1923–2009), deutscher Musiker, Instrumentenbauer und Unternehmer
- Finke, Hermann (1877–1947), deutscher Bibliothekar und Epigraphiker
- Finke, Jochen (* 1941), deutscher Bühnenbildner
- Finke, Johannes (* 1974), deutscher Poet, Verleger, Musiker und Gastronom
- Finke, Julius (1880–1947), deutscher Politiker (SPD), MdR
- Finke, Karl (1866–1935), deutscher Tätowierer, Ringkämpfer und Schausteller
- Finke, Karl Konrad (* 1935), deutscher wissenschaftlicher Bibliothekar
- Finke, Leonhard Ludwig (1747–1837), deutscher Mediziner und Hochschullehrer
- Finke, Luise (1917–2002), deutsche Sportlehrerin und Leichtathletin
- Finke, Magdalena (* 1986), deutsche politische BeamtinMagdalena Finke (* 1986)

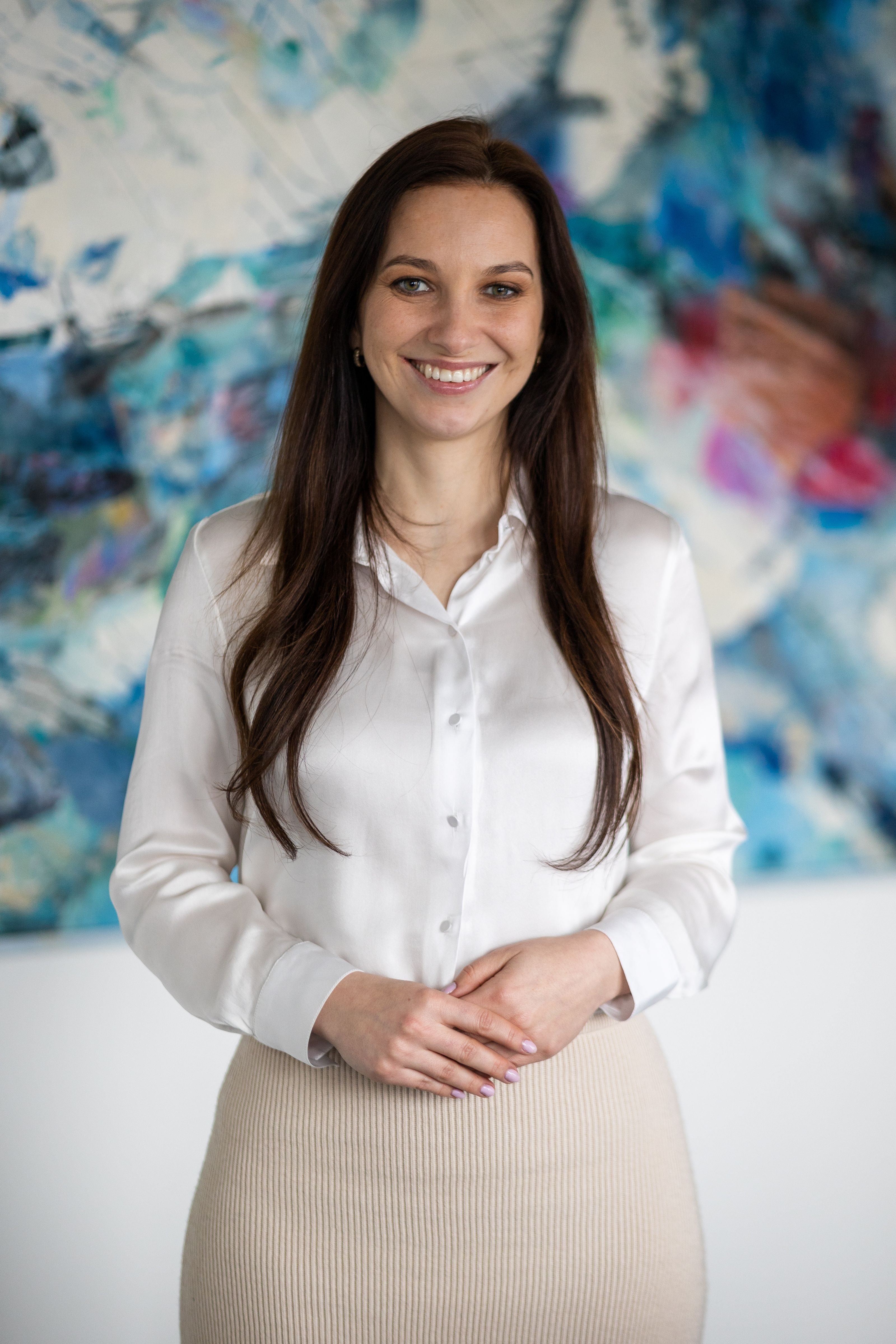
Magdalena Finke (* 1986)

- Finke, Margarete, deutsche Politikerin (DVP/DNVP)
- Finke, Meinolf (* 1963), deutscher Dichter
- Finke, Nikki (1953–2022), amerikanische Bloggerin, Journalistin, Verlegerin und Autorin
- Finke, Patrick (* 1983), deutscher American-Football-Spieler
- Finke, Peter (* 1942), deutscher Wissenschaftstheoretiker
- Finke, Petra (* 1958), deutsche Ruderin
- Finke, Ralf (* 1960), deutscher Journalist und Autor
- Finke, Richard (1908–2007), deutscher Maler, Jäger und Verhaltensforscher
- Finke, Robert (* 1999), US-amerikanischer Schwimmer
- Finke, Stefan (* 1963), deutscher Schriftsteller
- Finke, Thorben (* 2004), deutscher Leichtathlet
- Finke, Tommy (* 1981), deutscher Singer-Songwriter und Multiinstrumentalist
- Finke, Volker (* 1948), deutscher Fußballtrainer und -managerVolker Finke (* 1948)

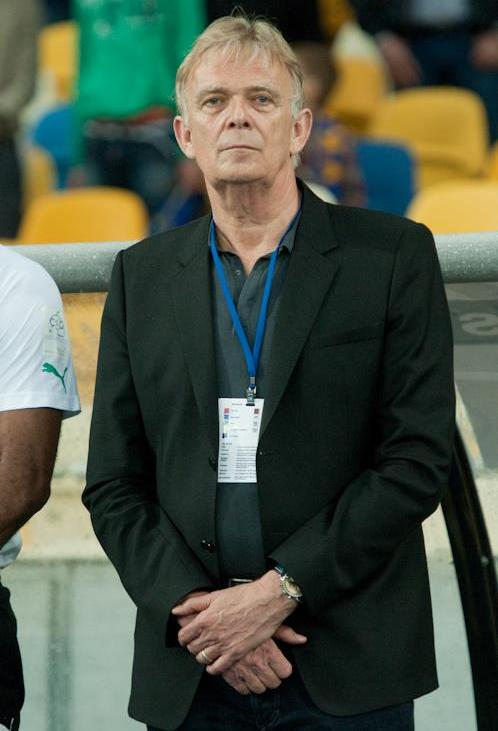
Volker Finke (* 1948)

- Finke, Wilfried (1951–2019), deutscher Unternehmer, Fußballfunktionär
- Finke, Wilhelm (1884–1950), deutscher Physiker und Astronom
- Finke, William († 1864), australischer Offizier und Beamter
- Finke-Osiander, Renate (1926–2025), deutsche Diplomatin
- Finke-Poser, Lieselotte (1925–2025), deutsche Malerin
- Finke-Siegmund, Ingeborg (1919–2012), deutsche Pianistin und Klavierpädagogin
- Finkel, Abem (1889–1948), US-amerikanischer Drehbuchautor
- Finkel, Christoph (* 1971), deutscher Bildhauer
- Finkel, Deborah, kanadische Schauspielerin
- Finkel, Frank (1853–1930), US-amerikanischer Soldat
- Finkel, Fyvush (1922–2016), US-amerikanischer SchauspielerFyvush Finkel (1922–2016)

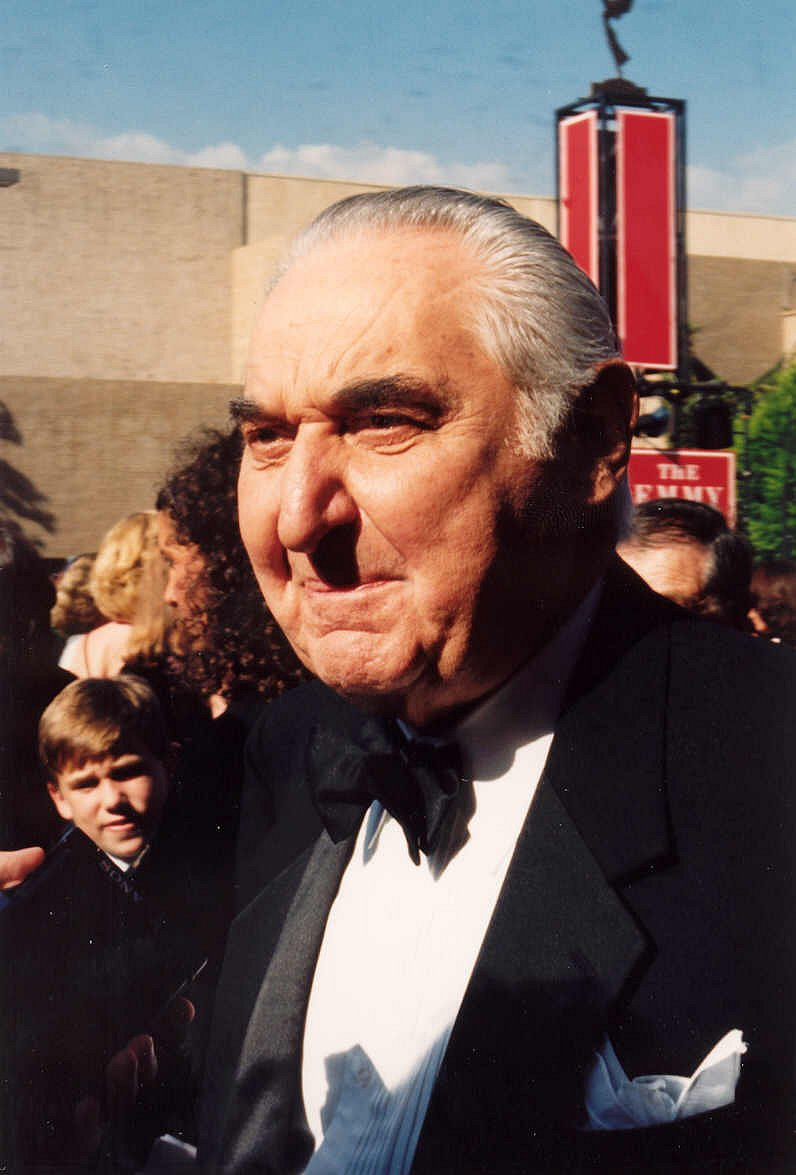
Fyvush Finkel (1922–2016)

- Finkel, Irving (* 1951), britischer Assyriologe
- Finkel, Michael (* 1968), US-amerikanischer Journalist
- Finkel, Sigi (* 1960), deutscher Saxophonist und Flötist des Fusion- und des Modern Jazz
- Finkelde, Dominik (* 1970), deutscher Ordensgeistlicher, Philosoph und Dramatiker
- Finkeldei, Bernd (* 1947), deutscher Maler
- Finkeldey, Hermann (1894–1970), deutscher Politiker (CDU), MdL
- Finkeldey, Reiner (* 1962), deutscher Forstwissenschaftler, Präsident der Universität Kassel ist
- Finkelgruen, Martin (1876–1942), deutscher Kaufmann
- Finkelgruen, Peter (* 1942), israelischer Rundfunkredakteur, Korrespondent und AutorPeter Finkelgruen (* 1942)

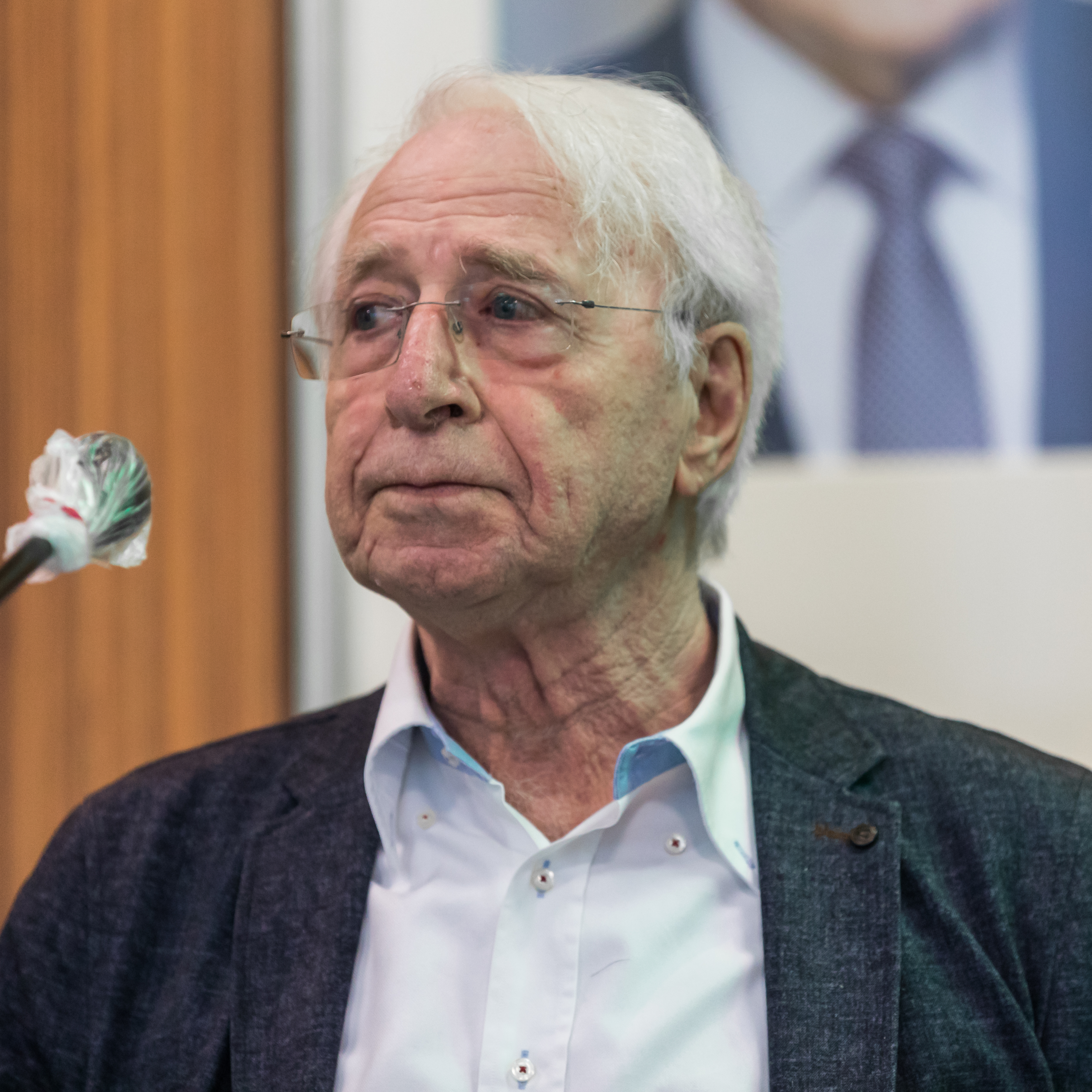
Peter Finkelgruen (* 1942)

- Finkelhor, David, US-amerikanischer Sozialwissenschaftler
- Finkelmann, Diethard (* 1941), deutscher Handballspieler
- Finkelmann, Heino (* 1945), deutscher Chemiker und Hochschullehrer
- Finkelnburg, Carl Maria (1832–1896), deutscher Mediziner und Hygieniker
- Finkelnburg, Gustavus A. (1837–1908), US-amerikanischer Jurist und Politiker deutscher Herkunft
- Finkelnburg, Klaus (* 1935), deutscher Jurist, Rechtswissenschaftler und Politiker (CDU)
- Finkelnburg, Wolfgang (1905–1967), deutscher Physiker
- Finkelscherer, Israel (1866–1942), deutscher Rabbiner
- Finkelshteyn, Ilya, US-amerikanischer Cellist und Musikpädagoge
- Finkelstein, Amy (* 1973), US-amerikanische Wirtschaftswissenschaftlerin und Hochschullehrerin
- Finkelstein, Ben A. (1910–1975), schweizerisch-US-amerikanischer Psychiater
- Finkelstein, Berthold (1925–1996), deutscher Volkswirt
- Finkelstein, Daniel, Baron Finkelstein (* 1962), britischer Journalist und Politiker (Conservative Party)
- Finkelstein, David (1929–2016), US-amerikanischer Physiker
- Finkelstein, Eden (* 2000), israelische Sprinterin
- Finkelstein, Gabriel (* 1963), amerikanischer Historiker
- Finkelstein, Hans (1885–1938), deutscher Chemiker
- Finkelstein, Heinrich (1865–1942), deutscher Kinderarzt
- Finkelstein, Israel (* 1949), israelischer Archäologe
- Finkelstein, Jacob J. (1922–1974), US-amerikanischer Assyriologe
- Finkelstein, Levana (* 1947), israelische Schauspielerin und Bildhauerin
- Finkelstein, Menachem (* 1951), israelischer Offizier, derzeit im Range eines Generalmajors der Israelischen Streitkräfte
- Finkelstein, Nat (1933–2009), US-amerikanischer Fotograf und Buchautor
- Finkelstein, Norman (* 1953), US-amerikanischer Politologe und AutorNorman Finkelstein (* 1953)

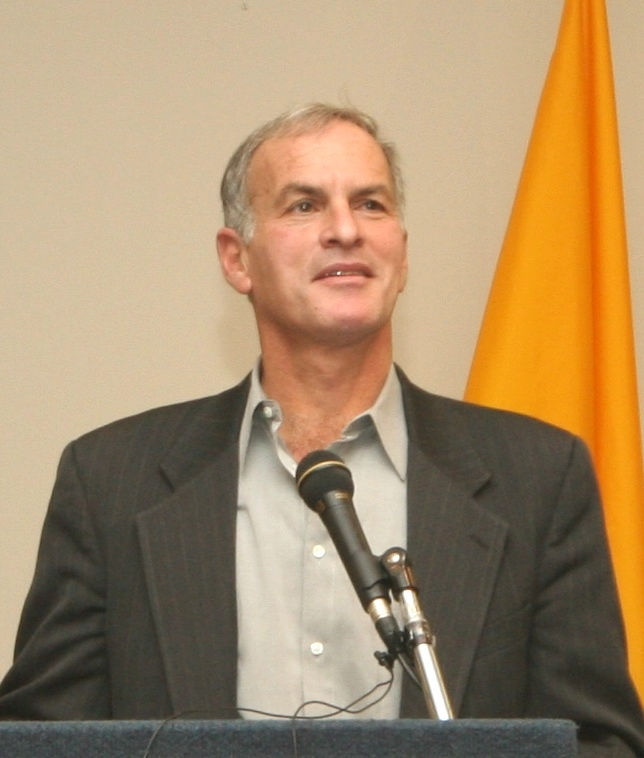
Norman Finkelstein (* 1953)

- Finkelstein, Richard A. (* 1930), US-amerikanischer Mikrobiologe
- Finkelstein, Salomon (1922–2019), polnisch-deutscher Unternehmer und Überlebender des Holocaust
- Finkelstein, Samuel (1890–1942), polnischer Maler
- Finkelstein, Shlomo, israelischer paralympischer Schwimmer
- Finkelstein, Shlomo (* 1996), deutscher rechtsextremer Online-Aktivist
- Finkelstein, Sydney, Autor und Hochschullehrer, Professor für Management und Leiter des Tuck Executive Programm (TEP) an der Tuck School of Business, Dartmouth College, New Hampshire
- Finkelstein, Wolodymyr (1896–1937), ukrainischer und sowjetischer Chemiker, Opfer der Großen Terrors
- Finkelstein, Zygmunt Föbus (1886–1959), österreichisch-israelischer Publizist
- Finkemeyer, Ernst (1935–1981), deutscher Jurist und Politiker (SPD)
- Finken, Heribert (1939–2024), deutscher Fußballspieler
- Finkenauer, Abby (* 1988), amerikanische Politikerin
- Finkenauer, Pascal (* 1977), deutscher Sänger
- Finkenauer, Sandra (* 1975), deutsche Fußballspielerin
- Finkenauer, Thomas (* 1968), deutscher Jurist und Hochschullehrer
- Finkenrath, Benjamin (* 1986), deutscher Eishockeytorhüter
- Finkenstädt, Frank (* 1943), deutscher Orientierungsläufer
- Finkenstaedt, Ernst (1861–1935), deutscher Jurist und Politiker
- Finkenstaedt, Thomas (1930–2017), deutscher Anglist
- Finkenstein, Daniel (* 1987), deutscher Handballspieler
- Finkenwirth, Alexander (* 1986), deutscher Theater- und FilmschauspielerAlexander Finkenwirth (* 1986)

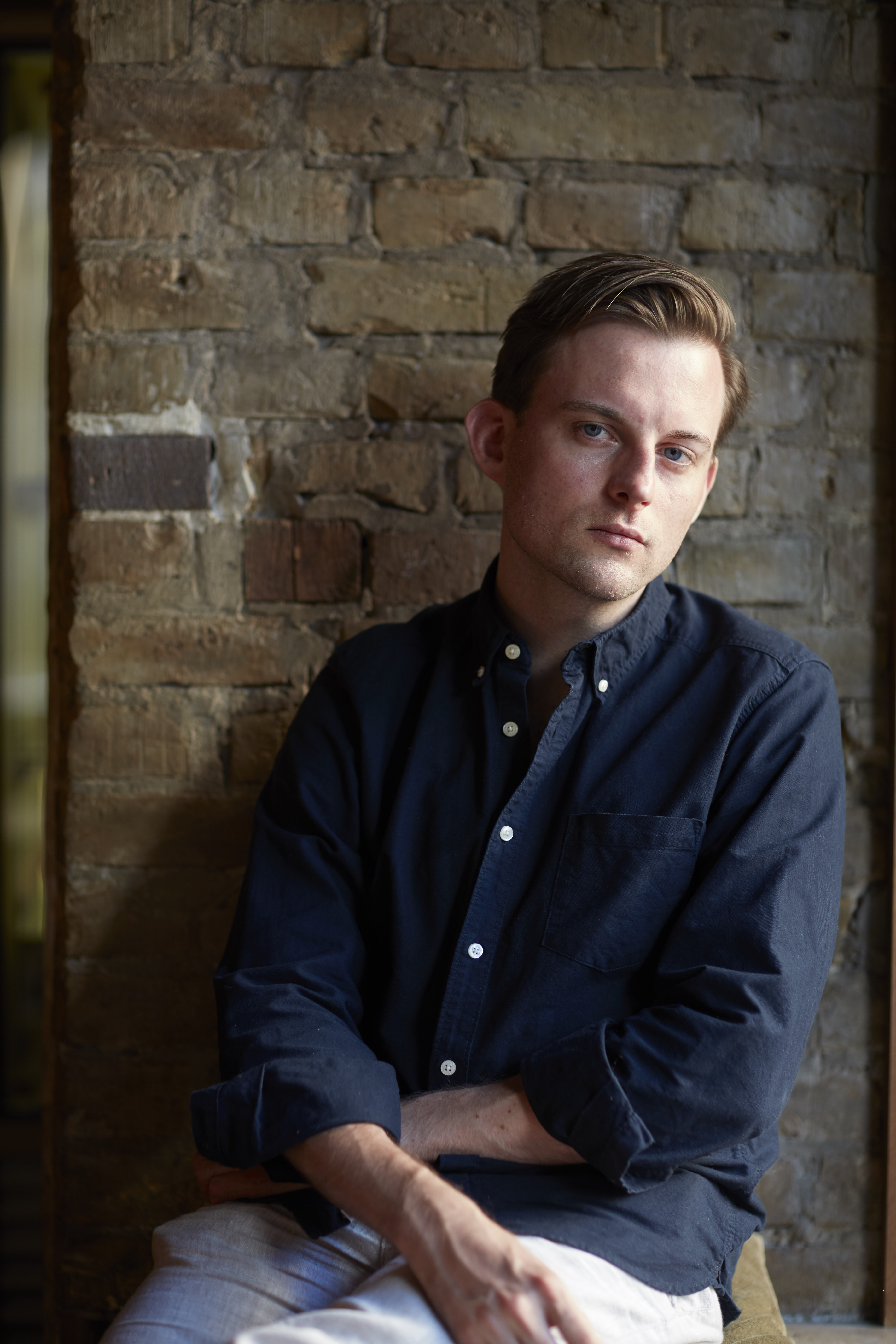
Alexander Finkenwirth (* 1986)

- Finkenwirth, Kurt (1885–1943), deutscher Jurist, Staats- und Wirtschaftswissenschaftler, Syndikus Verbandsfunktionär, Abgeordneter, Autor und Oberstintendant
- Finkenzeller, Erwin (* 1903), deutscher Werbeleiter und Geschäftsführer
- Finkenzeller, Heli (1911–1991), deutsche SchauspielerinHeli Finkenzeller (1911–1991)

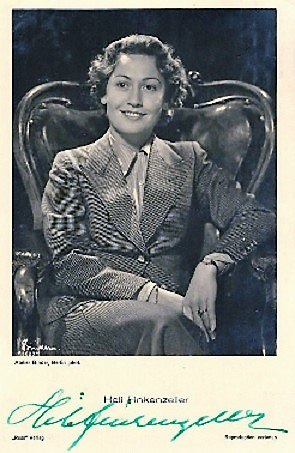
Heli Finkenzeller (1911–1991)

- Finkenzeller, Josef (1921–2018), deutscher Priester, katholischer Theologe (Dogmatiker) und Hochschullehrer
- Finkenzeller, Roswin (* 1934), deutscher Journalist
- Finker, Kurt (1928–2015), deutscher Historiker
- Finkernagel, Daniel, deutscher Hörfunkmoderator, Regisseur und Drehbuchautor
- Finkers, Herman (* 1954), niederländischer Kabarettist
- Finkes, Dominik (1821–1889), österreichischer Lehrer, Chorleiter und Komponist

#### Finkg
- Finkgräfe, Max (* 2004), deutscher Fußballspieler

#### Finki
- Finkiel, Emmanuel (* 1961), französischer Filmregisseur
- Finkielkraut, Alain (* 1949), französischer Philosoph und Autor

#### Finkl
- Finklehoffe, Fred F. (1910–1977), US-amerikanischer Drehbuchautor und Filmproduzent
- Finkler, Christian (* 1987), deutscher Kommunalpolitiker (CDU)
- Finkler, Dieter (* 1952), deutscher Fußballspieler
- Finkler, Dittmar (1852–1912), deutscher Mediziner und Hochschullehrer
- Finkler, Frank (* 1970), deutscher Politiker (CDU)

#### Finks
- Finkšt, Tilen (* 1997), slowenischer Radrennfahrer

### Finl
- Finland, Maxwell (1902–1987), US-amerikanischer Mediziner
- Finlay Geoghegan, Mary (* 1949), irische Juristin
- Finlay, Bob (* 1943), kanadischer Langstreckenläufer
- Finlay, Carlos Juan (1833–1915), kubanischer Arzt und Wissenschaftler
- Finlay, Dave (* 1958), nordirischer WrestlerDave Finlay (* 1958)

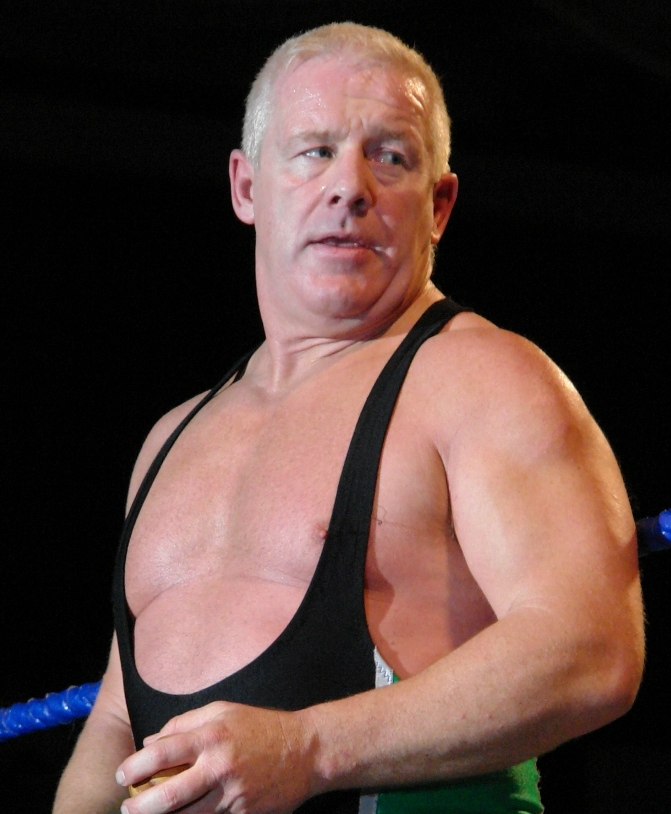
Dave Finlay (* 1958)

- Finlay, Don (1909–1970), britischer Hürdensprinter
- Finlay, Ethan (* 1990), US-amerikanischer Fußballspieler
- Finlay, Frank (1926–2016), britischer Schauspieler
- Finlay, George (1799–1875), britischer Historiker und Philhellene
- Finlay, Harold John (1901–1951), neuseeländischer Paläontologe und Malakologe
- Finlay, Ian Hamilton (1925–2006), schottischer Künstler und Schriftsteller
- Finlay, Ilora, Baroness Finlay of Llandaff (* 1949), britische Ärztin, Professorin der Palliativmedizin und Life Peer
- Finlay, John (1837–1910), kanadischer Politiker
- Finlay, Marjorie (1928–2003), US-amerikanische Opernsängerin
- Finlay, Mervyn (1925–2014), australischer Ruderer
- Finlay, Morgan (* 1974), kanadischer MusikerMorgan Finlay (* 1974)

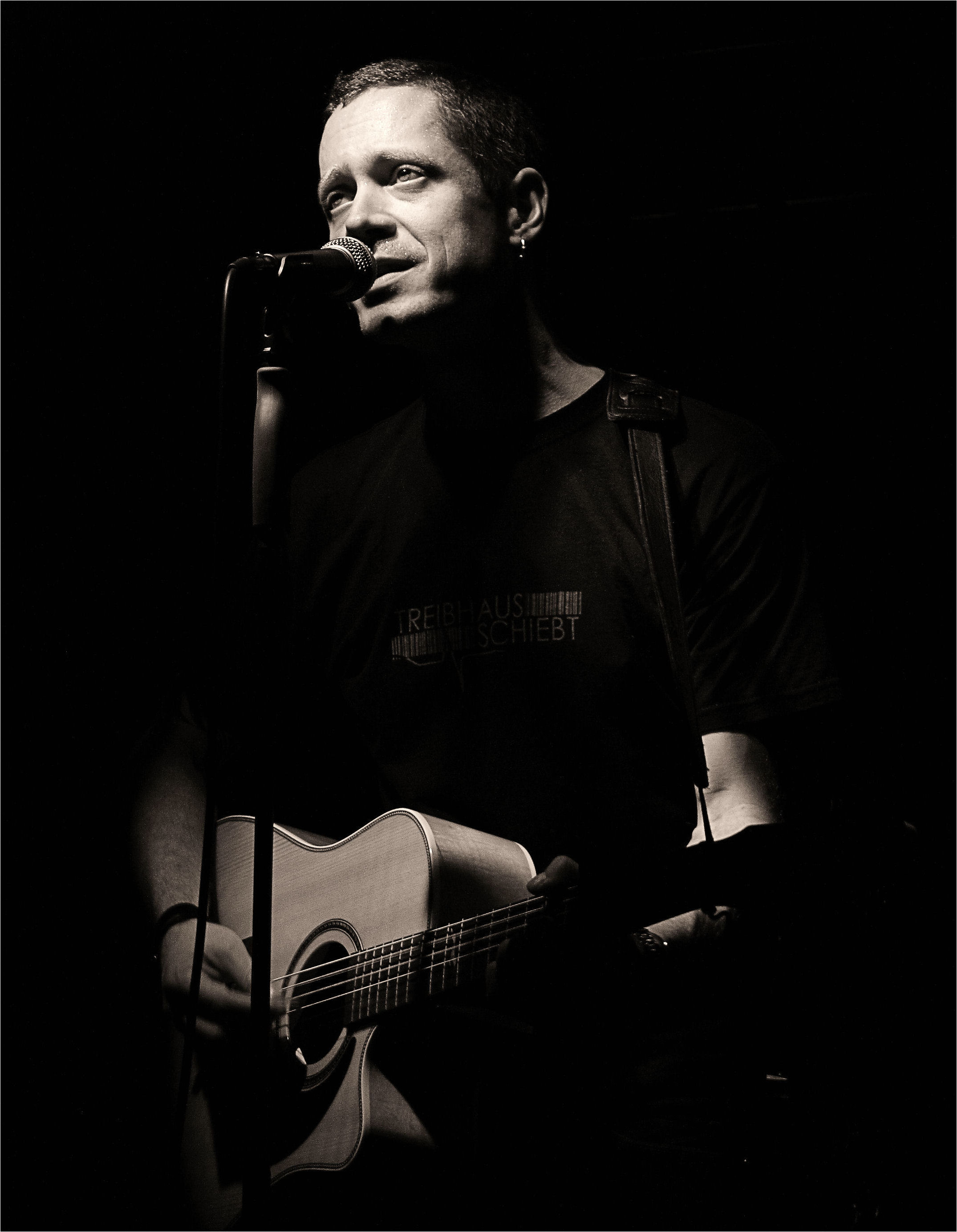
Morgan Finlay (* 1974)

- Finlay, Robert, 1. Viscount Finlay (1842–1929), britischer Jurist und Politiker, Mitglied des House of Commons, Lordkanzler (1916–1919) sowie Richter am Ständigen Internationalen Gerichtshof (1922–1929)
- Finlay, Thomas (1922–2017), irischer Politiker der Fine Gael sowie Oberster Richter (Chief Justice) des Supreme Court
- Finlay, Virgil (1914–1971), US-amerikanischer Fantasy- und Science-Fiction-Buchillustrator und Künstler
- Finlay, William Henry (1849–1924), südafrikanischer Astronom
- Finlay-McLennan, Stewart (* 1957), australischer Schauspieler
- Finlayson, Alex (1917–2000), US-amerikanischer Schauspieler
- Finlayson, Chris (* 1956), neuseeländischer Rechtsanwalt und Politiker (National Party)
- Finlayson, Daniel (* 2001), nordirischer Fußballspieler
- Finlayson, George (1790–1823), schottischer Arzt und Botaniker
- Finlayson, Hedley Herbert (1895–1991), australischer Mammaloge und Chemiker
- Finlayson, James, schottischer Quäker, der zum Aufbau der finnischen Textilindustrie beitrug
- Finlayson, James (1823–1903), britischer Politiker
- Finlayson, James (1887–1953), schottischer Filmschauspieler und KomödiantJames Finlayson (1887–1953)

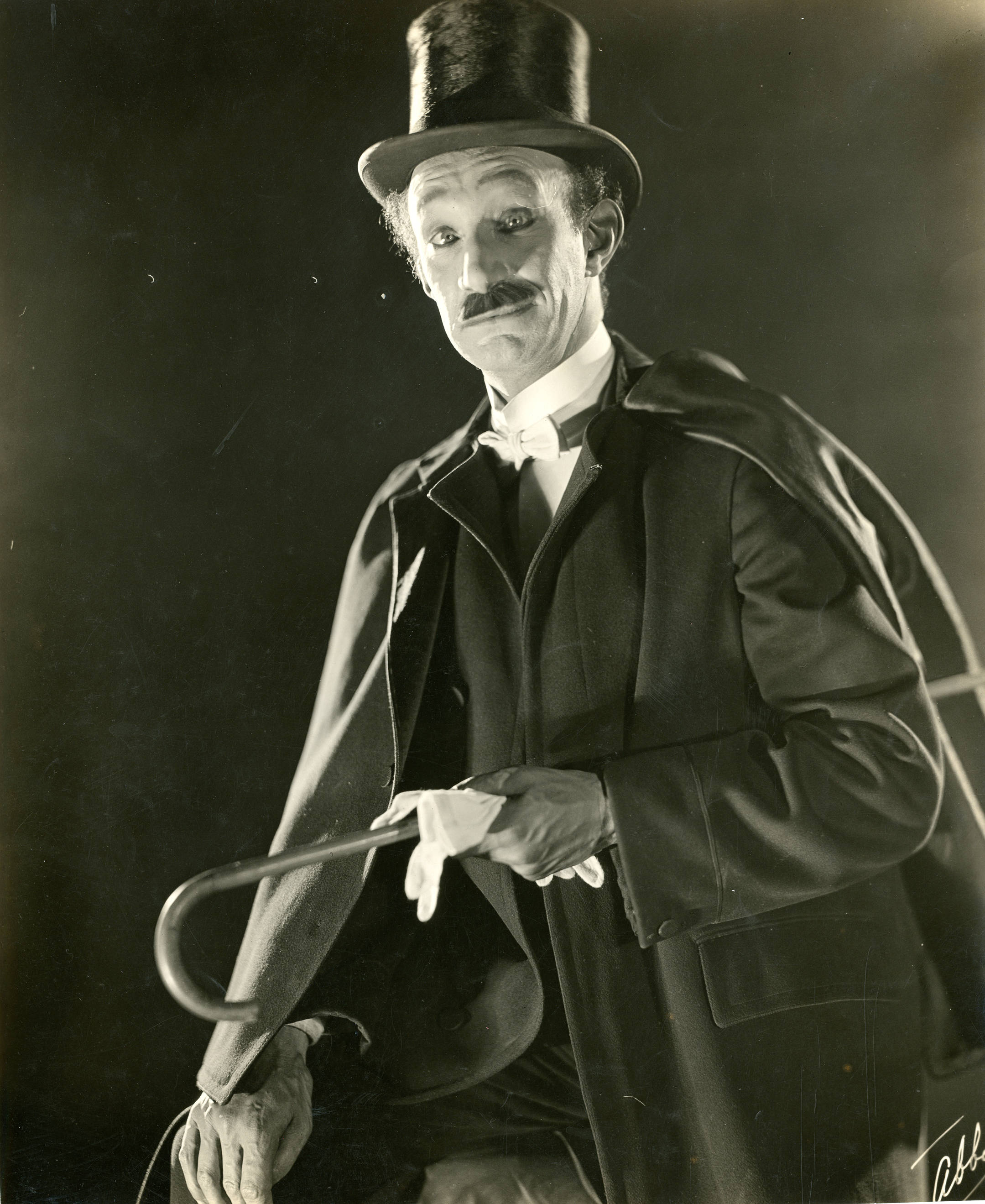
James Finlayson (1887–1953)

- Finlayson, Jonathan (* 1982), US-amerikanischer Jazzmusiker
- Finlayson, June (1935–1979), australische Journalistin, Schönheitskönigin und Rundfunkmoderatorin
- Finlayson, Malcolm (1930–2014), schottischer Fußballtorhüter
- Finlayson, Roderick Alick (1895–1989), britischer Geistlicher (Free Church of Scotland)
- Finlayson, Roderick David (1904–1992), neuseeländischer Schriftsteller
- Finlayson-Pitts, Barbara (* 1948), kanadisch-US-amerikanische Chemikerin und Hochschullehrerin
- Finletter, Thomas K. (1893–1980), US-amerikanischer Politiker
- Finley, Brian (* 1981), kanadischer Eishockeytorwart
- Finley, Cameron (* 1987), US-amerikanischer ehemaliger Kinderdarsteller
- Finley, Charles (1865–1941), US-amerikanischer Politiker
- Finley, David E. (1861–1917), US-amerikanischer Politiker
- Finley, David E. Jr. (1890–1977), US-amerikanischer Jurist und Museumsdirektor
- Finley, Ebenezer B. (1833–1916), US-amerikanischer Politiker
- Finley, Evelyn (1916–1989), US-amerikanische Schauspielerin und Stuntfrau
- Finley, Gerald (* 1960), kanadischer Opernsänger (Bariton)
- Finley, Greg (* 1984), US-amerikanischer Schauspieler
- Finley, Hala (* 2009), US-amerikanische Schauspielerin
- Finley, Honour (* 1999), US-amerikanische Sprinterin
- Finley, Hugh F. (1833–1909), US-amerikanischer Jurist und Politiker
- Finley, James (1756–1828), US-amerikanischer Erfinder und Konstrukteur von Kettenhängebrücken
- Finley, Jeff (* 1967), kanadischer Eishockeyspieler, -trainer und -scout
- Finley, Jesse Johnson (1812–1904), US-amerikanischer Politiker, Richter, Senator und General der Konföderierten im Bürgerkrieg
- Finley, John H. (1863–1940), US-amerikanischer Politikwissenschaftler
- Finley, John Huston (1904–1995), US-amerikanischer Altphilologe
- Finley, Mason (* 1990), US-amerikanischer Diskuswerfer und Kugelstoßer
- Finley, Michael (* 1973), US-amerikanischer Basketballspieler
- Finley, Moses I. (1912–1986), US-amerikanisch-britischer Historiker
- Finley, Robert, US-amerikanischer Blues- und Soul-Singer-Songwriter und GitarristRobert Finley

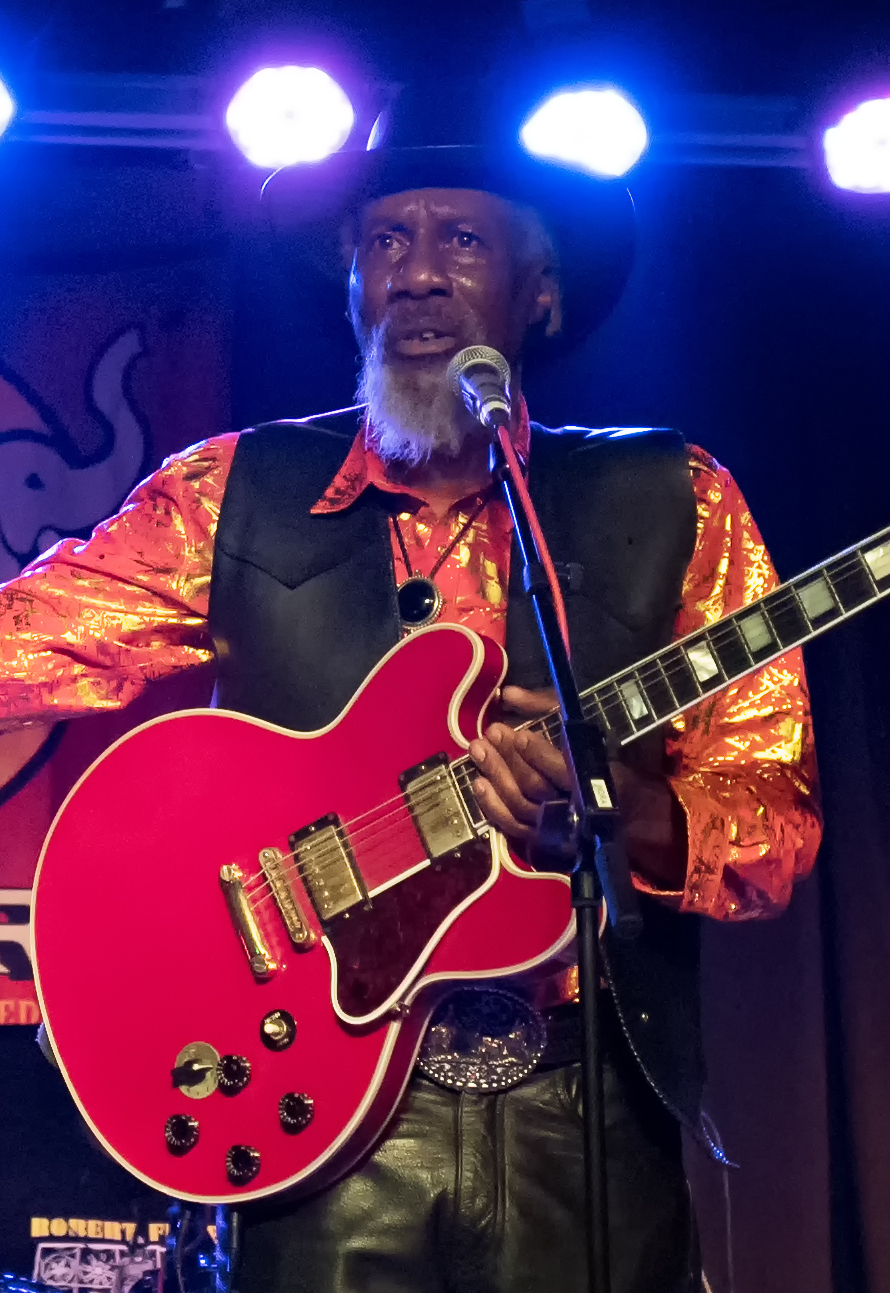
Robert Finley

- Finley, Ronald (1940–2016), US-amerikanischer Ringer
- Finley, Susan G., US-amerikanische Softwareentwicklerin
- Finley, Thomas D. (1895–1984), US-amerikanischer General
- Finley, William (1940–2012), US-amerikanischer Filmschauspieler

### Finn
- Finn, Charles (1897–1974), US-amerikanischer Schwimmer
- Finn, Charlie (* 1975), amerikanischer Schauspieler
- Finn, Dónal (* 1995), irischer Schauspieler
- Finn, Frank (1868–1932), englischer Ornithologe
- Finn, James (* 1956), US-amerikanischer Jazzmusiker
- Finn, Jamie (* 1998), irische Fußballspielerin
- Finn, Jerry (1969–2008), US-amerikanischer Musikproduzent
- Finn, John (* 1952), US-amerikanischer Schauspieler
- Finn, John Joe Patrick (* 2003), spanisch-irischer Fußballspieler
- Finn, John William (1909–2010), US-amerikanischer Marineoffizier, Träger der Medal of Honor
- Finn, Julio, amerikanischer Musiker und Autor
- Finn, Kate Belinda (1864–1932), britische Schachspielerin
- Finn, Lea (* 1981), deutsche Sängerin und Songschreiberin
- Finn, Lorenzo (* 2006), italienischer Radrennfahrer
- Finn, M. G. (* 1958), US-amerikanischer Chemiker
- Finn, Mali (1938–2007), US-amerikanische Casting-Agentin
- Finn, Martin (1917–1988), irischer Politiker
- Finn, Michelle (* 1989), irische Hindernisläuferin
- Finn, Mickey (1947–2003), britischer Perkussionist, T. Rex
- Finn, Mindy (* 1981), US-amerikanische Geschäftsfrau und Politikerin
- Finn, Neil (* 1958), neuseeländischer Pop- und RockmusikerNeil Finn (* 1958)

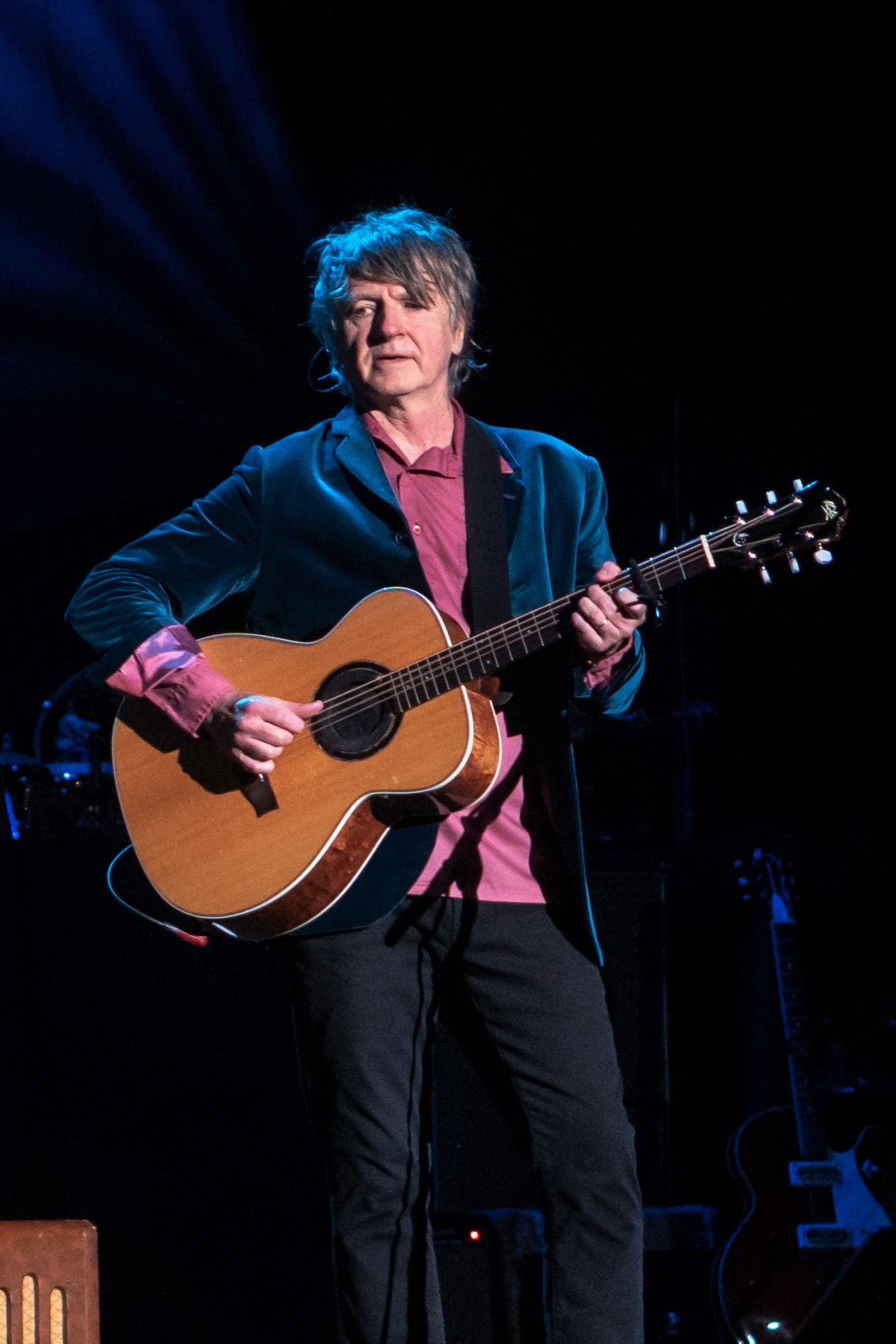
Neil Finn (* 1958)

- Finn, Neil (* 1978), englischer Fußballtorhüter
- Finn, Parker (* 1987), US-amerikanischer Filmemacher
- Finn, Richard (1912–1989), irischer römisch-katholischer Ordensgeistlicher und Bischof von Ibadan
- Finn, Robert (1922–2022), US-amerikanischer Mathematiker
- Finn, Robert (* 1945), US-amerikanischer Diplomat, Botschafter in Afghanistan und Tadschikistan, Hochschullehrer
- Finn, Robert (* 1953), US-amerikanischer Geistlicher und römisch-katholischer Bischof
- Finn, Ronald (1930–2004), britischer Mediziner
- Finn, Sean (* 1982), US-amerikanischer Basketballspieler
- Finn, Simon (* 1951), englischer Folk-Sänger und Gitarrist
- Finn, Steven (* 1966), kanadischer Eishockeyspieler
- Finn, Steven (* 1989), englischer Cricketspieler
- Finn, Thomas (* 1967), deutscher SchriftstellerThomas Finn (* 1967)

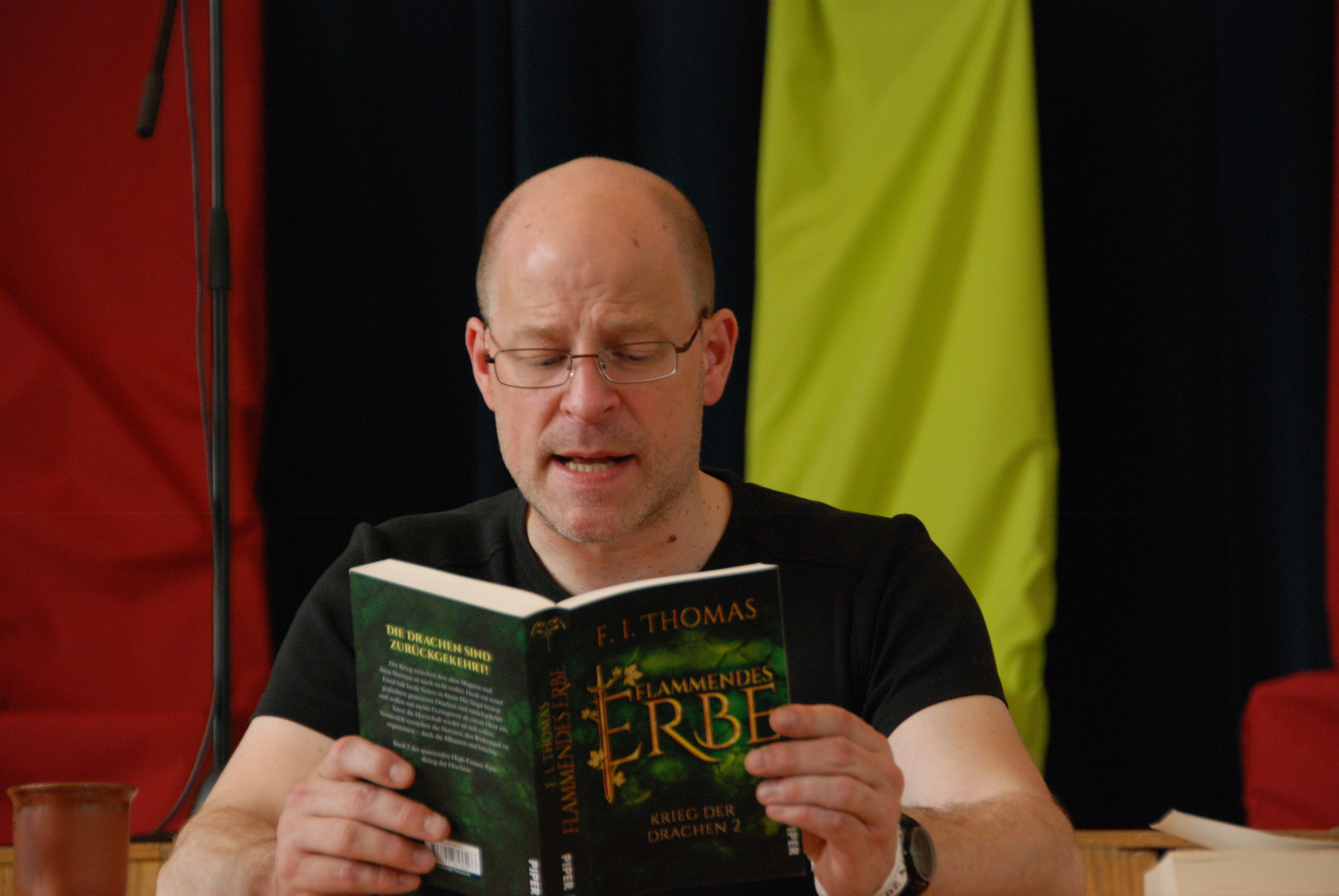
Thomas Finn (* 1967)

- Finn, William (1952–2025), US-amerikanischer Komponist und Autor von Songtexten
- Finn-Burrell, Michelle (* 1965), US-amerikanische Sprinterin
- Finn-Kelcey, Rose (1945–2014), britische Video-, Installations- und Performancekünstlerin
- Finna, deutsche Musikerin
- Finnan, Steve (* 1976), irischer Fußballspieler
- Finnberg, Emil (1909–2005), deutscher Jurist und SS-Führer
- Finnbjörn Þorvaldsson (1924–2018), isländischer Sprinter und Weitspringer
- Finndell, Hampus (* 2000), schwedischer Fußballspieler
- Finne, Bård (* 1995), norwegischer Fußballspieler
- Finne, Ferdinand (1910–1999), norwegischer Maler, Grafiker, Theaterdekorateur und Schriftsteller
- Finne, Herbert (1919–1999), deutscher Musiker
- Finne-Ipsen, Julie (* 1995), dänische Badmintonspielerin
- Finnegan, Christopher (1944–2009), britischer Boxer
- Finnegan, Cortland (* 1984), US-amerikanischer American-Football-Spieler
- Finnegan, Edward Rowan (1905–1971), US-amerikanischer Politiker
- Finnegan, George (1881–1913), US-amerikanischer Boxer
- Finnegan, John (1926–2012), US-amerikanischer Schauspieler
- Finnegan, Joseph (1942–2023), irischer Jurist
- Finnegan, Kevin (1948–2008), britischer Boxer
- Finnegan, Larry (1938–1973), US-amerikanischer Sänger
- Finnegan, Lynn (* 1970), US-amerikanische Politikerin, Abgeordnete des Repräsentantenhauses von Hawaii
- Finnegan, Martin (1979–2008), irischer Motorradrennfahrer
- Finnegan, Oliver, britisch-irischer Schauspieler
- Finnegan, Susan (1903–1995), britische Zoologin
- Finnegan, Thomas (1925–2011), irischer römisch-katholischer Bischof
- Finnegan, William (1928–2008), US-amerikanischer Film- und Fernsehproduzent
- Finnegan, William (* 1952), US-amerikanischer Journalist und Buchautor
- Finnel, deutscher Webvideoproduzent
- Finnemann, Wilhelm (1882–1942), deutscher Missionsbischof und Märtyrer
- Finnemore, John (* 1977), britischer Komiker
- Finnendahl, Orm (* 1963), deutscher Komponist
- Finner, Horst (* 1932), deutscher DBD-Funktionär, DBD-Bezirksvorsitzender Neubrandenburg
- Finneran, Danny (* 1990), US-amerikanischer Bahn- und Straßenradrennfahrer
- Finneran, Michael (* 1947), irischer Politiker
- Finneran, Sharon (* 1946), US-amerikanische Schwimmerin
- Finneran, Siobhan (* 1966), britische SchauspielerinSiobhan Finneran (* 1966)

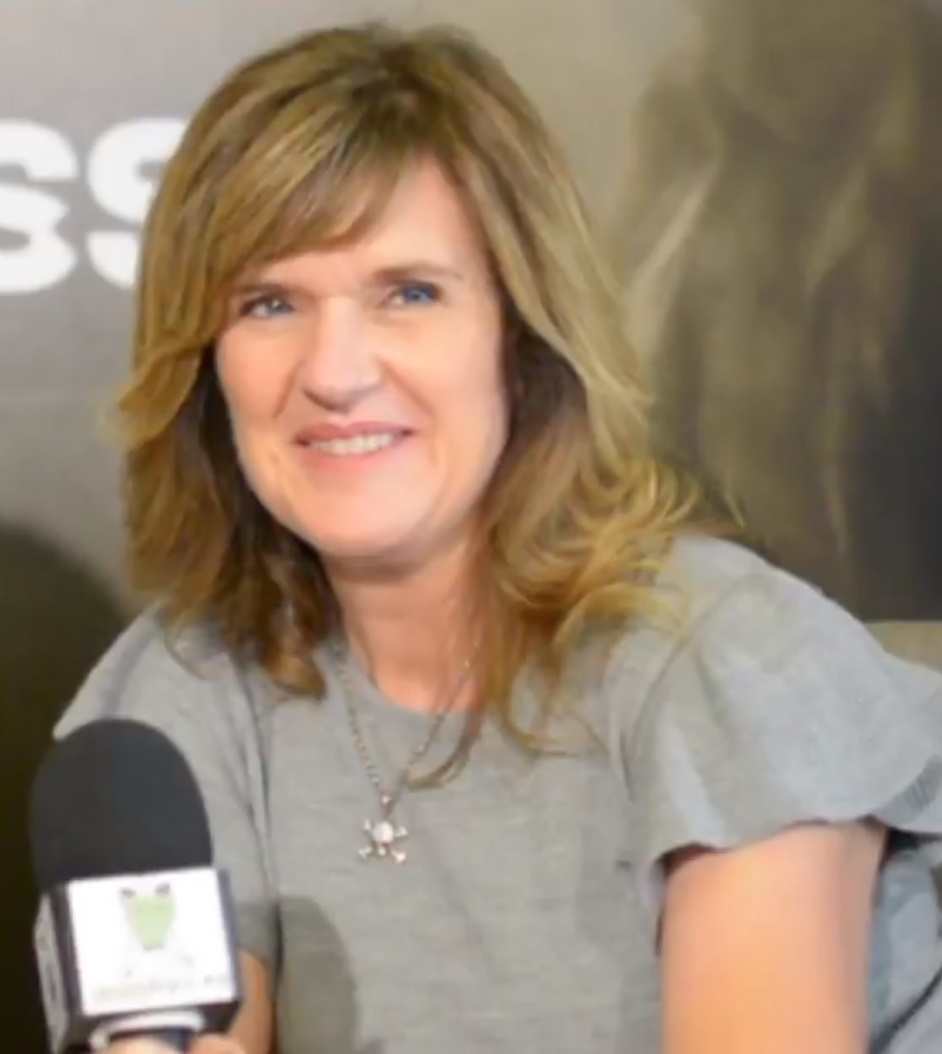
Siobhan Finneran (* 1966)

- Finnerman, Gerald (1931–2011), US-amerikanischer Kameramann und Regisseur
- Finnern, Maike (* 1968), deutsche Lehrerin und Gewerkschafterin
- Finnern, Uwe (* 1952), deutscher Fußballspieler
- Finnerty, Barry (* 1951), amerikanischer Fusionmusiker (Gitarre, Keyboards)
- Finnerud, Parelius (1888–1969), norwegischer Langstreckenläufer
- Finney, Albert (1936–2019), britischer Schauspieler und ProduzentAlbert Finney (1936–2019)

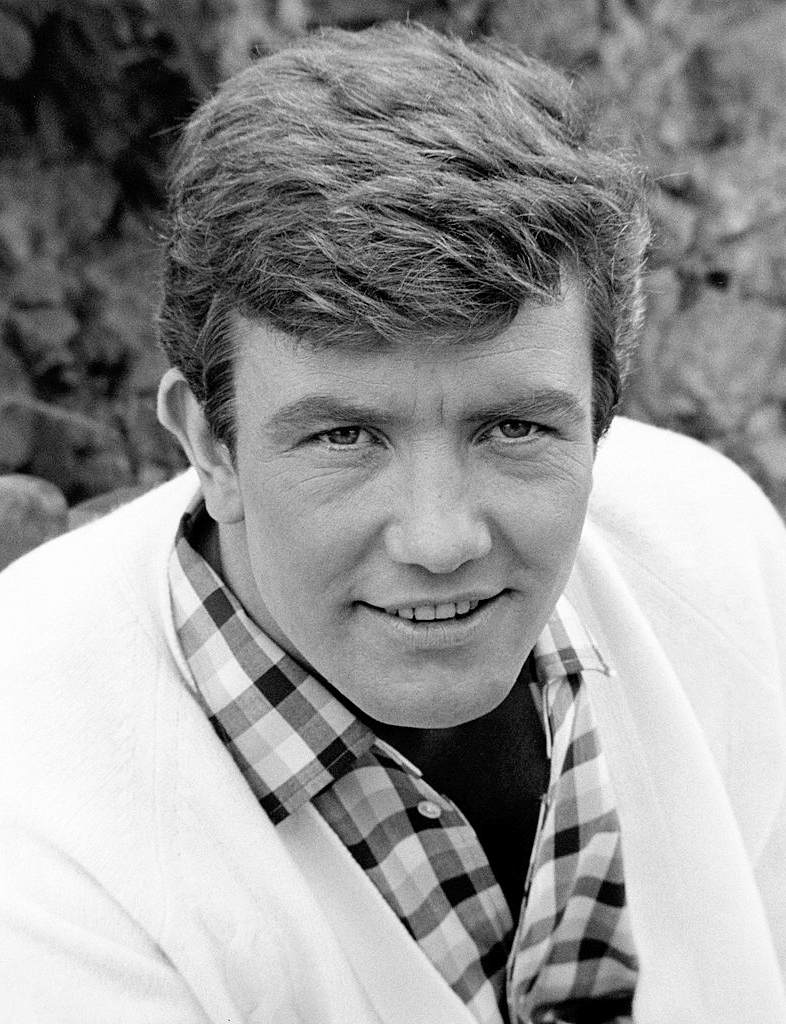
Albert Finney (1936–2019)

- Finney, Charles Grandison (1792–1875), amerikanischer presbyterianischer Erweckungsprediger, Hochschullehrer und Rektor
- Finney, D. J. (1917–2018), britischer Statistiker
- Finney, Darwin Abel (1814–1868), US-amerikanischer Politiker
- Finney, David W. (1839–1916), US-amerikanischer Politiker
- Finney, Frederick Norton (1832–1916), amerikanischer Eisenbahningenieur und -manager
- Finney, Garland (1916–1946), US-amerikanischer Jazz-Pianist
- Finney, Gavin (* 1963), britischer Kameramann
- Finney, Hal (1956–2014), US-amerikanischer Spieleentwickler und Kryptologe
- Finney, Jack (1911–1995), US-amerikanischer Schriftsteller
- Finney, Jim (1924–2008), englischer Fußballschiedsrichter
- Finney, Joan (1925–2001), US-amerikanische Politikerin
- Finney, John Thornley (* 1932), anglikanischer Bischof
- Finney, Ross Lee (1906–1997), US-amerikanischer Komponist
- Finney, Tom (1922–2014), englischer Fußballspieler
- Finney, Tommy (* 1952), nordirischer Fußballspieler
- Finney, Yasmin (* 2003), britische Schauspielerin
- Finney-Smith, Dorian (* 1993), US-amerikanischer Basketballspieler
- Finnian von Clonard (470–549), irischer Heiliger
- Finnian von Movilla, irischer Kirchengründer und Missionar
- Finnie, John (* 1956), schottischer Politiker
- Finnie, Ross (* 1947), schottischer Politiker
- Finnie, Stephen (* 1969), schottischer Fußballschiedsrichter
- Finnigan, Brian (* 1938), australischer Geistlicher, emeritierter Weihbischof in Brisbane
- Finnigan, Candy (* 1946), US-amerikanische Suchtspezialistin
- Finnigan, Dave (* 1941), US-amerikanischer Jongleur
- Finnigan, Frank (1903–1991), kanadischer Eishockeyspieler
- Finnigan, Jennifer (* 1979), kanadische SchauspielerinJennifer Finnigan (* 1979)

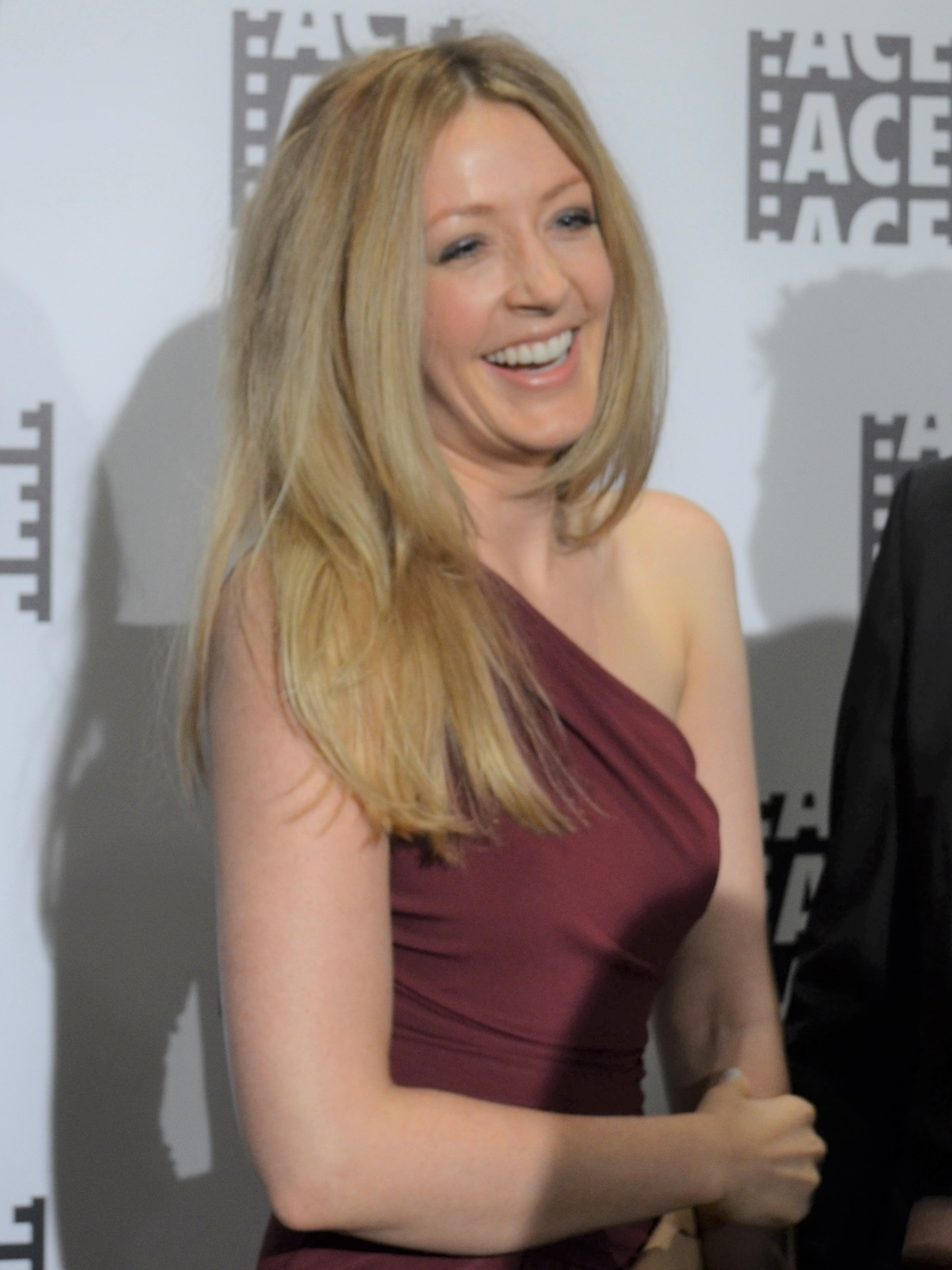
Jennifer Finnigan (* 1979)

- Finnigan, Mike (1945–2021), US-amerikanischer Sänger und Keyboardspieler
- Finnilä, Birgit (* 1931), schwedische Altistin
- Finning, Sean (* 1985), australischer Radrennfahrer
- Finnis, Valerie (1924–2006), britische Gärtnerin und Fotografin
- Finniss, Boyle (1807–1893), australischer Politiker und Entdecker
- Finnissy, Michael (* 1946), englischer Komponist, Pianist und Musikpädagoge
- Finnland, Martin (* 1982), österreichischer Theaterregisseur und Theatermacher
- Finno, Jacobus († 1588), finnischer evangelisch-lutherischer Geistlicher und Rektor der Domschule in Turku
- Finno, Richard, US-amerikanischer Bauingenieur (Geotechnik)
- Finnset, Herborg (* 1961), norwegische lutherische Geistliche und Theologin
- Finnur Jónsson (1704–1789), isländischer Geistlicher, Bischof von Skálholt
- Finnur Jónsson (1858–1934), isländischer skandinavistischer Mediävist
- Finnur Magnússon (1781–1847), isländischer Archivar und Philologe

### Fino
- Fino, Bashkim (1962–2021), albanischer Politiker (PS)
- Fino, Paul A. (1913–2009), US-amerikanischer Politiker
- Finocchiaro, Anna (* 1955), italienische Juristin und Politikerin
- Finocchiaro, Lia (* 1984), australischei Politikerin, Chief Minister des Northern Territory
- Finochietto, Enrique (1881–1948), argentinischer Chirurg und Erfinder chirurgischer Instrumente
- Finoglia, Paolo († 1645), neapolitanischer Maler des Frühbarock
- Finohr, Hans (1891–1966), deutscher Film- und Theaterschauspieler, Regisseur
- Finol, Yoel (* 1996), venezolanischer Boxer
- Finolt, Christoph († 1582), Kaufmann in Leipzig
- Finontschenko, Andrei (* 1982), kasachischer Fußballspieler
- Finot, Alice (* 1991), französische Hindernisläuferin
- Finot, Frédéric (* 1977), französischer Radrennfahrer
- Finot, Jean (1858–1922), Journalist und Autor
- Finotti, Monika (* 1955), österreichische Schauspielerin
- Finotto, Martino (1933–2014), italienischer Automobilrennfahrer

### Fins
- Finsberg, Geoffrey (1926–1996), britischer Politiker (Conservative Party), Mitglied des House of Commons; Mitglied des House of Lords
- Finsch, Otto (1839–1917), deutscher ForschungsreisenderOtto Finsch (1839–1917)

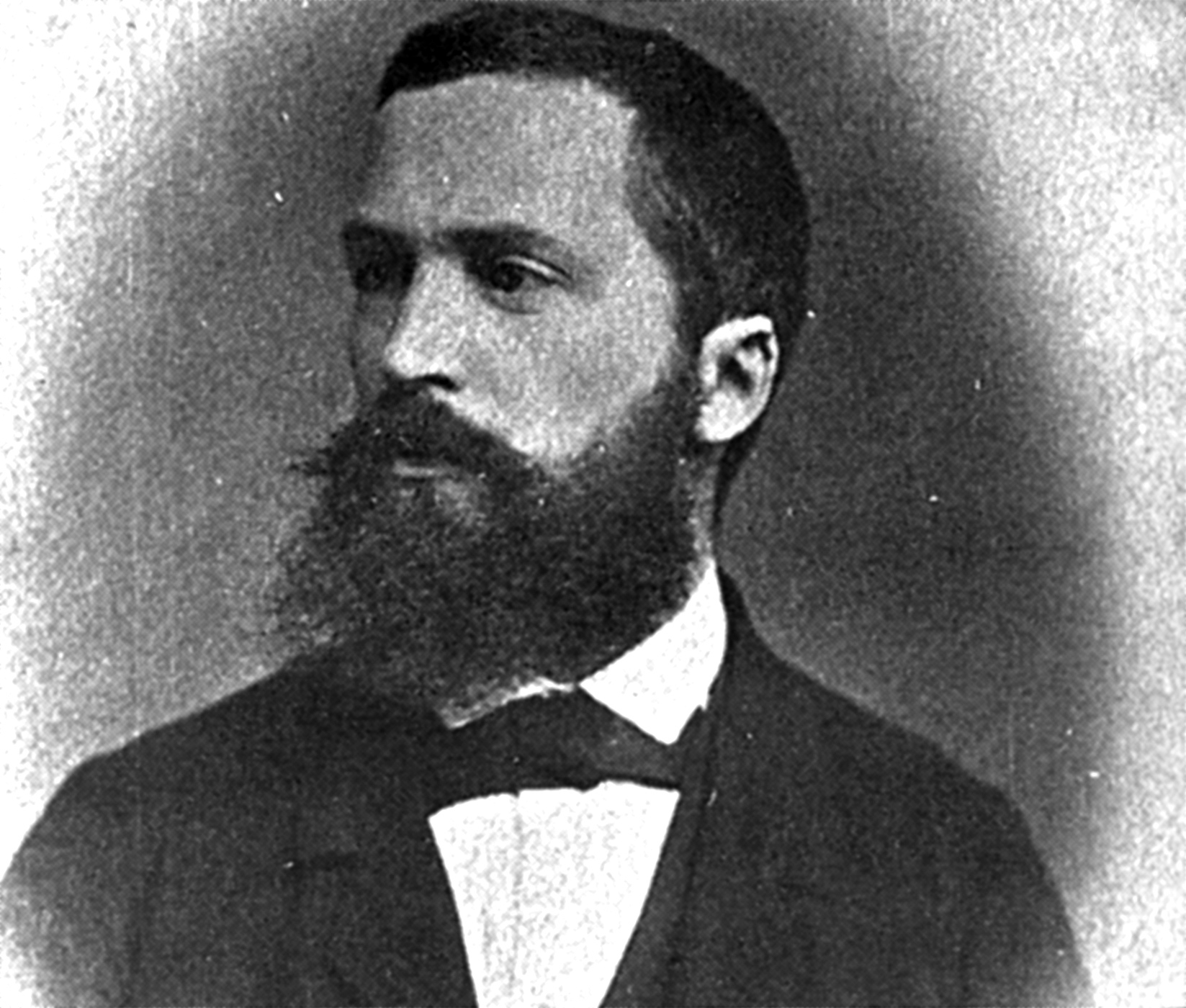
Otto Finsch (1839–1917)

- Finscher, Ludwig (1930–2020), deutscher Musikhistoriker
- Finselberger, Erni (1902–1993), deutsche Politikerin (GB/BHE), MdL, MdB
- Finsen, Niels Ryberg (1860–1904), dänischer Arzt und Nobelpreisträger
- Finsen, Olaf (1859–1937), färöischer Apotheker und Bürgermeister von Tórshavn
- Finsinger, Jörg (* 1950), deutscher Ökonom
- Finsler, Diethelm Georg (1819–1899), Schweizer reformierter Theologe
- Finsler, Georg (1852–1916), Schweizer Altphilologe
- Finsler, Georg (1860–1920), Schweizer reformierter Pfarrer und Theologe
- Finsler, Hans (1891–1972), Schweizer Fotograf und Hochschullehrer
- Finsler, Hans Conrad (1765–1839), Schweizer Politiker und Militär
- Finsler, Paul (1894–1970), Schweizer Mathematiker
- Finson, Jon W. (* 1950), US-amerikanischer Musikwissenschaftler
- Finson, Louis († 1617), flämischer Maler
- Finstad Bergum, Mari (* 1998), norwegische Handballspielerin
- Finstad, Brad (* 1976), US-amerikanischer Politiker
- Finstad, Jonny (* 1966), norwegischer Politiker
- Finstad, Tom, kanadischer Snookerspieler
- Finster, Felix (* 1967), deutscher mathematischer Physiker
- Finster, Howard (1916–2001), US-amerikanischer Maler
- Finster, Norbert (* 1951), deutscher General
- Finster, Robert, österreichischer Musiker (Blockflöte, Oboe, Klavier)
- Finster, Robert (* 1984), österreichischer SchauspielerRobert Finster (* 1984)

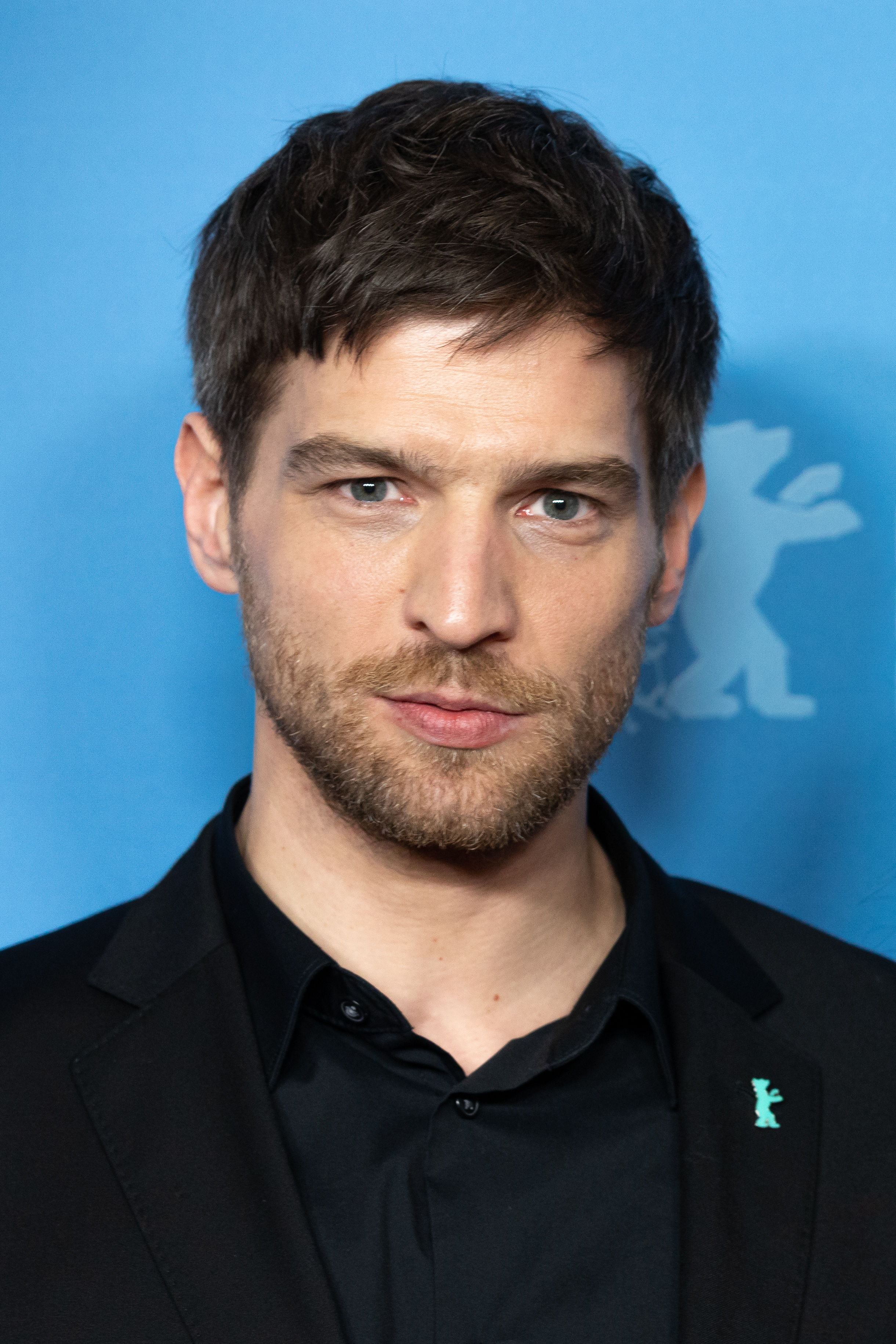
Robert Finster (* 1984)

- Finsterbusch, Daniel Reinhold (1825–1902), deutscher Lehrer und Komponist
- Finsterbusch, Karin (* 1963), deutsche evangelische Theologin
- Finsterbusch, Käte (1924–2018), deutsche Sinologin
- Finsterbusch, Monika (* 1954), deutsche Designerin und Kinderbuchautorin
- Finsterer, Alfred (1908–1996), deutscher Maler, Grafiker und Typograph
- Finsterer, Hans (1877–1955), österreichischer Chirurg
- Finsterer, Rudolf (* 1951), deutscher Rugby-Union-Spieler und -Trainer
- Finsterlin, Hermann (1887–1973), deutscher Architekt, Maler, Dichter, Essayist, Spielzeugmacher und Komponist
- Finsterlohe, Wipert von († 1503), deutscher Adeliger und Domherr
- Finsterlohn, Eberhard († 1469), Bürgermeister und Junker der Reichsstadt Heilbronn
- Finsters, Rihards (* 1991), lettischer Beachvolleyballspieler
- Finsterwalder, Frauke (* 1975), deutsche Filmregisseurin und DrehbuchautorinFrauke Finsterwalder (* 1975)

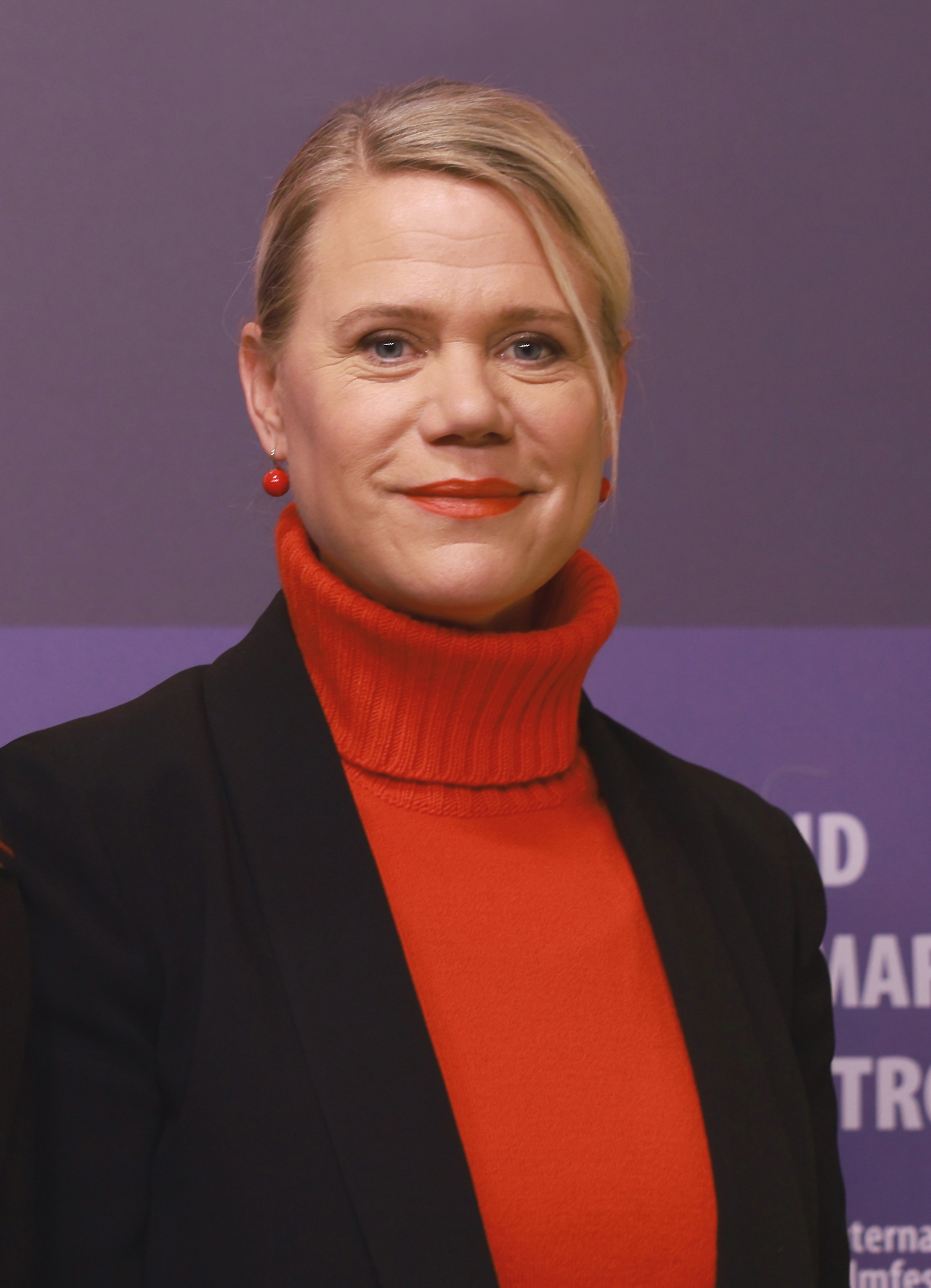
Frauke Finsterwalder (* 1975)

- Finsterwalder, Ignaz (1708–1772), deutscher Stuckateur der Wessobrunner Schule
- Finsterwalder, Karl (1900–1995), deutscher Sprachwissenschaftler, Topograph und Geograph
- Finsterwalder, Richard (1899–1963), deutscher Geodät, Kartograf und Hochschullehrer
- Finsterwalder, Rüdiger (* 1930), deutscher Kartenhistoriker und Hochschullehrer
- Finsterwalder, Sebastian (1862–1951), bayerischer Mathematiker und Geodät
- Finsterwalder, Ulrich (1897–1988), deutscher Bauingenieur (Stahlbeton-Schalenbau und Spannbeton)
- Finstingen, Hildegard von († 1384), Äbtissin von Lichtenthal
- Finston, Nat W. (1895–1979), US-amerikanischer Dirigent und Komponist

### Fint
- Finta, Erzsébet (1936–2020), ungarische Schachspielerin
- Finta, József (1935–2024), ungarischer Architekt
- Finta, Orsolya (* 1987), ungarische Fußballspielerin
- Fintan von Rheinau († 878), irischer Mönch in Kloster RheinauFintan von Rheinau († 878)

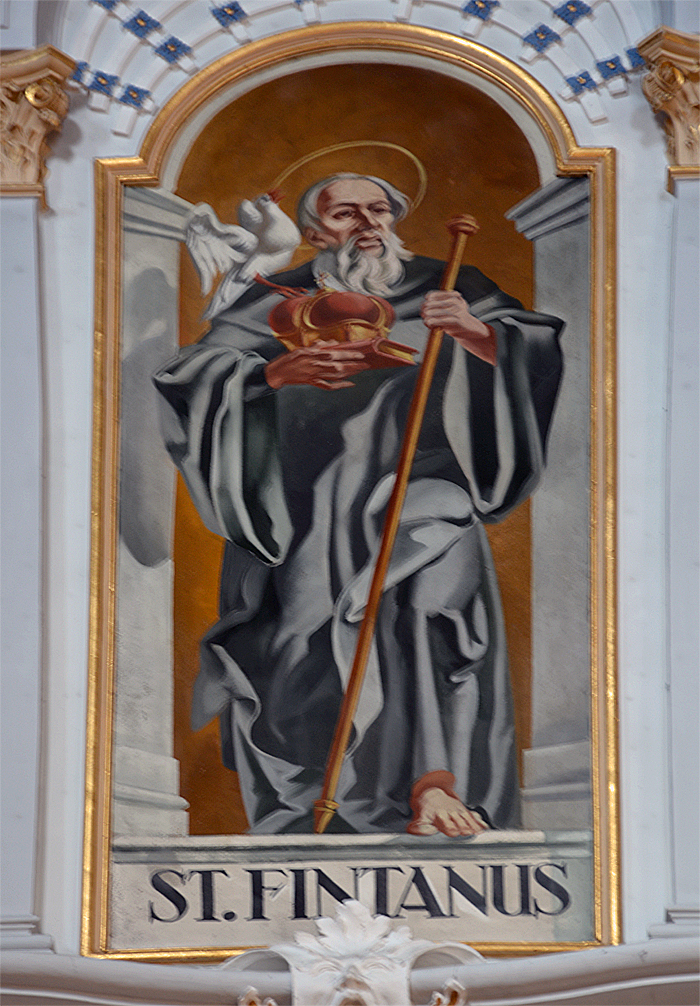
Fintan von Rheinau († 878)

- Fintel, Christian von (* 1990), deutscher Basketballspieler
- Fintel, Katharina von (* 1964), deutsche politische Beamtin (SPD)
- Fintel, Momi von (* 1976), deutscher Schauspieler
- Fintelmann, Axel (1848–1907), Landschaftsarchitekt, königlich preußischer Gartenbaudirektor
- Fintelmann, Carl Friedrich (1738–1811), Königlicher Hofgärtner im Küchengarten von Schloss Charlottenburg
- Fintelmann, Carl Julius (1794–1866), Königlicher Hofgärtner
- Fintelmann, Ferdinand (1774–1863), Königlicher Hofgärtner auf der Pfaueninsel und im Schlossgarten Charlottenburg
- Fintelmann, Gustav I. Adolph (1803–1871), Königlicher Hofgärtner, Publizist und Verfasser von Monografien über praktische Gärtnerei
- Fintelmann, Gustav II. Adolph (1846–1918), deutscher Hofgartendirektor
- Fintelmann, Heinrich (1825–1895), deutscher Garteninspektor
- Fintelmann, Joachim Heinrich († 1752), Herrschaftlicher Gärtner bei der Familie von Bredow in Senzke
- Fintelmann, Volker (* 1935), deutscher Facharzt für Innere Medizin
- Finter, Helga (* 1946), deutsche Theaterwissenschaftlerin, Literaturwissenschaftler und Hochschullehrerin
- Finter, Julius (1872–1941), deutscher Politiker
- Fintschuk, Wladyslaw (* 1998), ukrainischer Mittelstreckenläufer
- Fintushel, Ron (* 1946), US-amerikanischer Mathematiker
- Fintzen, Jessica (* 1989), deutsche Mathematikerin
- Fintzi, Itzhak (* 1933), bulgarischer SchauspielerItzhak Fintzi (* 1933)

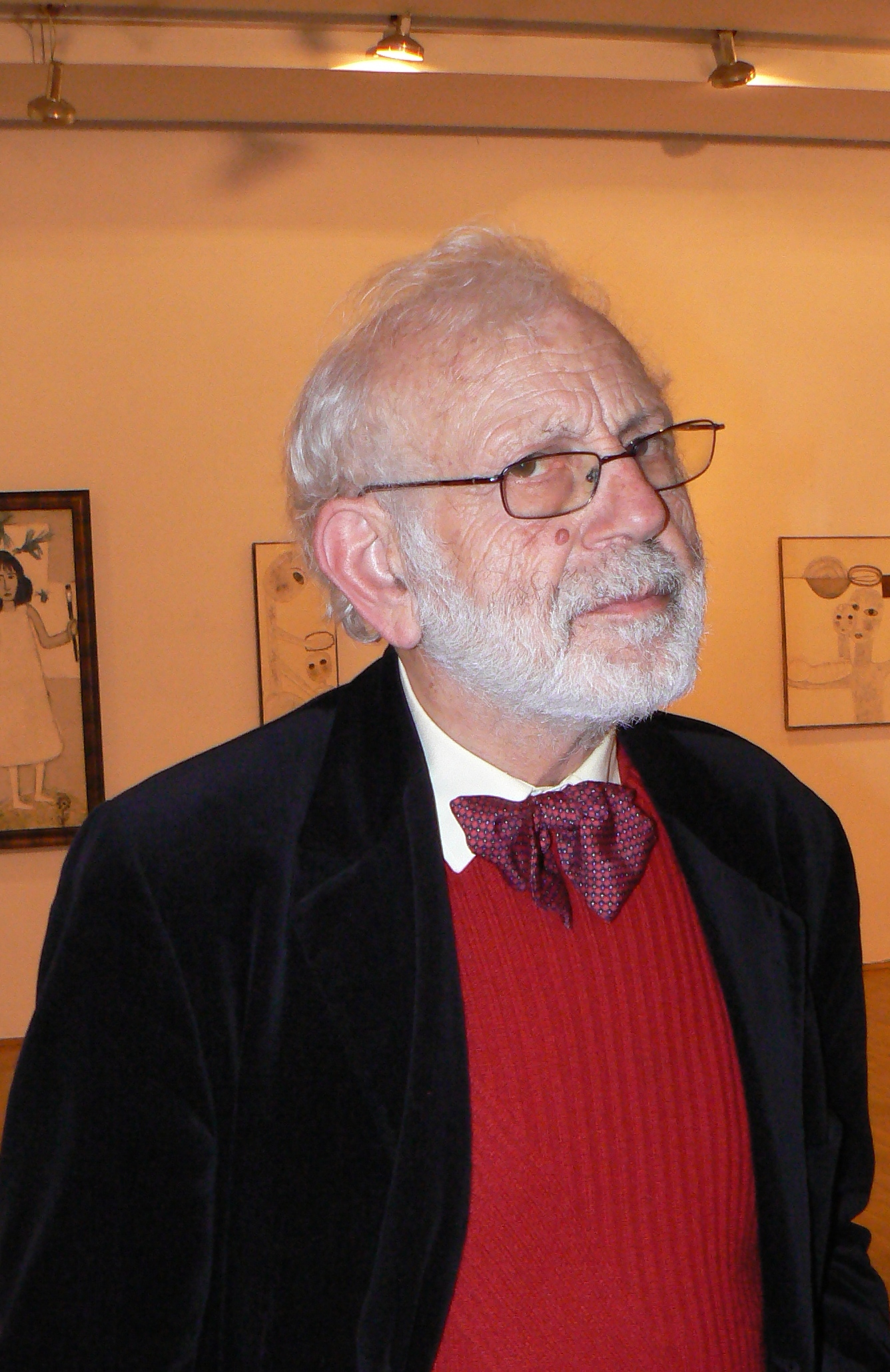
Itzhak Fintzi (* 1933)

### Finu
- Finucane, Emma (* 2002), britische Bahnradsportlerin
- Finucane, Michael (* 1943), irischer Politiker
- Finucane, Pat (1949–1989), nordirischer Rechtsanwalt, von loyalistischen Paramilitärs ermordet

### Finx
- Finxius, Peter (1573–1624), deutscher Mediziner

### Finz
- Finz, Alfred (* 1943), österreichischer Jurist und Politiker (ÖVP), Abgeordneter zum Nationalrat
- Finze, Adolf (1833–1905), österreichischer Unternehmer
- Finze-Michaelsen, Holger (* 1958), Schweizer Pfarrer und Buchautor
- Finzel, Dieter (1940–2019), deutscher Rechtsanwalt und Notar
- Finzelberg, Lothar (* 1953), deutscher Kommunalpolitiker; Landrat im Landkreis Jerichower Land
- Finzen, Asmus (* 1940), deutscher Hochschullehrer
- Finzenhagen, Hermann (1825–1914), deutscher Organist, Dirigent und Komponist
- Finzenhagen, Ludwig Hermann Otto (1860–1931), deutscher Organist, Komponist und Musiklehrer
- Finzer, Nick (* 1988), US-amerikanischer Jazzmusiker (Posaune)
- Finzer, Peter (* 1957), deutscher Wirtschaftswissenschaftler im Personalmanagement
- Finžgar, Fran Saleški (1871–1962), slowenischer Schriftsteller und Priester
- Finzi Pasca, Daniele (* 1964), Schweizer Autor, Regisseur, Clown
- Finzi, Aldo (1891–1944), italienischer Militär, Politiker, Sportfunktionär und Motorradrennfahrer
- Finzi, Bruno (1899–1974), italienischer Angewandter Mathematiker und Physiker
- Finzi, Ezra (* 2007), bulgarisch-französisch-deutscher Schauspieler
- Finzi, Gerald (1901–1956), englischer Komponist
- Finzi, Giuseppe (1815–1886), italienischer Freiheitskämpfer und Politiker
- Finzi, Leo (1924–2002), italienischer Bauingenieur
- Finzi, Mordechai (1440–1475), italienischer Mathematiker und Astronom
- Finzi, Roberto (1941–2020), italienischer Historiker
- Finzi, Samuel (* 1966), bulgarisch-deutscher SchauspielerSamuel Finzi (* 1966)

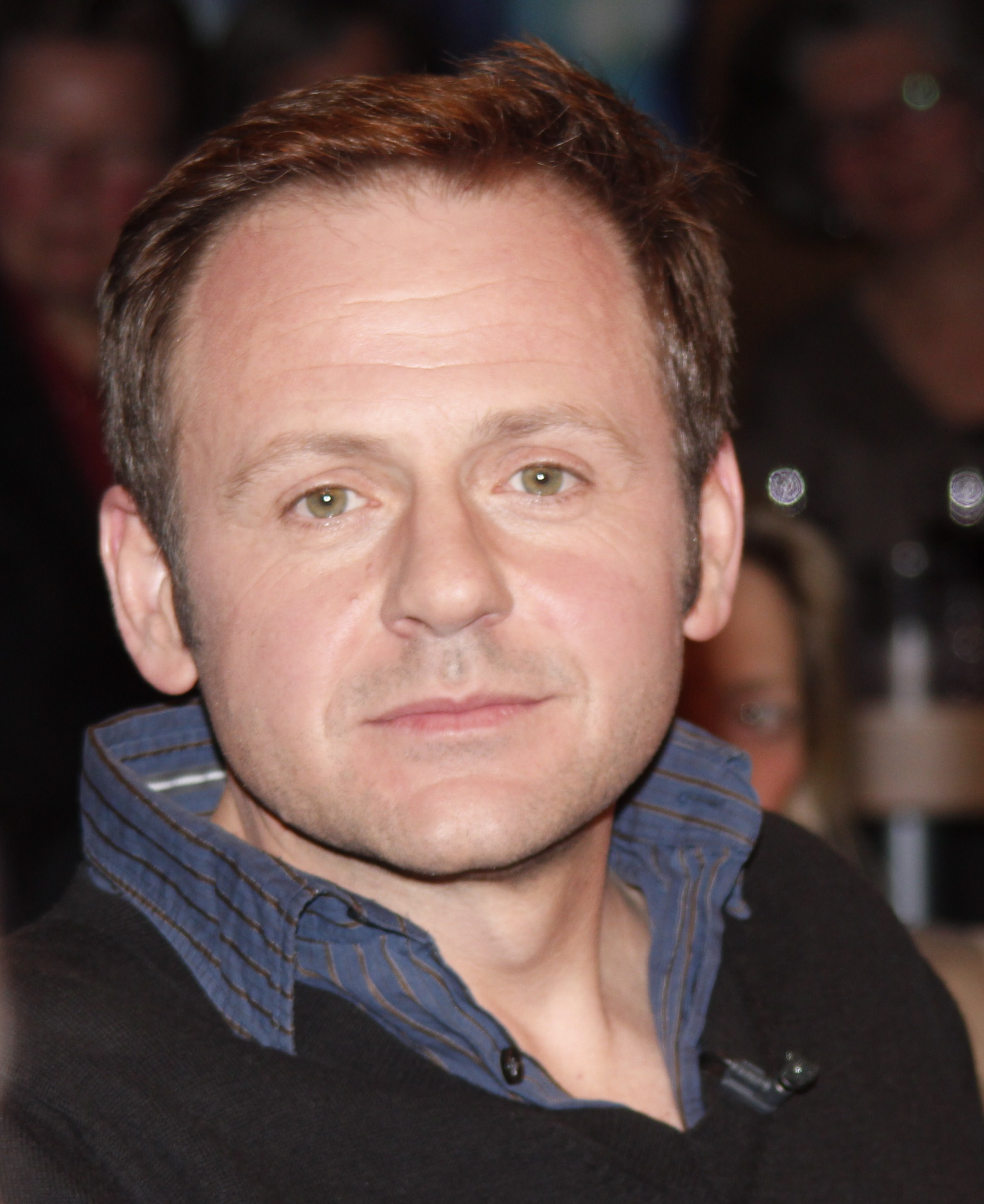
Samuel Finzi (* 1966)

- Finzi-Vita, Viviana (1950–2022), italienische Germanistin und Übersetzerin
- Finzsch, Norbert (* 1951), deutscher Historiker